# 北区 (名古屋市)

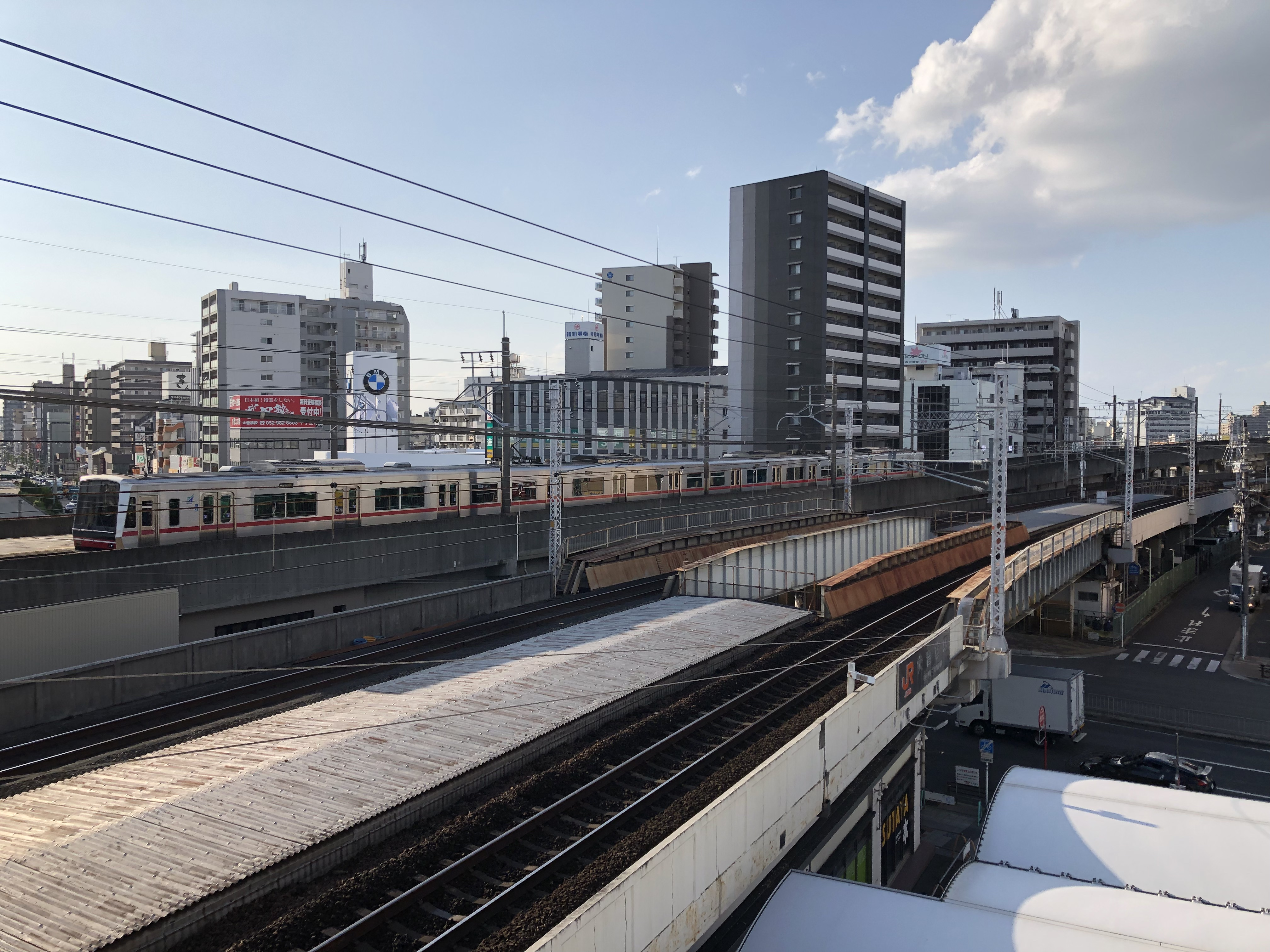
北部副都心の大曽根

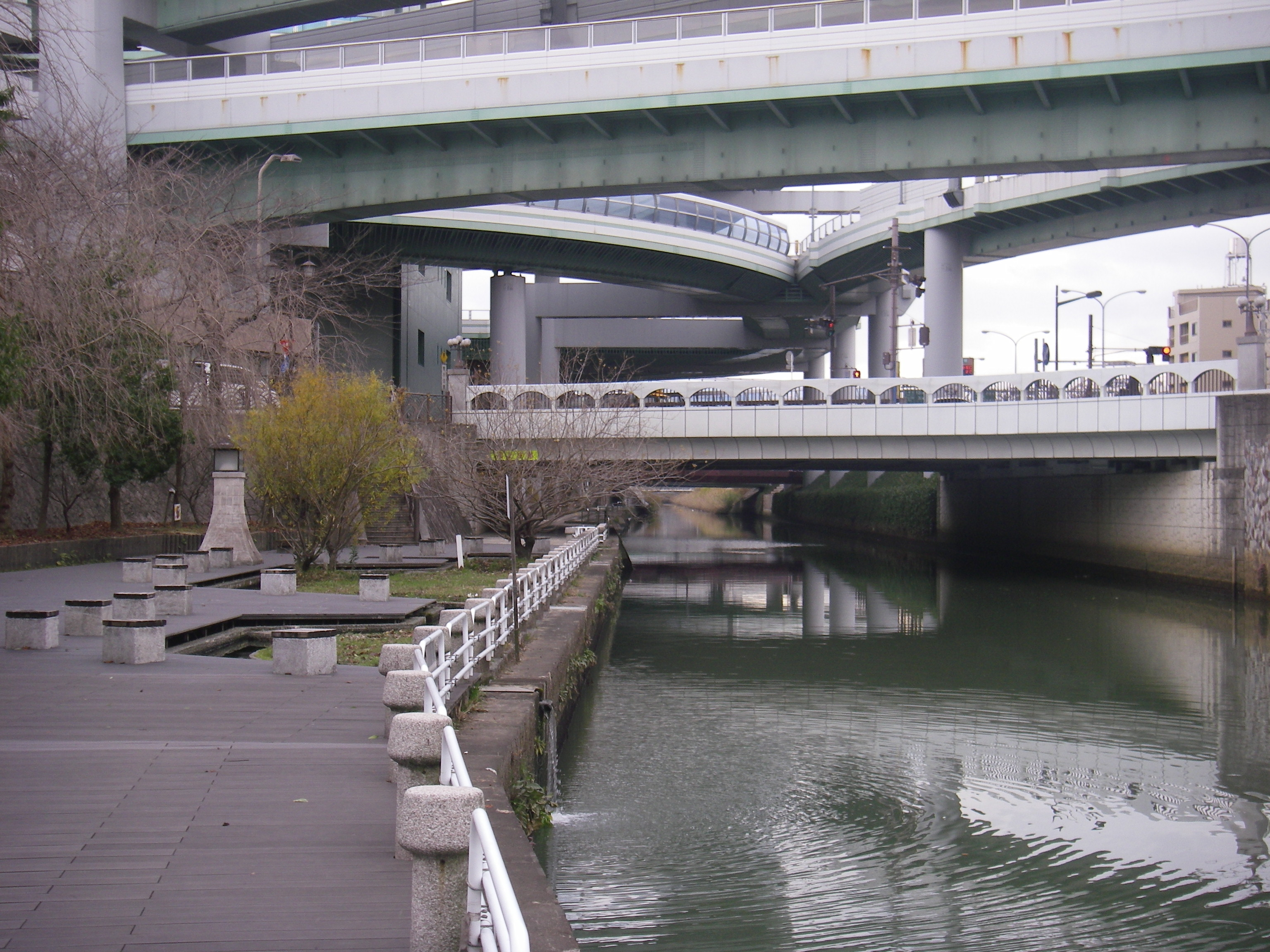
黒川
（北清水親水広場）

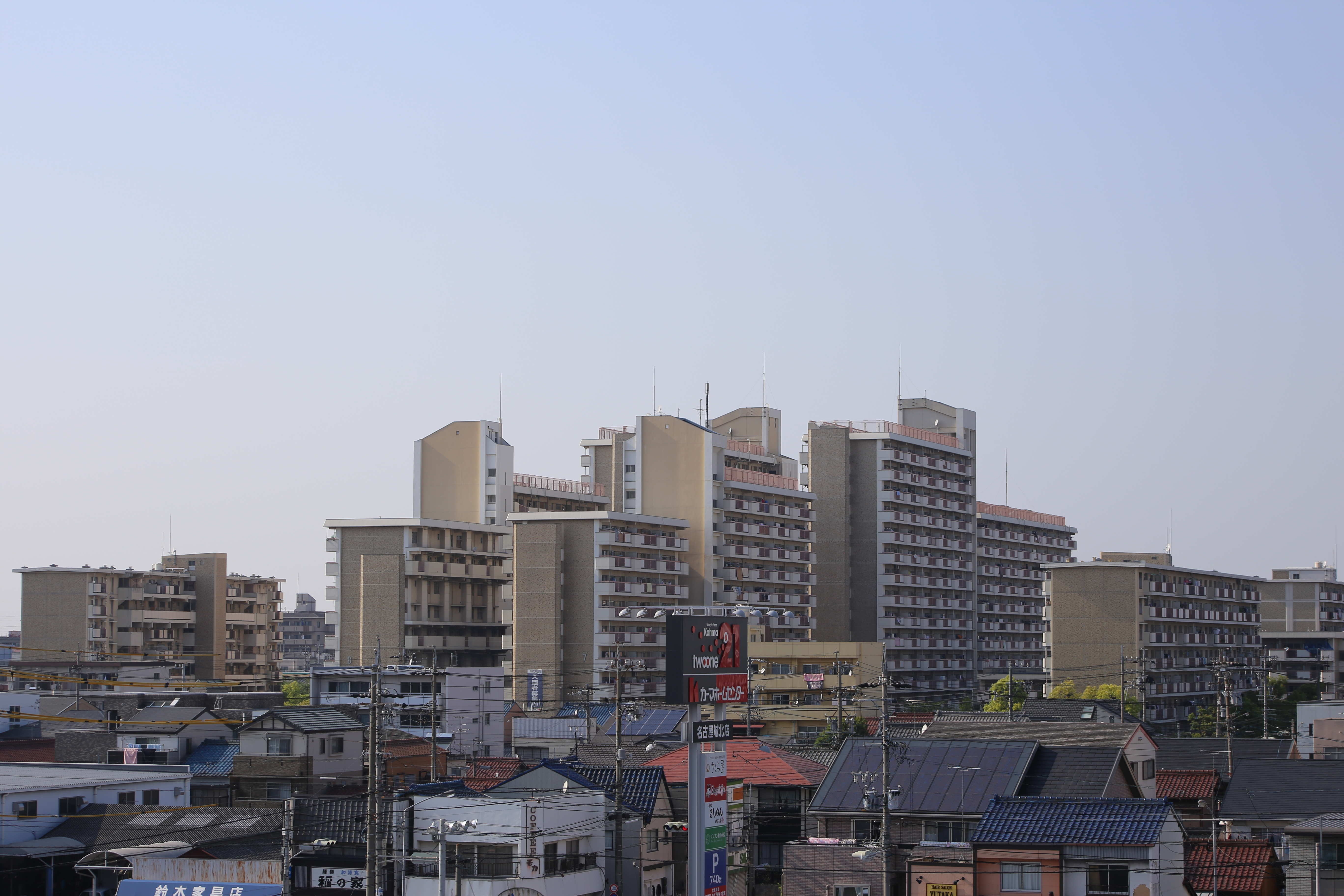
UR水草団地

北区（きたく）は、名古屋市を構成する16区のうちの一つである。1944年（昭和19年）に当時の東区と西区のそれぞれ一部を併せる形で成立した。区名は、当地が区制施行時における名古屋市の北部に位置する地域であったことに由来する。

## 概要
名古屋市の北部に位置し、JR中央線、地下鉄名城線、名鉄瀬戸線や名鉄小牧線などの鉄道、名古屋高速道路1号楠線、国道19号、41号などの幹線道路が南北に走っている。
以前は区内に工場が多く見られたが、現在は撤退し、その跡地に大規模な公営住宅やマンションが多く見られる。
「北区」の区名を持つ現存の行政区のうちでは最も古い。

## 地理

### 地形

#### 河川
主な川
- 庄内川
- 矢田川
- 新地蔵川
- 八田川
- 堀川（黒川）
- 惣兵衛川（庄内用水）
- 大山川
- 生棚川
- 三郷悪水（三郷用水）

#### 湖沼
主な池
- 御深井池
- 六が池

### 主な地域
区内各町については記事末尾の「名古屋市北区の町・字」および名古屋市の地名#北区を参照
- 味鋺（あじま）
- 黒川（くろかわ）
- 辻町（つじまち）
- 上飯田（かみいいだ）
- 平安通（へいあんどおり）
- 大曽根（おおぞね）
- 楠（くすのき）
- 如意（にょい）
- 会所町（かいしょちょう）
- 中丸町（ちゅうまるちょう）
- 清水（しみず）
- 安井（やすい）
- 成願寺（じょうがんじ）
- 米が瀬町（こめがせちょう）

### 人口
| 北区の人口の推移 \| 2000年（平成12年） \| 167,450人 \| \| \| 2005年（平成17年） \| 166,503人 \| \| \| 2010年（平成22年） \| 165,845人 \| \| \| 2015年（平成27年） \| 165,357人 \| \| \| 2020年（令和2年） \| 163,321人 \| \| |           |  |
| 総務省統計局 国勢調査より |           |  |
| 2000年（平成12年） | 167,450人 |  |
| 2005年（平成17年） | 166,503人 |  |
| 2010年（平成22年） | 165,845人 |  |
| 2015年（平成27年） | 165,357人 |  |
| 2020年（令和2年） | 163,321人 |  |

### 隣接自治体・行政区
名古屋市の行政区
- 西区
- 守山区
- 中区
- 東区

他の市町村
- 春日井市
- 北名古屋市
- 西春日井郡：豊山町

## 歴史

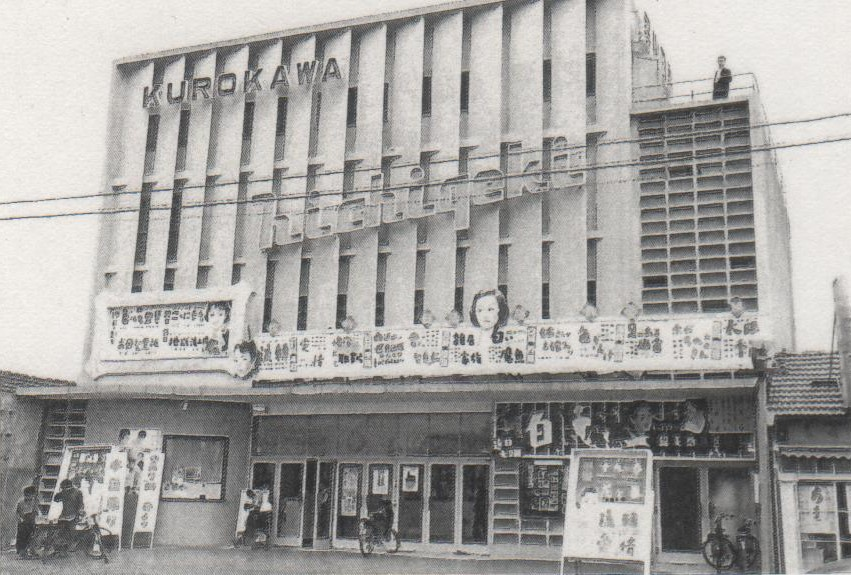
1956年頃の黒川

### 古代
西志賀町の西志賀遺跡からは弥生時代前期、平手町の志賀公園遺跡は弥生時代から中世期の遺物が出土しており、少なくとも弥生時代には当地に生活する人々がいたようである。また、式内社として区内には綿神社・多奈波太神社・羊神社・別小江神社・大井神社・味鋺神社と6社があり、神社を中心に居住者があったようである。

### 中世
中世期には現在の志賀公園にあたる地に織田信長家老として知られる平手政秀の邸宅があり、付近を治めていたという。
- 1554年（天文23年7月18日） - 織田信長の家臣柴田勝家が活躍した「安食の戦い」が行われた。

### 近世
江戸時代
江戸時代当地は尾張藩に属し、成願寺村・中切村・福徳村・光音寺村・喜惣治新田・大蒲新田・如意村・味鋺村・味鋺原新田・志水蓮池新田・杉村・大曽根村・矢田村・山田村・辻村・上飯田村・安井村・東志賀村・西志賀村・田幡村の20村が所在し、主に農業により生計を立てていた。

### 近代
明治時代
明治時代に入り、市制町村制が施行されると、金城村・杉村・六郷村・萩野村・川中村・如意村・味鋺村の7村に集約された。
その後も合併が進み、1906年（明治39年）には如意・味鋺両村が楠村、1933年（昭和8年）には萩野・川中両村が萩野村となった。

### 近現代
昭和時代
- 1944年（昭和19年） - 東区と西区の一部地域を併せる形で北区が設置される[4]。
- 1946年（昭和21年） - 東区六郷学区を編入する[4]。
- 1951年（昭和26年） - 中区上名古屋町字北野を編入する[4]。
- 1955年（昭和30年） - 西春日井郡楠村を編入する[4]。
- 1988年（昭和63年） - 市制百周年を記念し、公募により「北」を象った区のシンボルマーク制定[1]。

### 現代
平成時代
- 2018年（平成30年） - 北区をジャズで盛り上げるプロジェクト 「KITA JAZZ!」 始動。
- 2019年（平成31年）3月29日 - 清水駅⇔尼ヶ坂駅間の高架下にSAKUMACHI商店街が完成[5]。

令和時代
- 2021年（令和3年）3月1日 - 北区認知症フレンドリーコミュニティ宣言。

## 政治

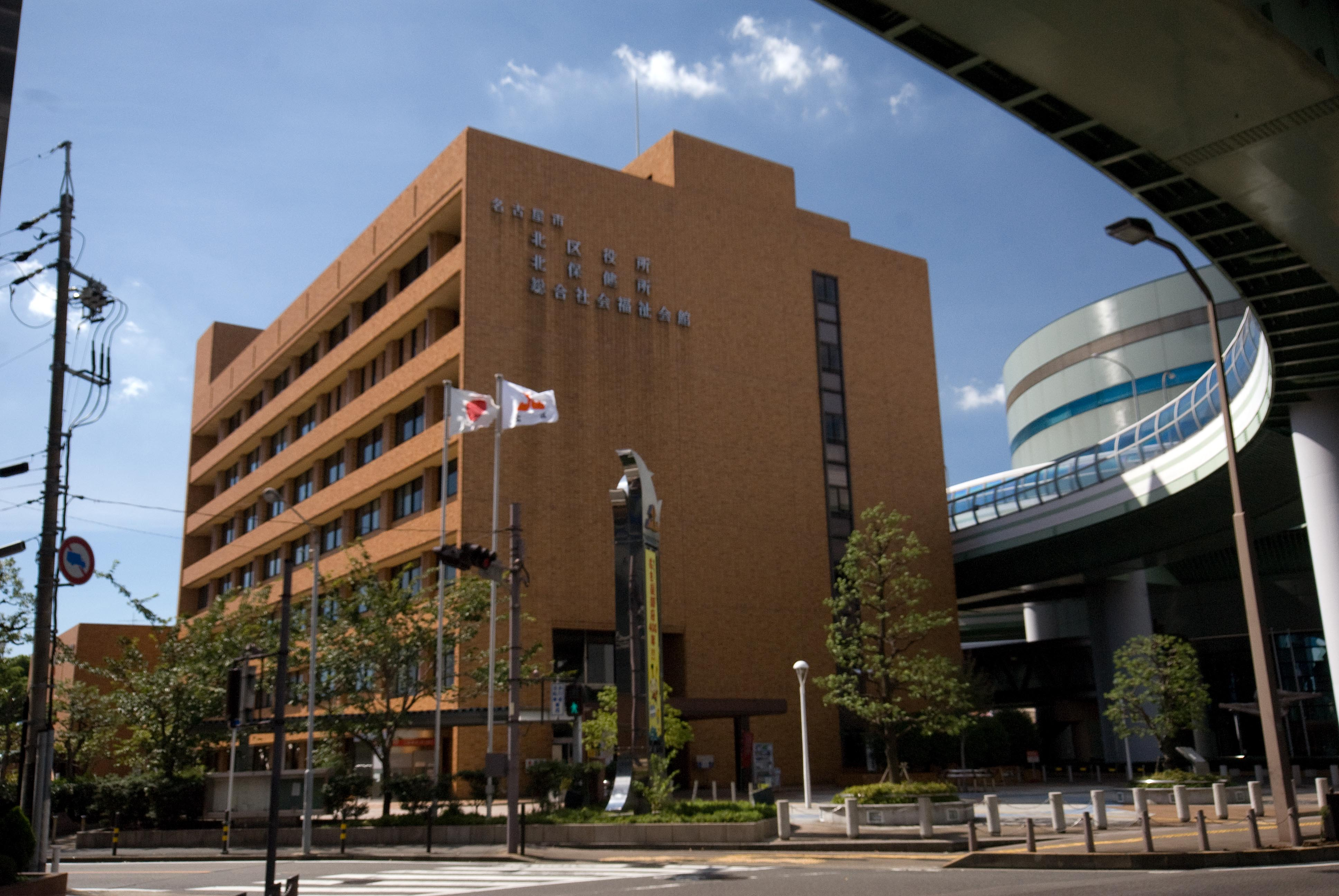
北区役所

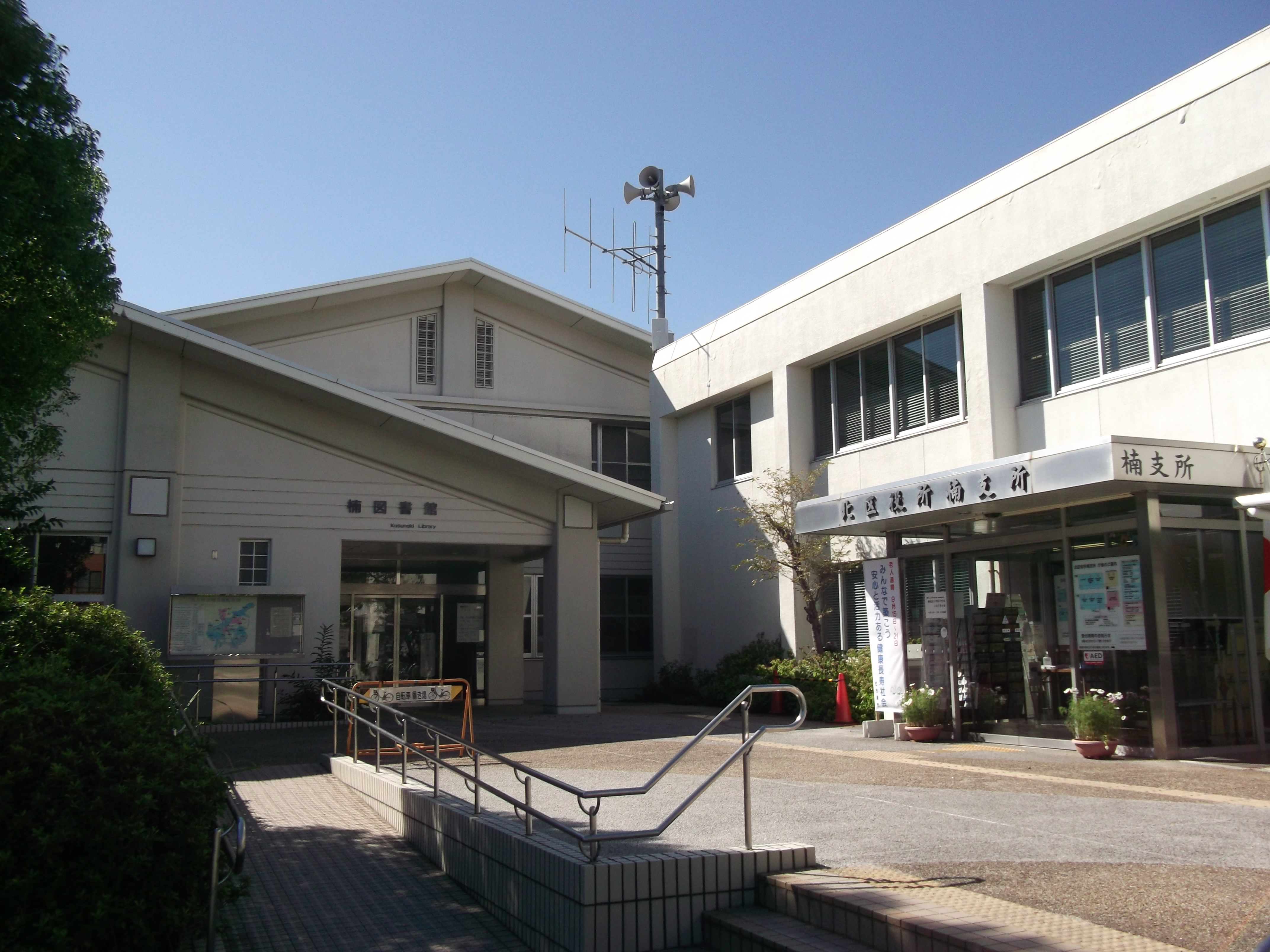
北区役所楠支所

### 行政

#### 区長
歴代区長
| 代 | 氏名        | 就任期間                       | 備考 |
| -- | ----------- | ------------------------------ | ---- |
| 1  | 山谷 健一   | 1944年2月11日 - 1945年10月1日  |      |
| 2  | 柴田 喜太郎 | 1945年10月2日 - 1946年10月30日 |      |
| 3  | 西山 健     | 1946年10月31日 - 1950年8月18日 |      |
| 4  | 角南 登三太 | 1950年8月19日 - 1955年9月30日  |      |
| 5  | 塩田 実男   | 1955年10月1日 - 1958年9月24日  |      |
| 6  | 服部 一夫   | 1958年9月25日 - 1961年6月4日   |      |
| 7  | 井上 瀧雄   | 1961年6月5日 - 1965年6月15日   |      |
| 8  | 近藤 清長   | 1965年6月16日 - 1967年6月30日  |      |
| 9  | 中西 長一   | 1967年7月1日 - 1969年8月15日   |      |
| 10 | 秋月 智顕   | 1969年8月16日 - 1972年7月31日  |      |
| 11 | 篠田 利弘   | 1972年8月1日 - 1974年8月22日   |      |
| 12 | 片田 繁夫   | 1974年8月23日 - 1976年5月14日  |      |
| 13 | 荒川 茂     | 1976年5月15日 - 1977年8月9日   |      |
| 14 | 岩田 謙一郎 | 1977年8月10日 - 1979年4月11日  |      |
| 15 | 片田 耕司   | 1979年4月12日 - 1980年10月7日  |      |
| 16 | 三宅 磯二   | 1980年10月8日 - 1982年5月6日   |      |
| 17 | 杉山 明     | 1982年5月7日 - 1985年3月31日   |      |
| 18 | 吉田 謙藏   | 1985年4月1日 - 1988年3月31日   |      |
| 19 | 白鳥 仁     | 1988年4月1日 - 1991年3月31日   |      |
| 20 | 中村 勇     | 1991年4月1日 - 1992年3月31日   |      |
| 21 | 井口 俊明   | 1992年4月1日 - 1994年3月31日   |      |
| 22 | 服部 一良   | 1994年4月1日 - 1997年3月31日   |      |
| 23 | 長井 隆弘   | 1997年4月1日 - 2000年3月31日   |      |
| 24 | 日下部 英昭 | 2000年4月1日 - 2003年3月31日   |      |
| 25 | 春名 秀機   | 2003年4月1日 - 2005年3月31日   |      |
| 26 | 百瀬 昭     | 2005年4月1日 - 2008年3月31日   |      |
| 27 | 近藤 淑徳   | 2008年4月1日 - 2010年3月31日   |      |
| 28 | 平岡 研二   | 2010年4月1日 - 2012年3月31日   |      |
| 29 | 住田 博     | 2012年4月1日 - 2014年3月31日   |      |
| 30 | 松本 一彦   | 2014年4月1日 - 2017年3月31日   |      |
| 31 | 津坂 昌樹   | 2017年4月1日 - 2020年3月31日   |      |
| 32 | 小林 靖弘   | 2020年4月1日 - 2022年3月31日   |      |
| 33 | 五味澤 陽平 | 2022年4月1日 - 2024年3月31日   |      |
| 34 | 飯田 真由美 | 2024年4月1日 -                 |      |

#### 役所
区役所
- 北区役所
  - 北区役所楠支所

市の施設
- 名古屋市環境局北環境事業所
- 名古屋市北土木事務所
- 名古屋市上下水道局北営業所
  - 三階橋ポンプ所
  - 落下ポンプ所

## 出先機関・施設

### 国家機関

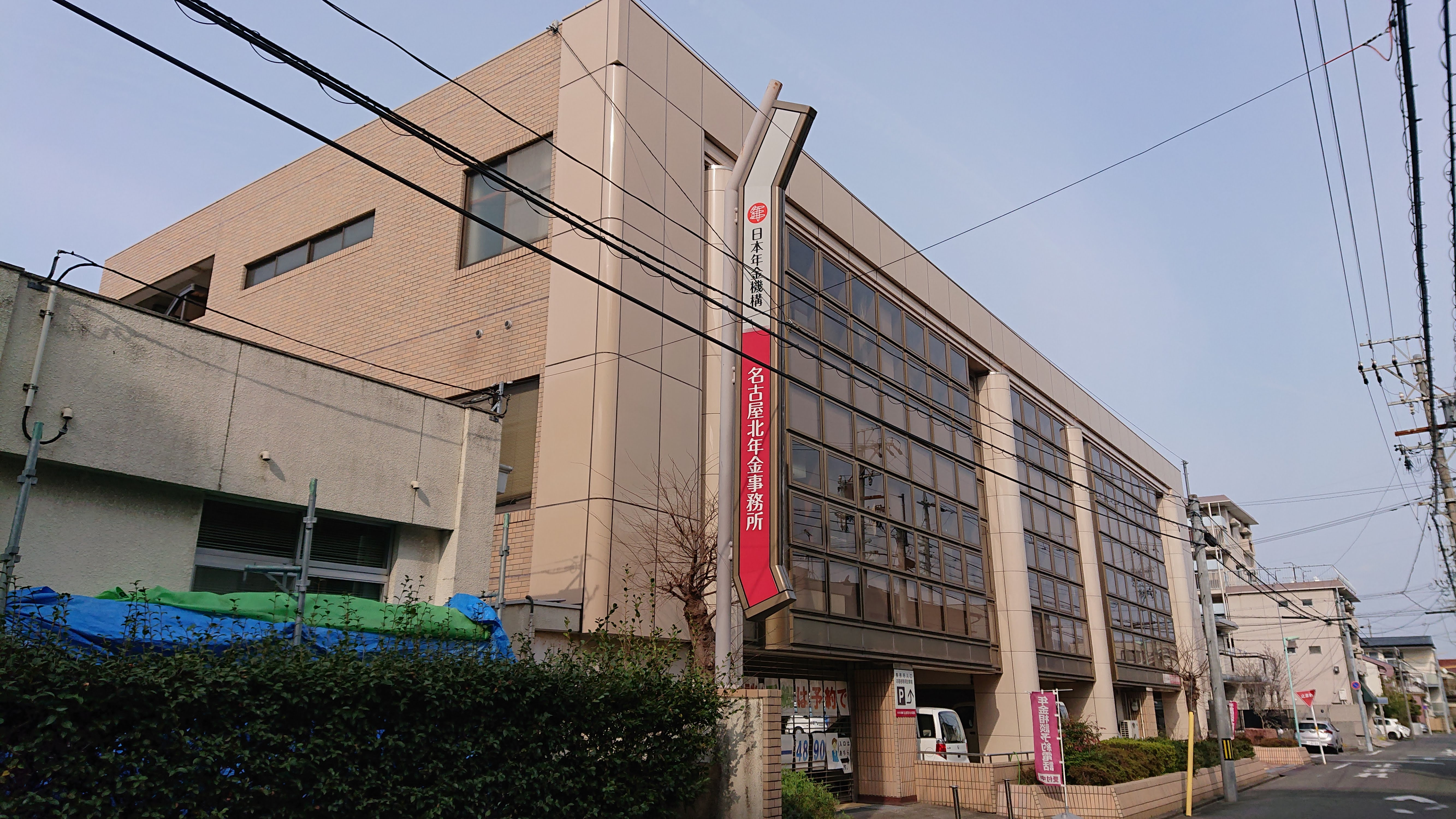
名古屋北年金事務所

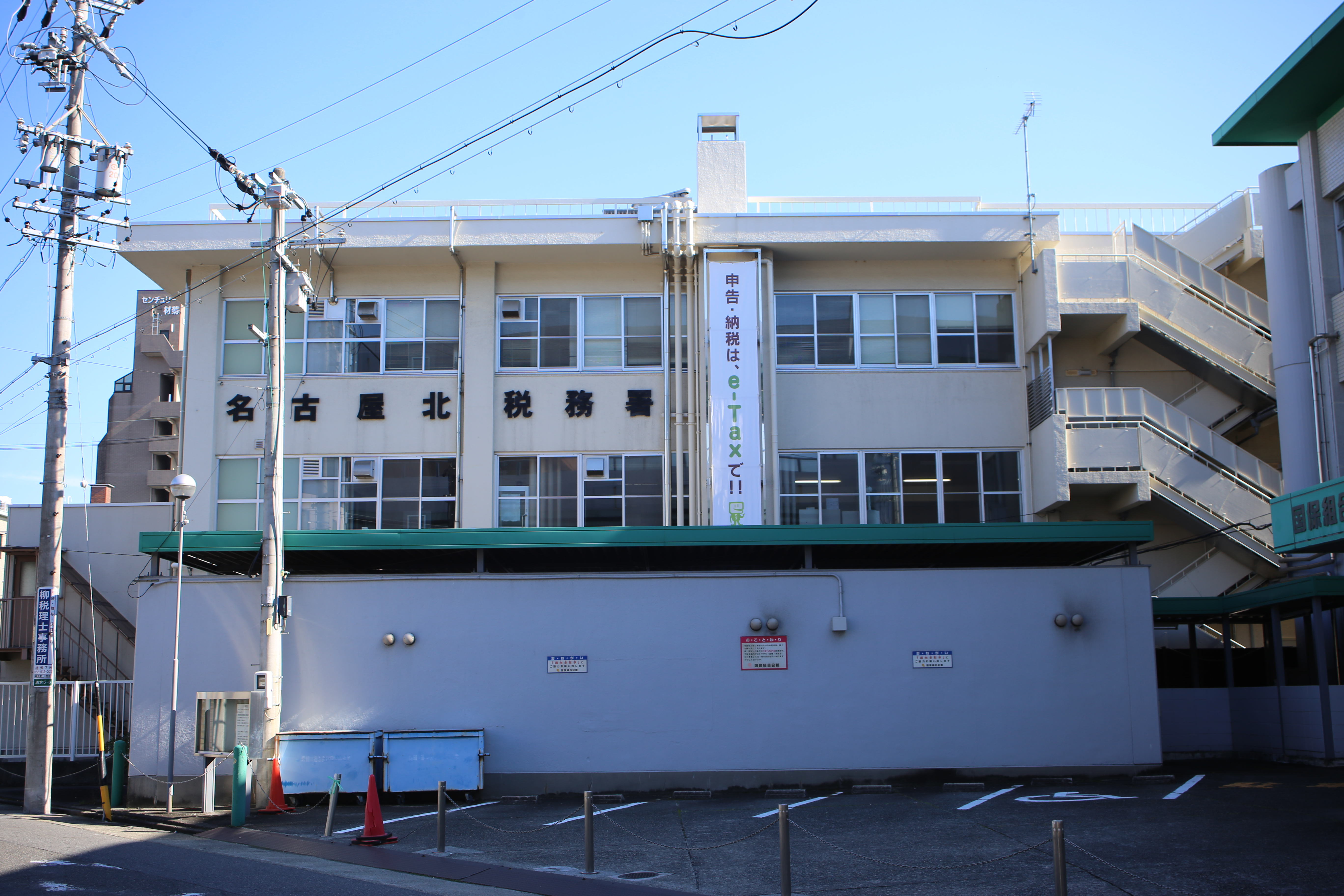
名古屋北税務署

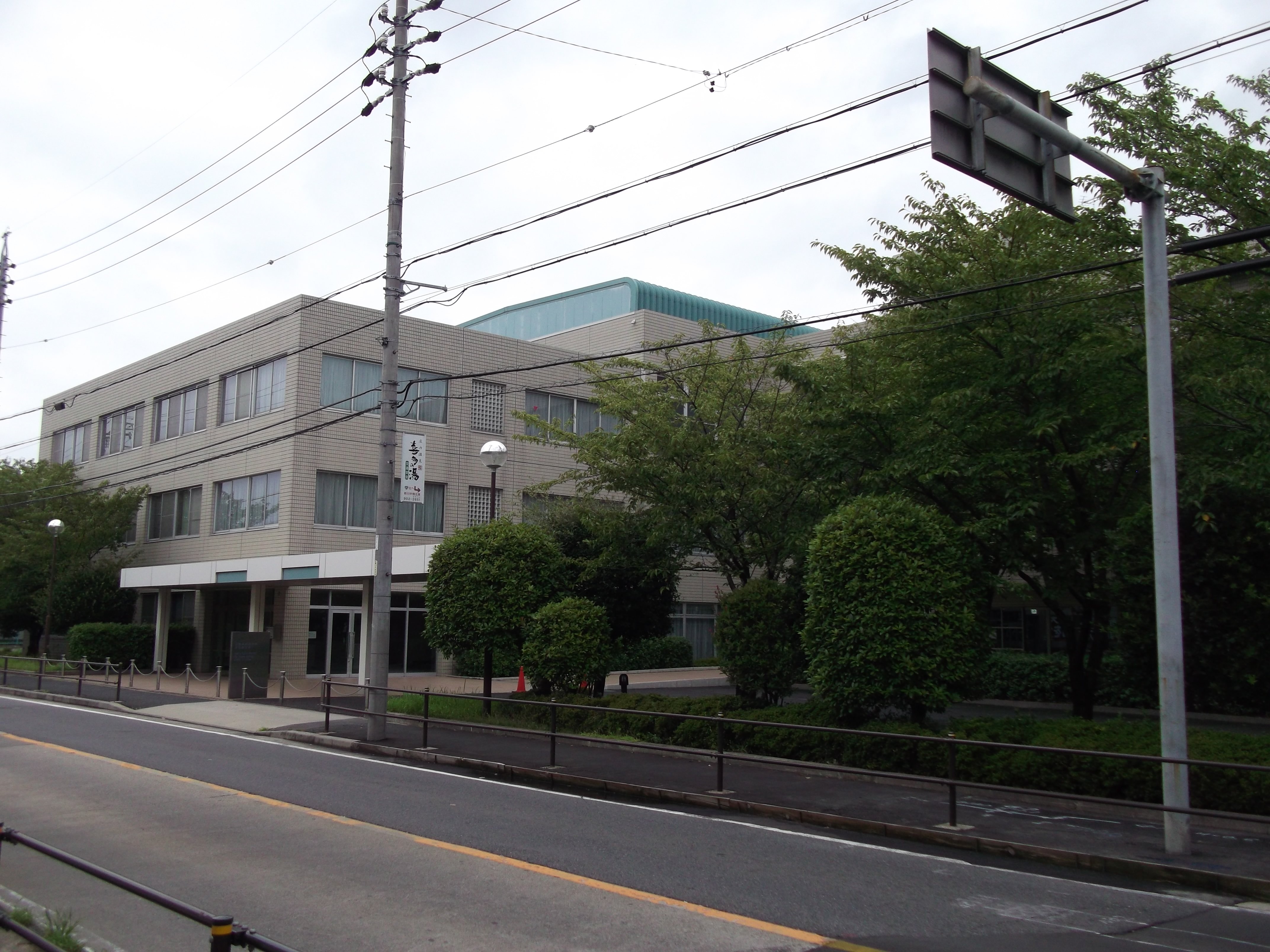
法務総合研究所名古屋支所

#### 厚生労働省
日本年金機構
- 名古屋北年金事務所

#### 財務省
国税庁
- 名古屋国税局名古屋北税務署

#### 法務省
検察庁
- 法務総合研究所名古屋支所

### 施設

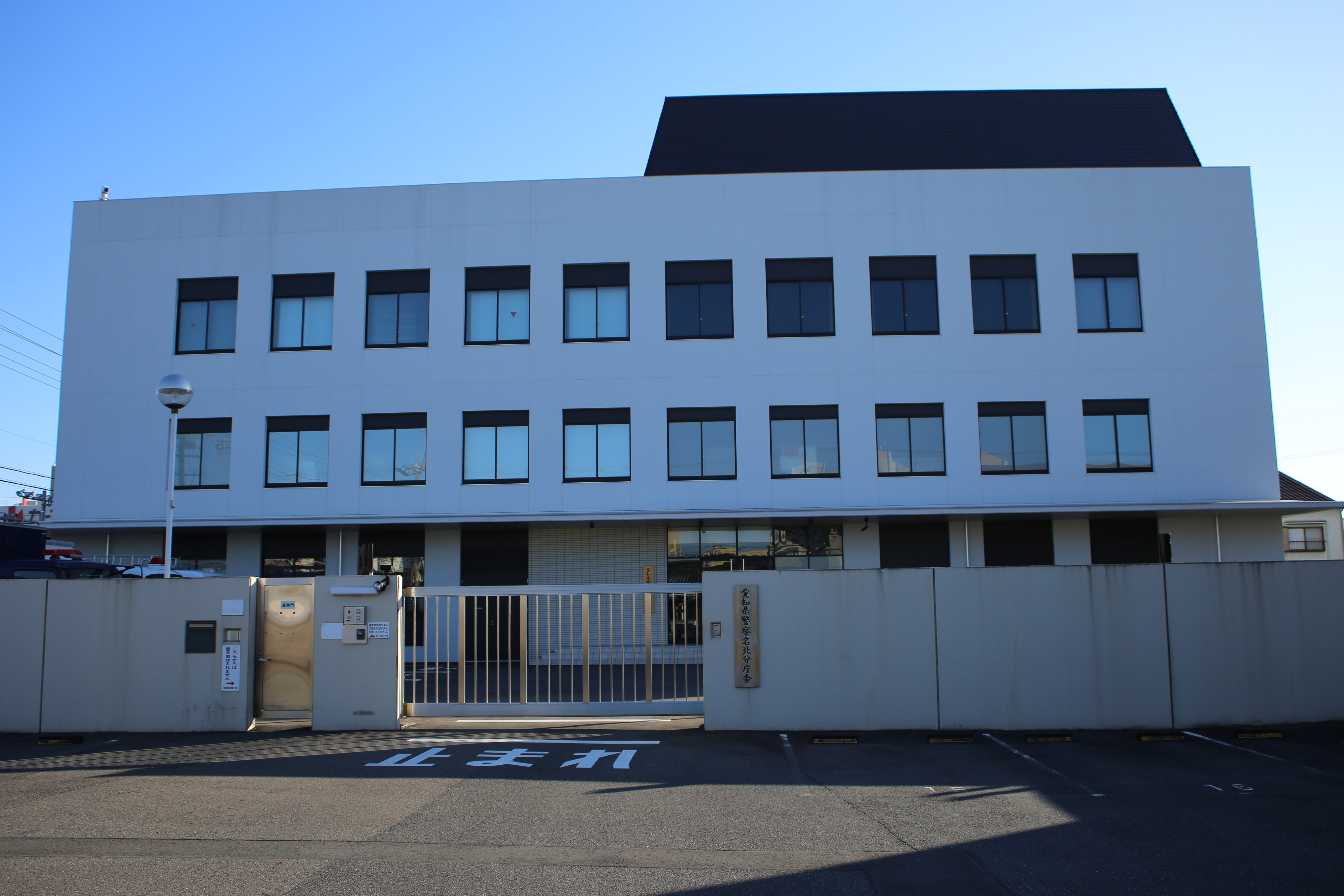
愛知県警察名北分庁舎

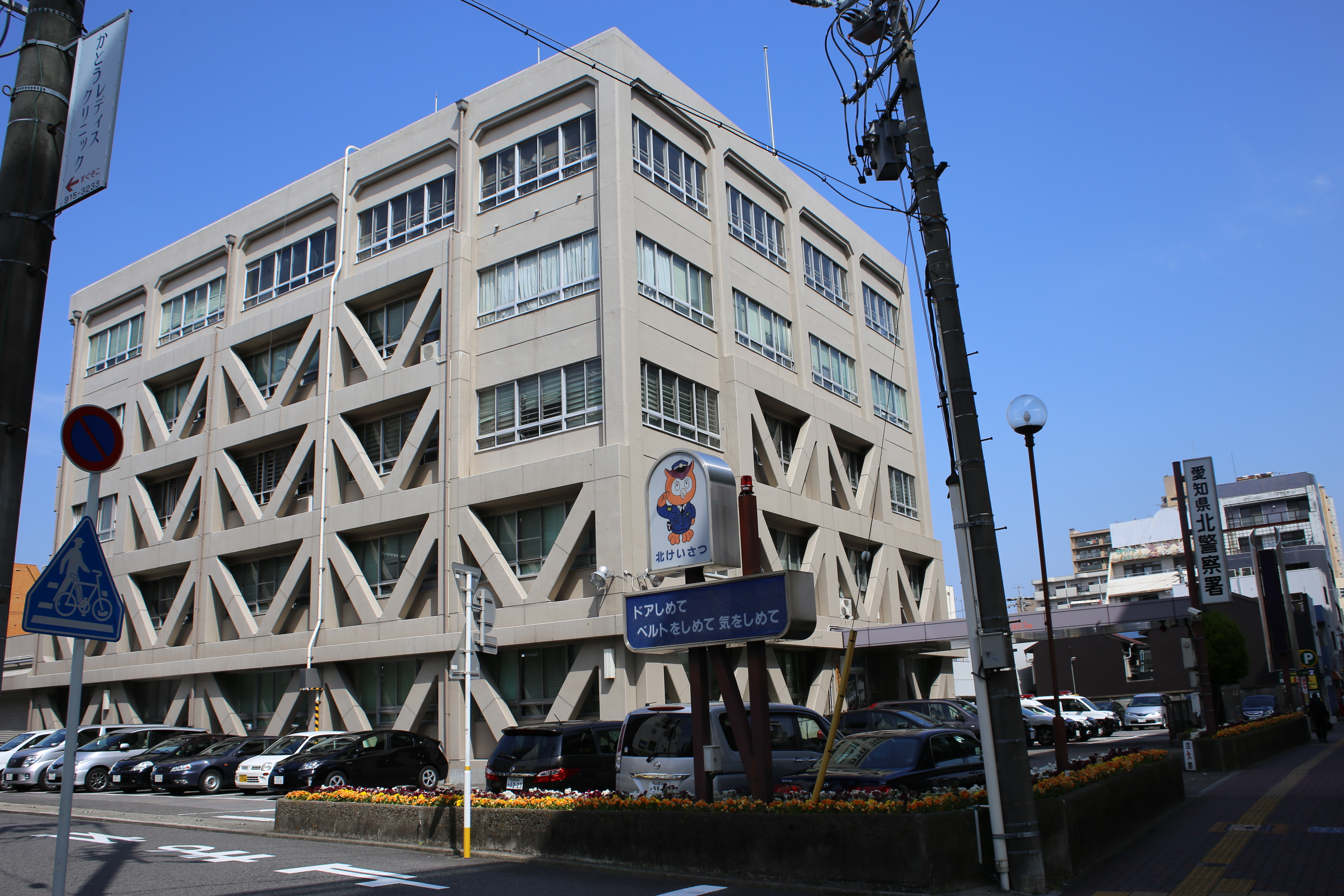
愛知県北警察署

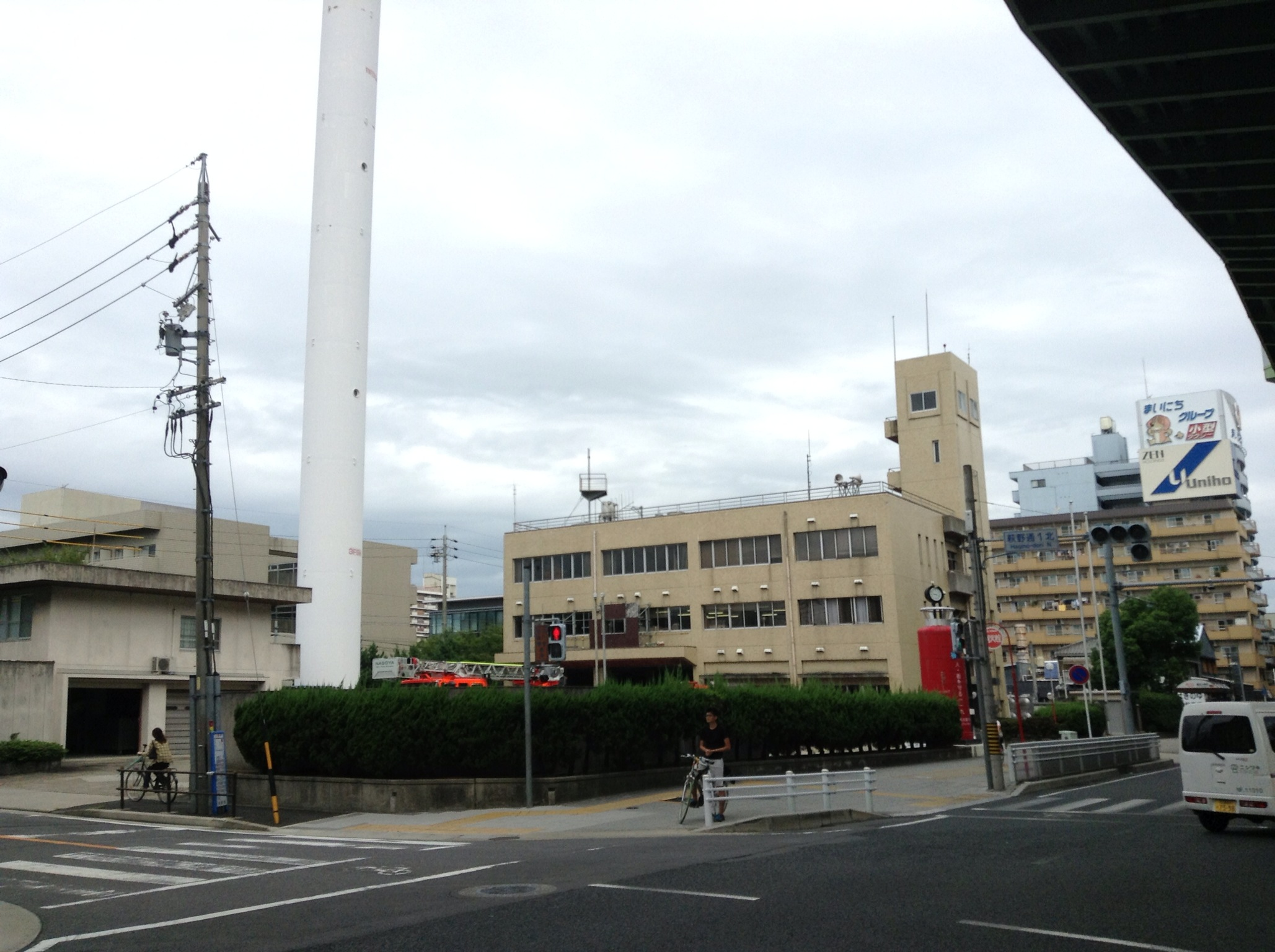
名古屋市北消防署

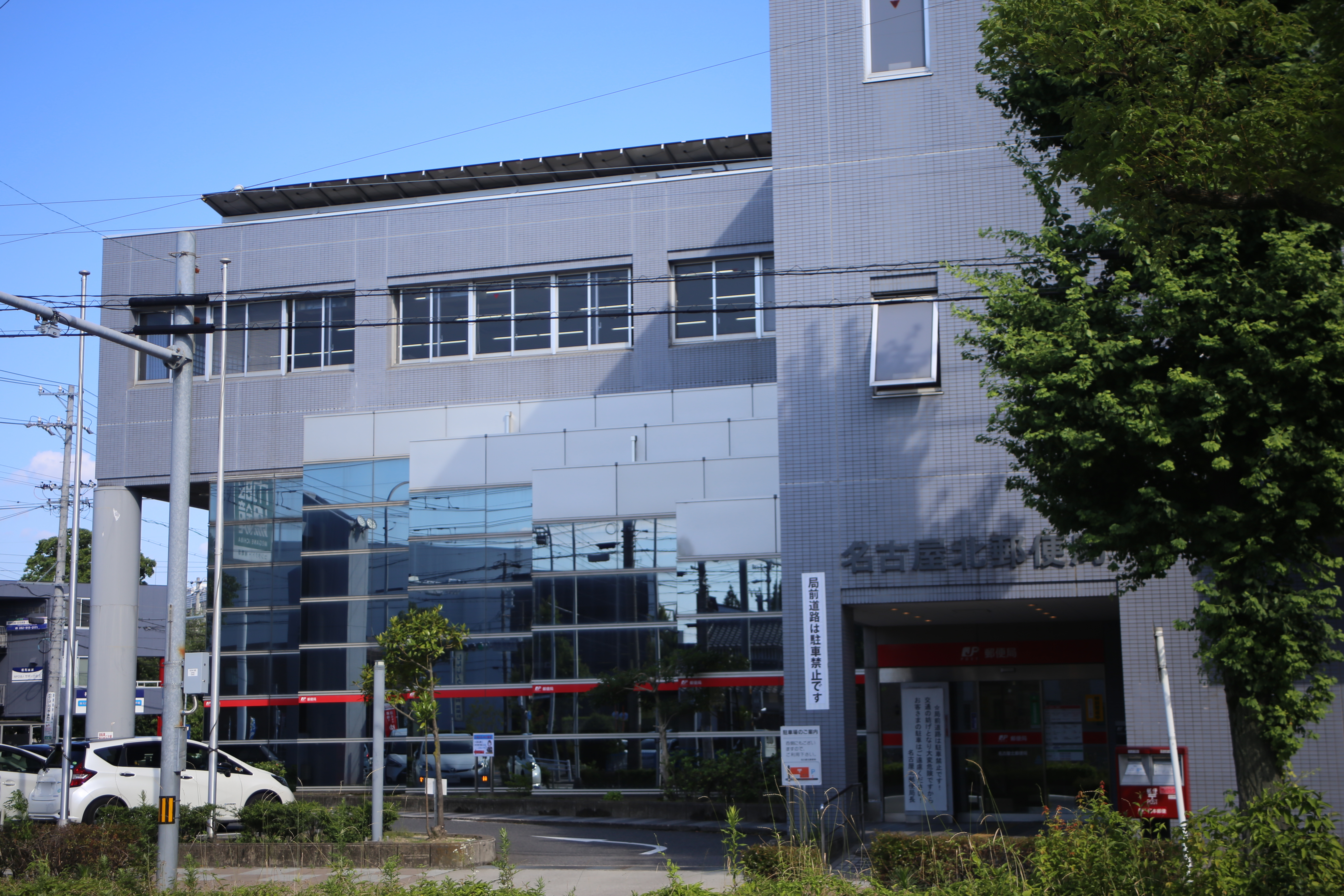
名古屋北郵便局

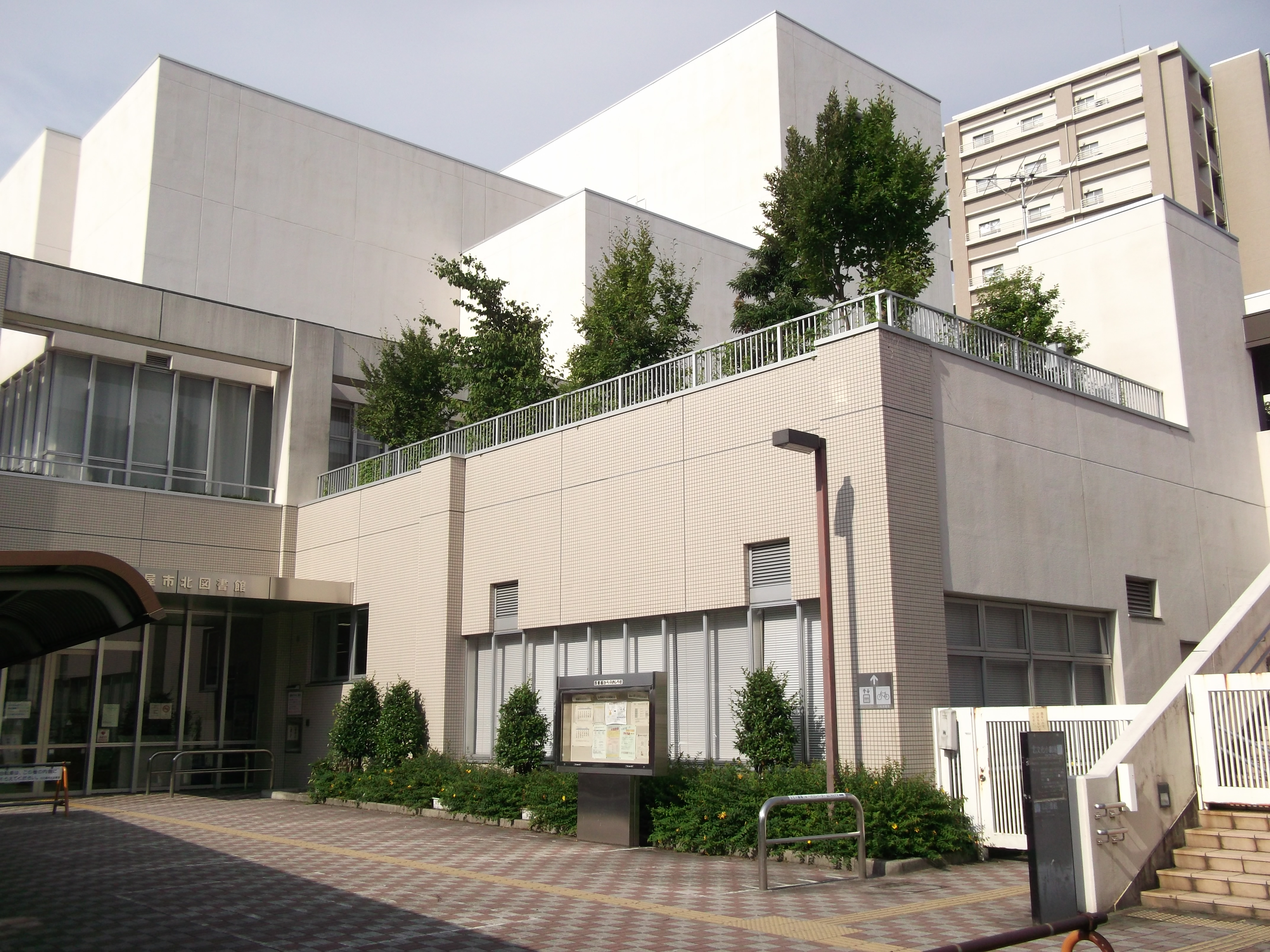
名古屋市北図書館
名古屋市北文化小劇場

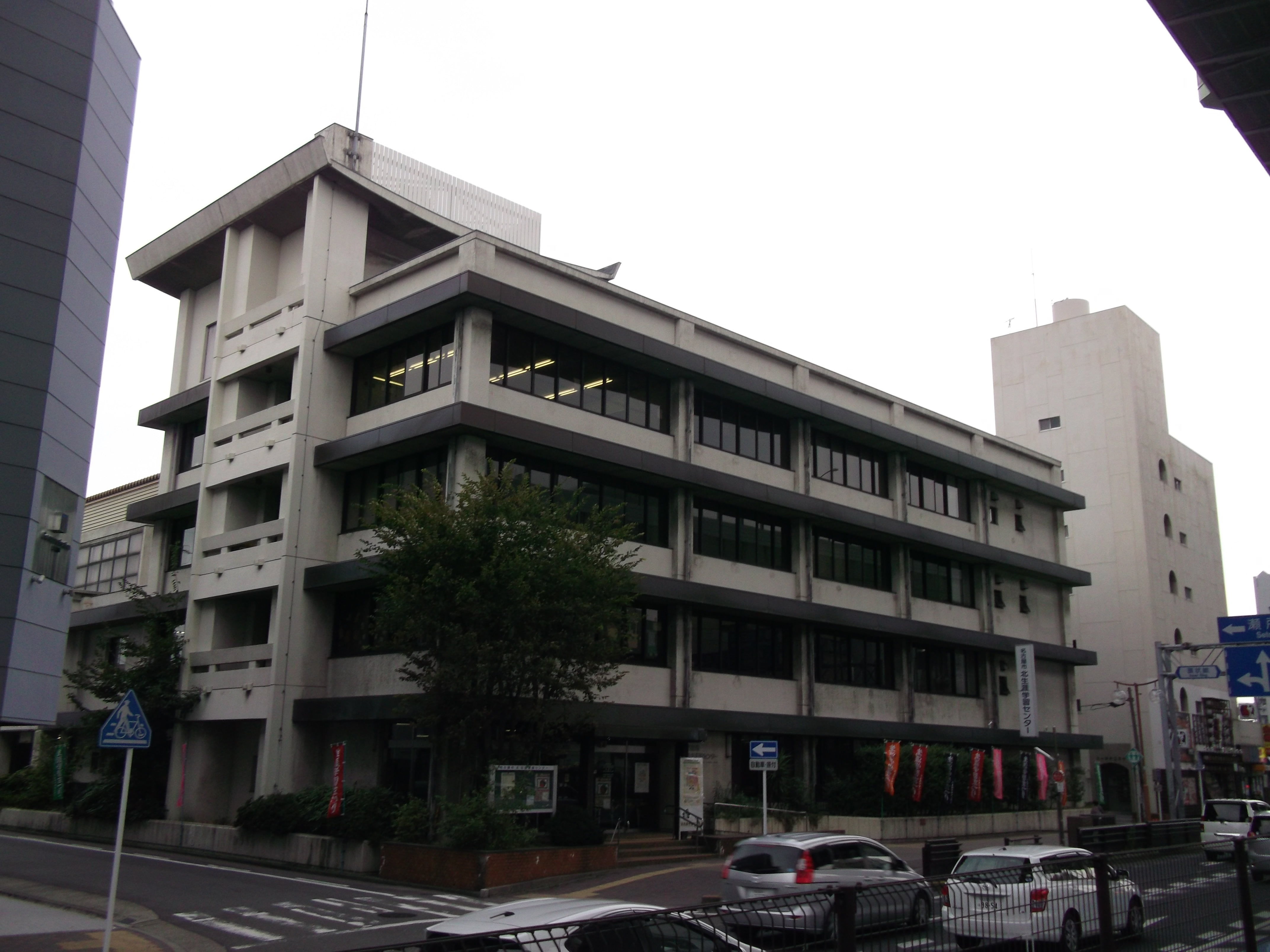
名古屋市北生涯学習センター
（二代目北区役所庁舎）

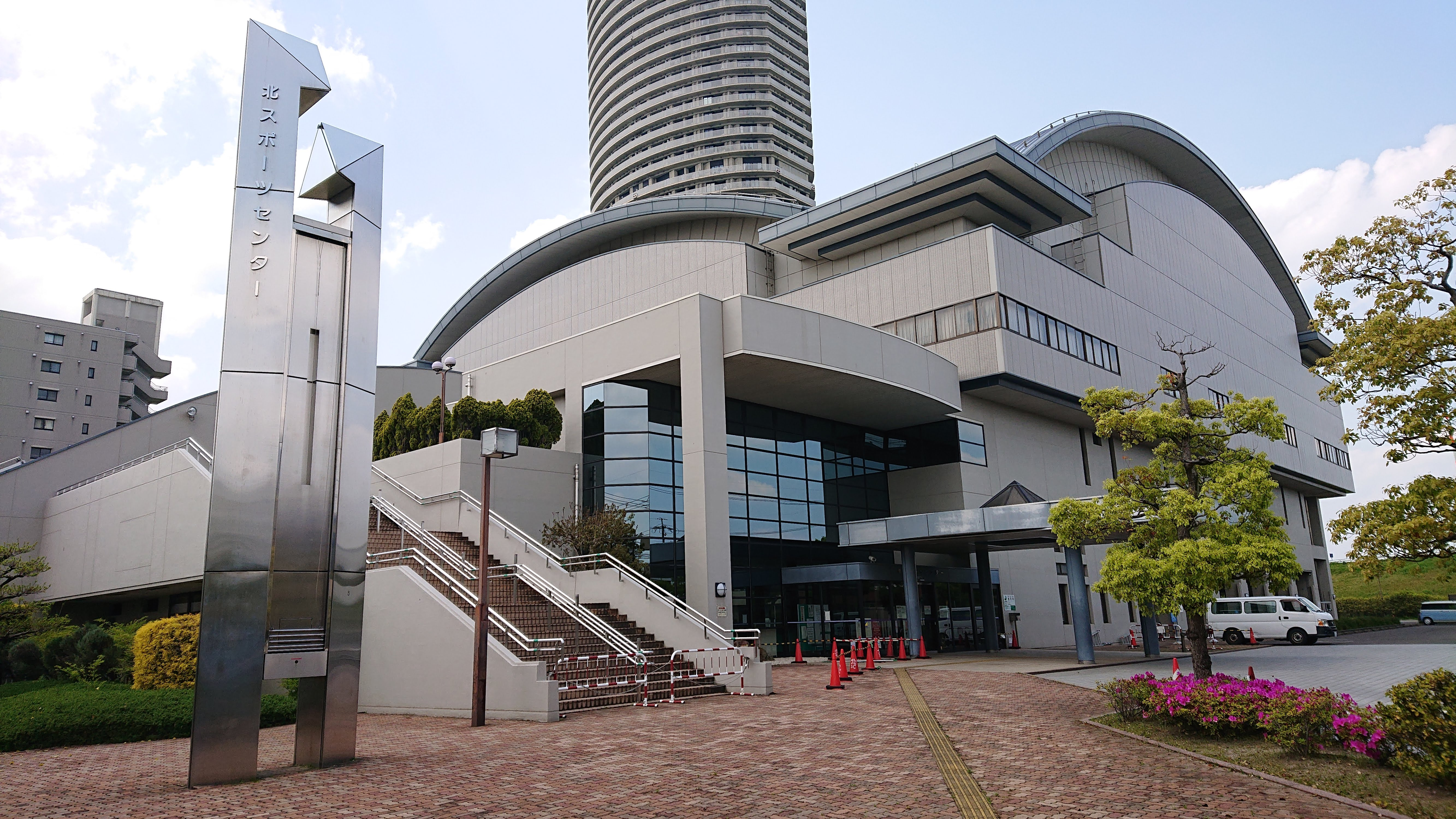
名古屋市北スポーツセンター

#### 警察
- 愛知県警察名北分庁舎
- 愛知県北警察署
  - 如意交番（如意1丁目）
  - 味鋺交番（楠味鋺3丁目）
  - 辻交番（辻町4丁目）
  - 飯田交番（上飯田通1丁目）
  - 大曽根駅前交番（山田1丁目）
  - 若葉交番（瑠璃光町1丁目）
  - 清水交番（清水5丁目）
  - 光音寺交番（金城町4丁目）
  - 志賀交番（稚児宮通1丁目）
  - 金城交番（金城町2丁目）

#### 消防
- 名古屋市消防局消防装備管理センター
- 名古屋市北消防署
  - 飯田出張所
  - 楠出張所

#### 医療・福祉
主な病院
区内に所在する救急指定病院に限って記載する。
- 大隈病院（大曽根2-9-34）
- 北病院（上飯田南町2-78）
- 総合上飯田第一病院（上飯田北町2-70）
- 名古屋市立大学医学部附属西部医療センター（平手町1-1-1）
- 名春中央病院（東味鋺1-2401）

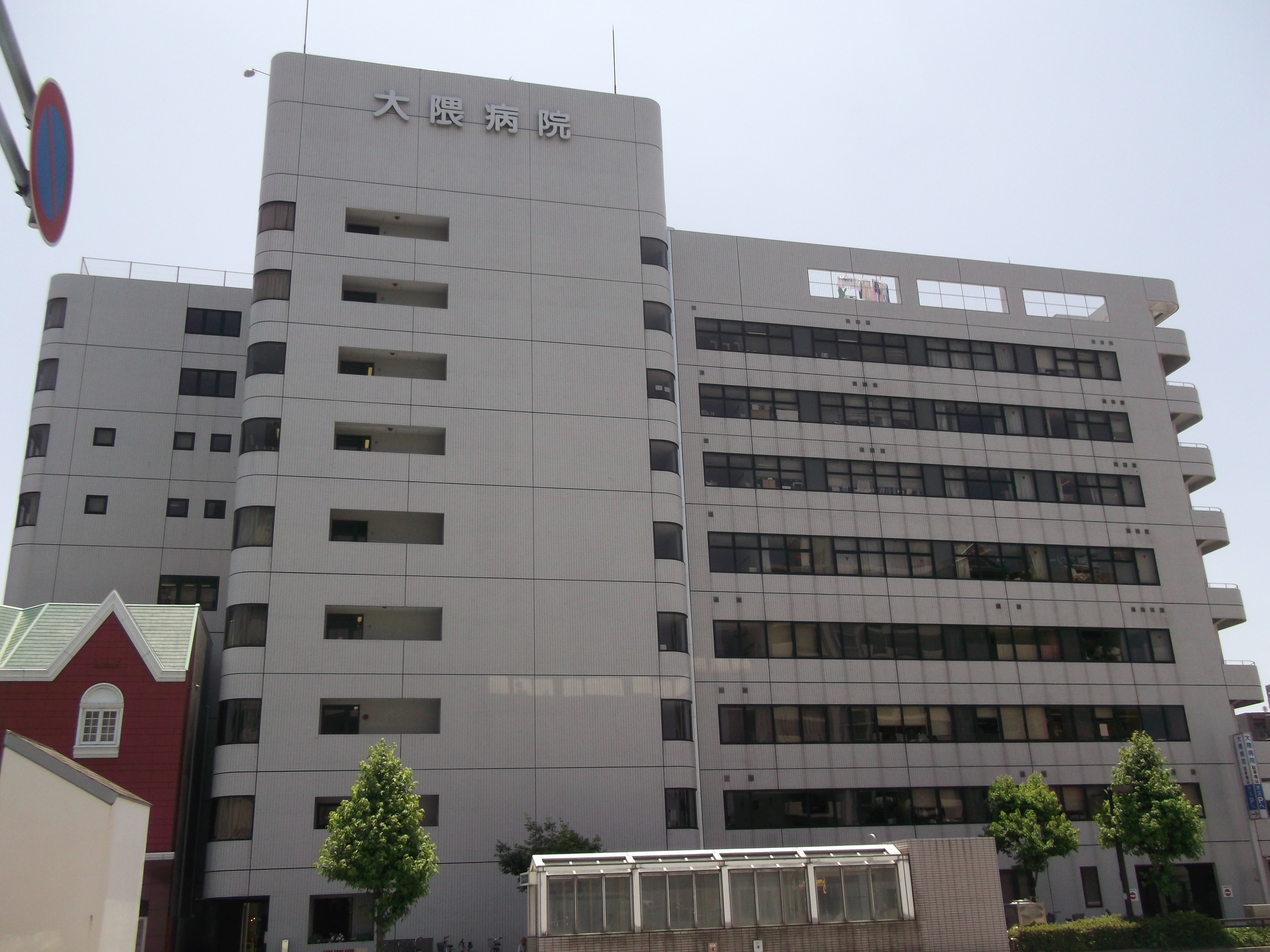
大隈病院
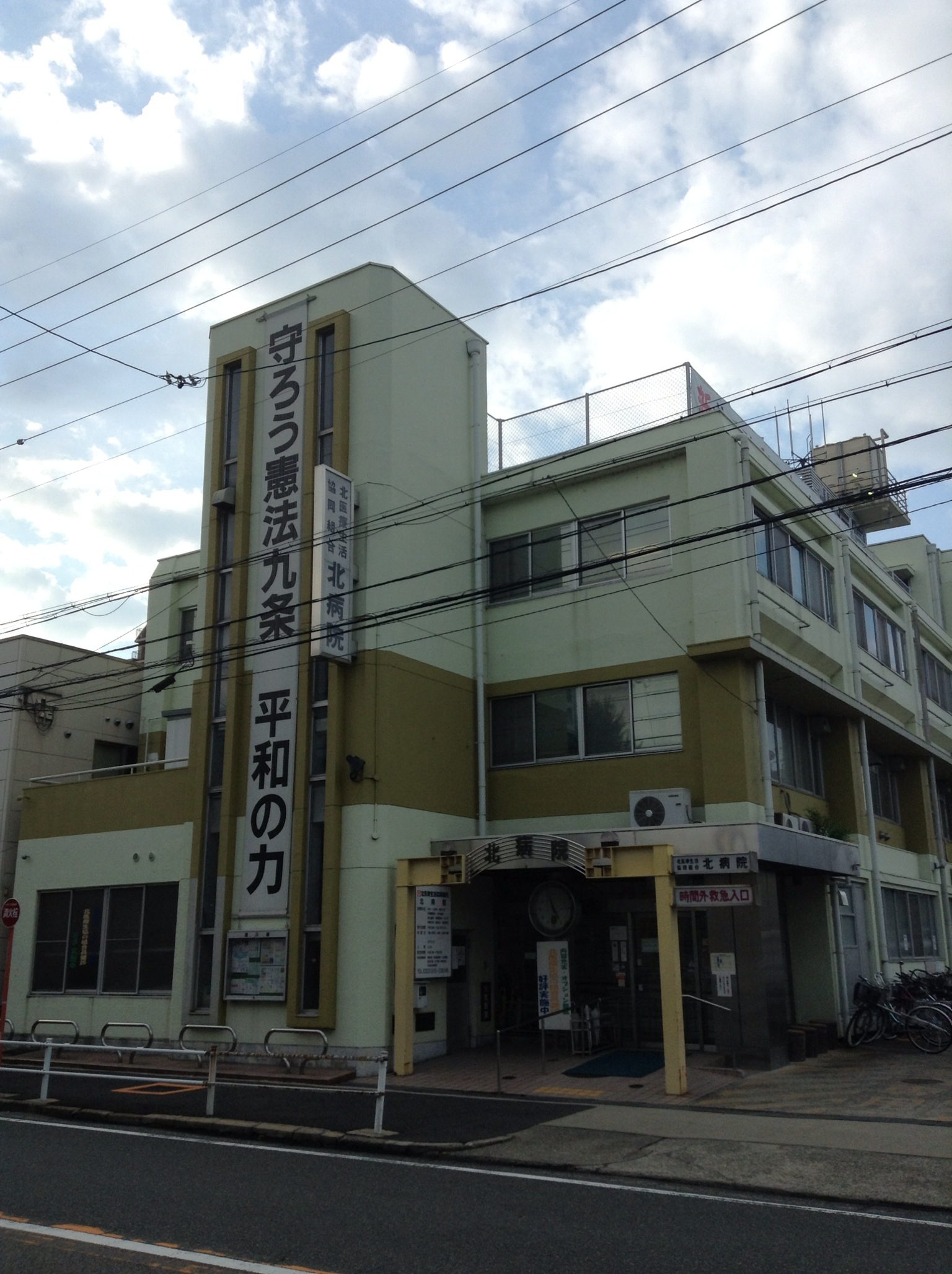
北病院
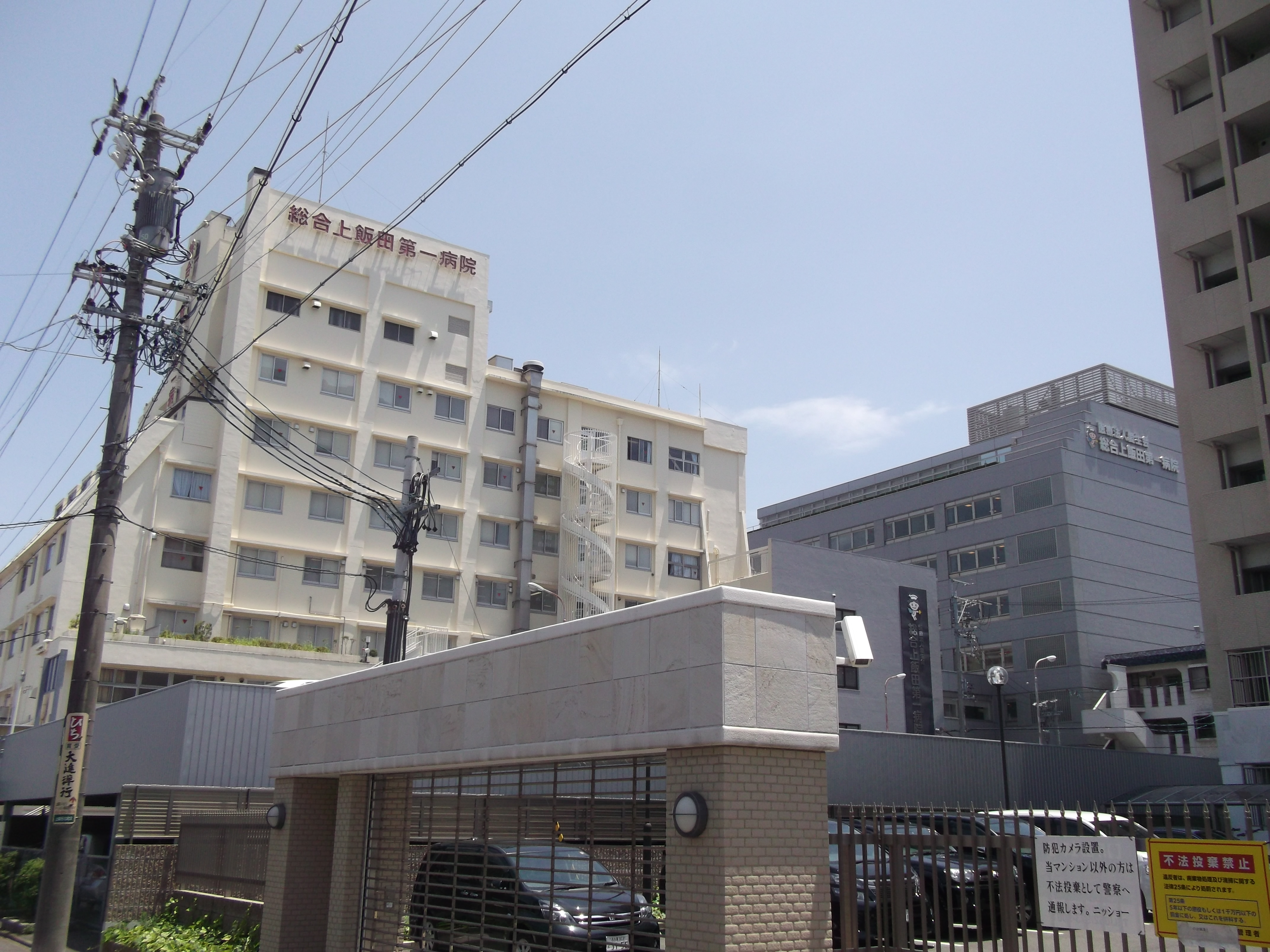
総合上飯田第一病院
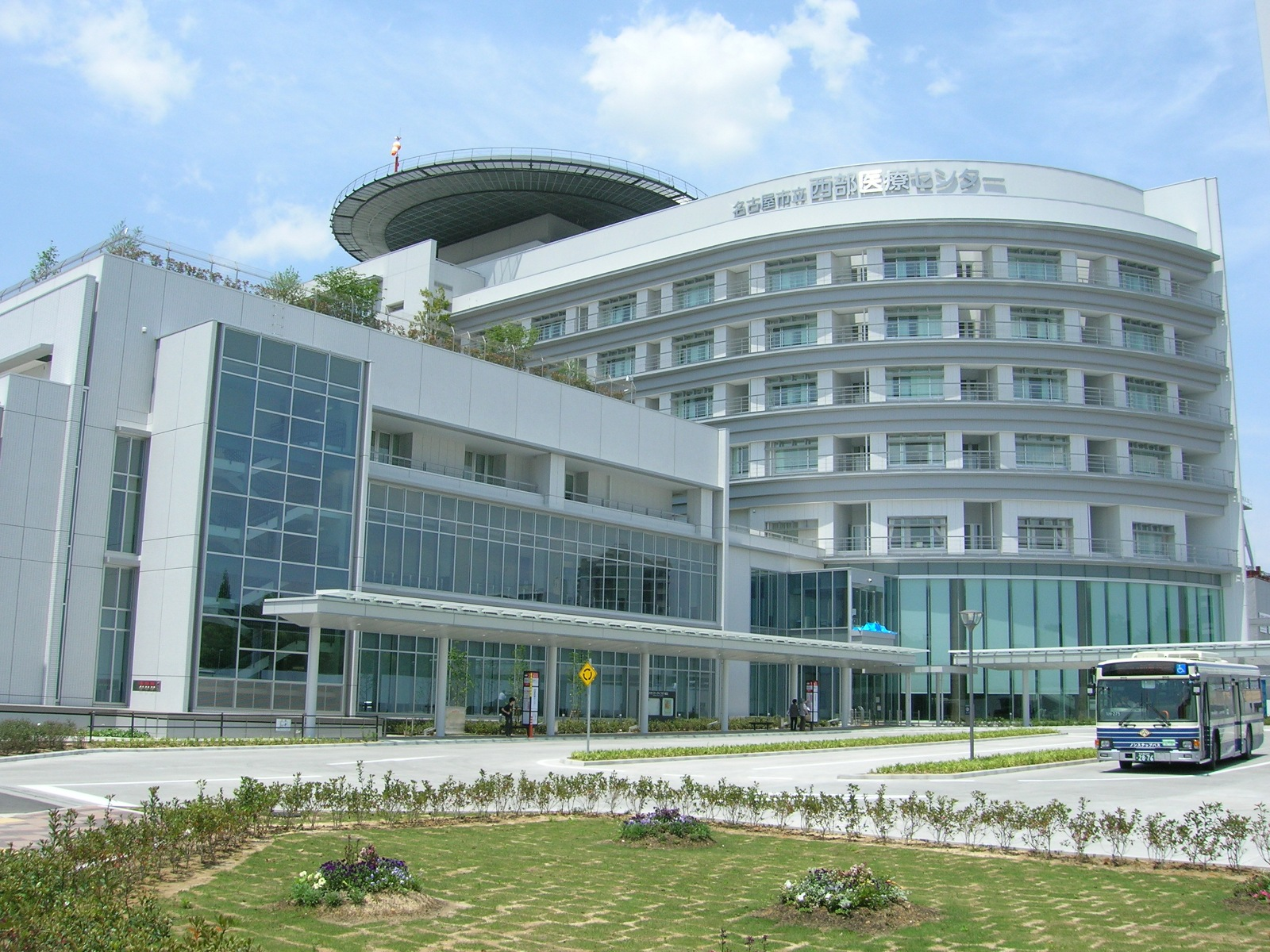
名古屋市立西部医療センター

#### 郵便局
集配郵便局
- 名古屋北郵便局

#### 主な公園
- 名城公園
- 志賀公園
- 楠公園

#### 文化施設
図書館
- 名古屋市北図書館
- 名古屋市楠図書館

社会教育施設
- 名古屋市北生涯学習センター
- 名古屋市青少年交流プラザ（ユースクエア）

主な劇場
- 名古屋市北文化小劇場

#### 運動施設
- 愛知県スポーツ会館
- 名古屋市北スポーツセンター
- 名城庭球場（名城水処理センター上に整備されたテニスコート）
- 愛知国際アリーナ
- 黒川スポーツトレーニングセンター

#### その他の施設
- 自治労連愛知県本部
- 愛知県衛生研究所

## 経済

### 第二次産業

#### 工業
主な工場
- 中日新聞 金城工場

### 第三次産業

#### 商業
主な繁華街
- 大曽根
- 黒川
- 上飯田

商店街・地下街
- 大曽根地下街オズガーデン
- 大曽根商店街（OZモール）
- 大曽根本通商店街
- 柳原商店街
- SAKUMACHI商店街

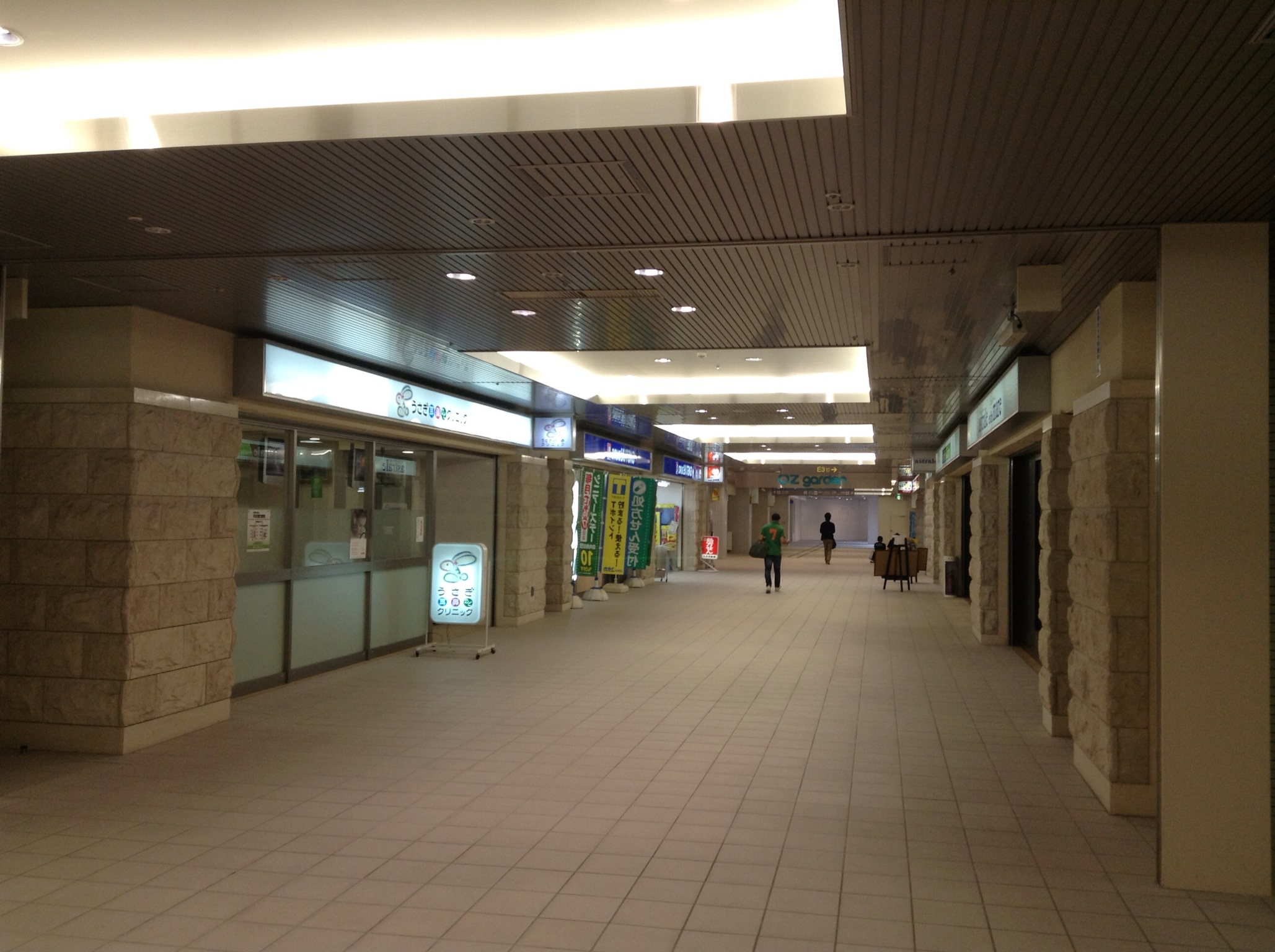
オズガーデン
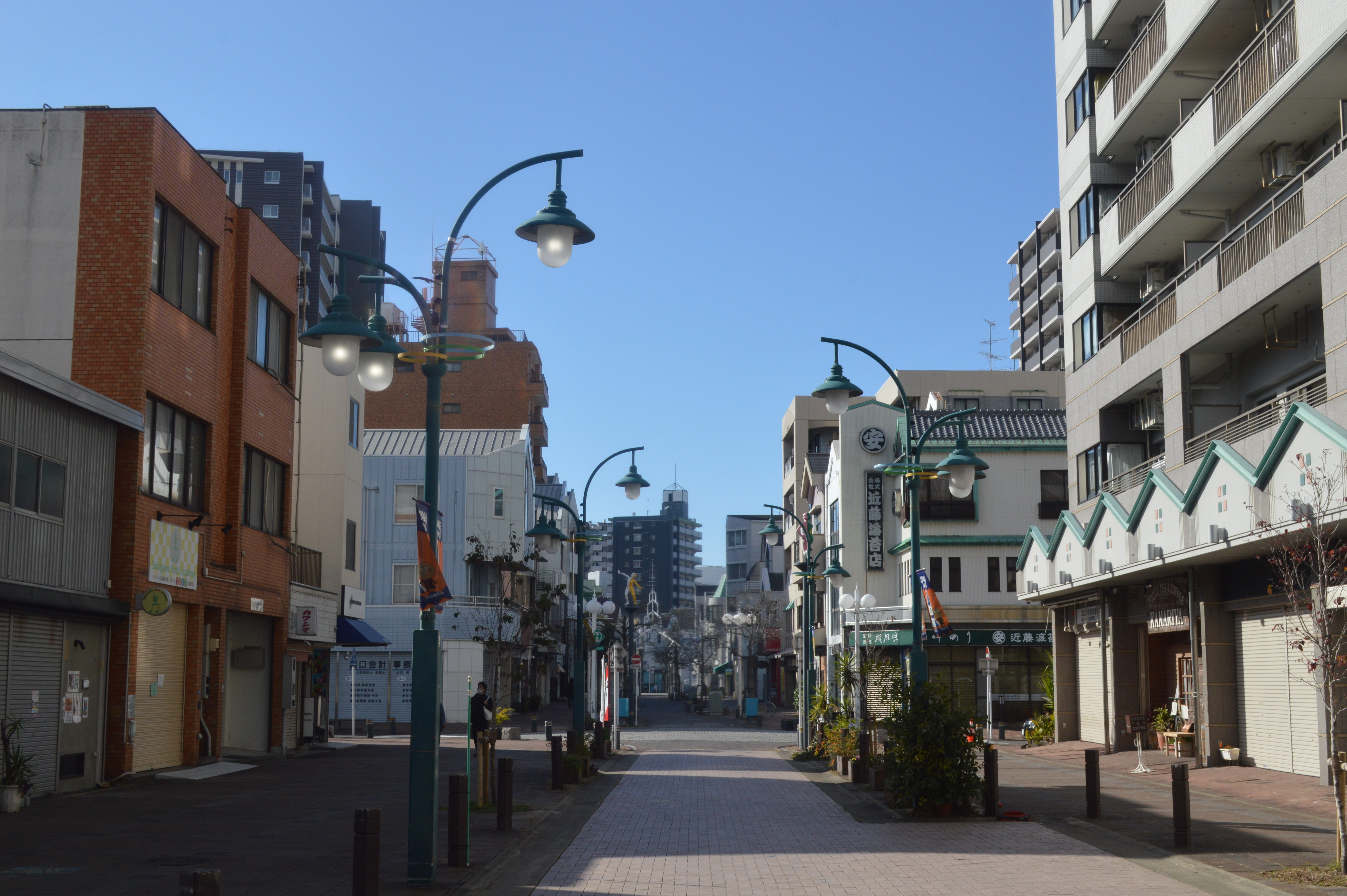
OZモール
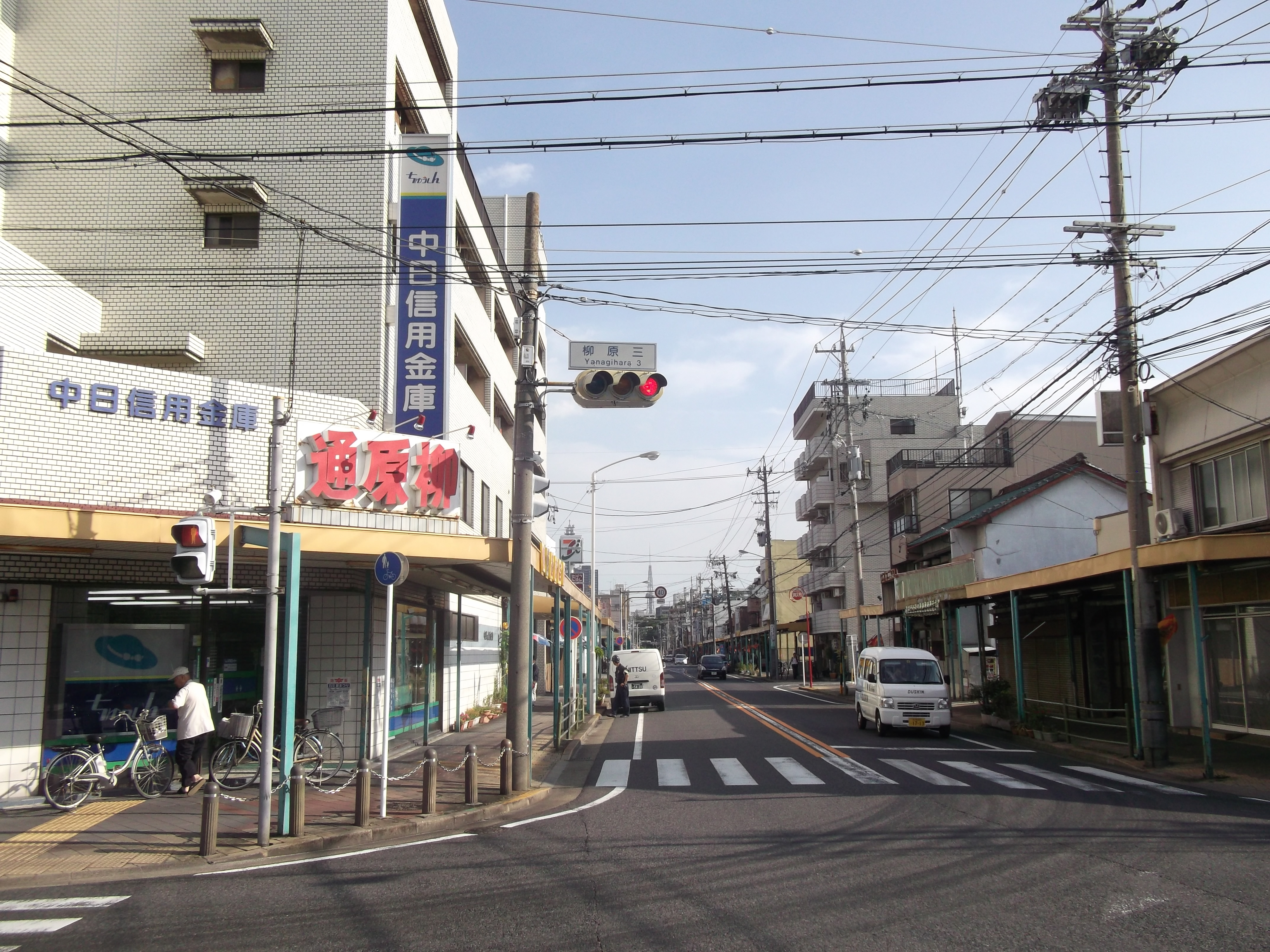
柳原商店街
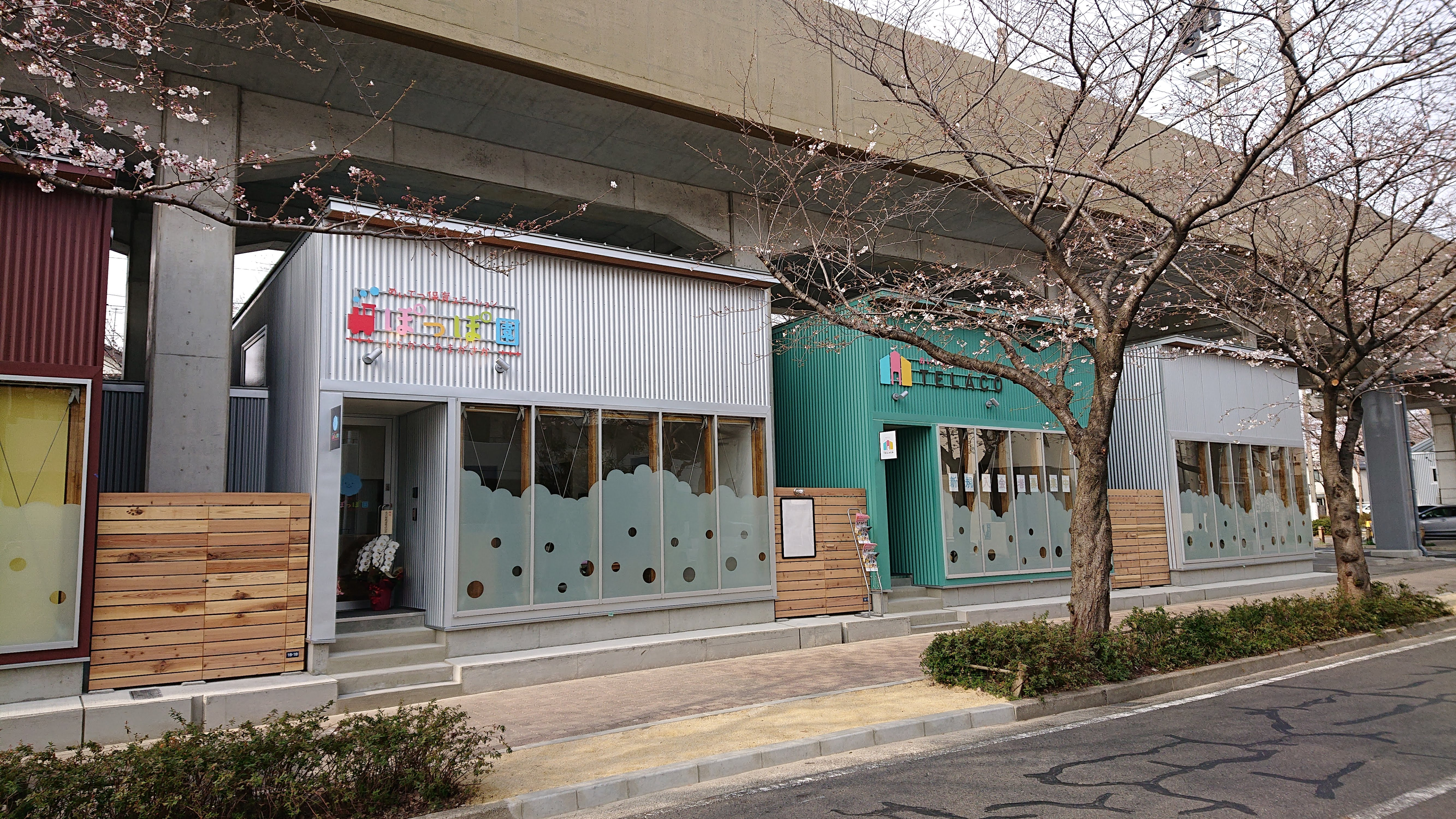
SAKUMACHI商店街

主な商業施設
- アオキスーパー上飯田店
- アピタ名古屋北店
- アミカ大曽根店
- イオンスタイル上飯田（2020年2月29日より2022年頃まで建て替え工事。2022年4月7日「そよら上飯田」内にグランドオープン）
（旧ダイエー）
- DCM21名古屋城北店・DCM瑠璃光店
- 黒川ガスプラザ
- tonarino（トナリノ）
- ドンキホーテ名古屋本店
- ナフコトミダ杉栄店
- バロー光音寺店
- Mikawaya上飯田店
- ピアゴ味鋺店
- フィール志賀公園店・EQVo!（エクボ）辻町店
- マックスバリュ鳩岡店・若葉通店

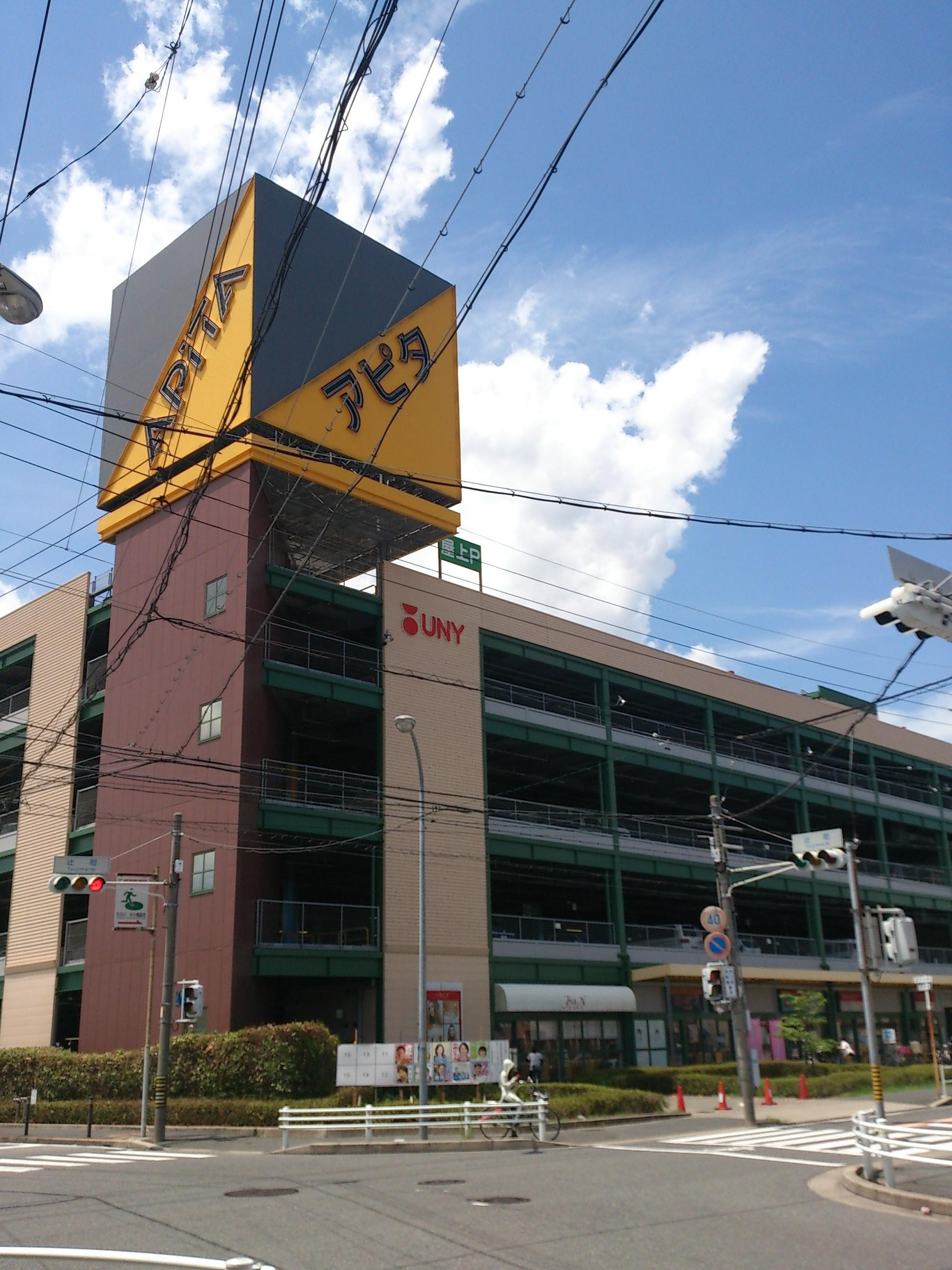
アピタ名古屋北店
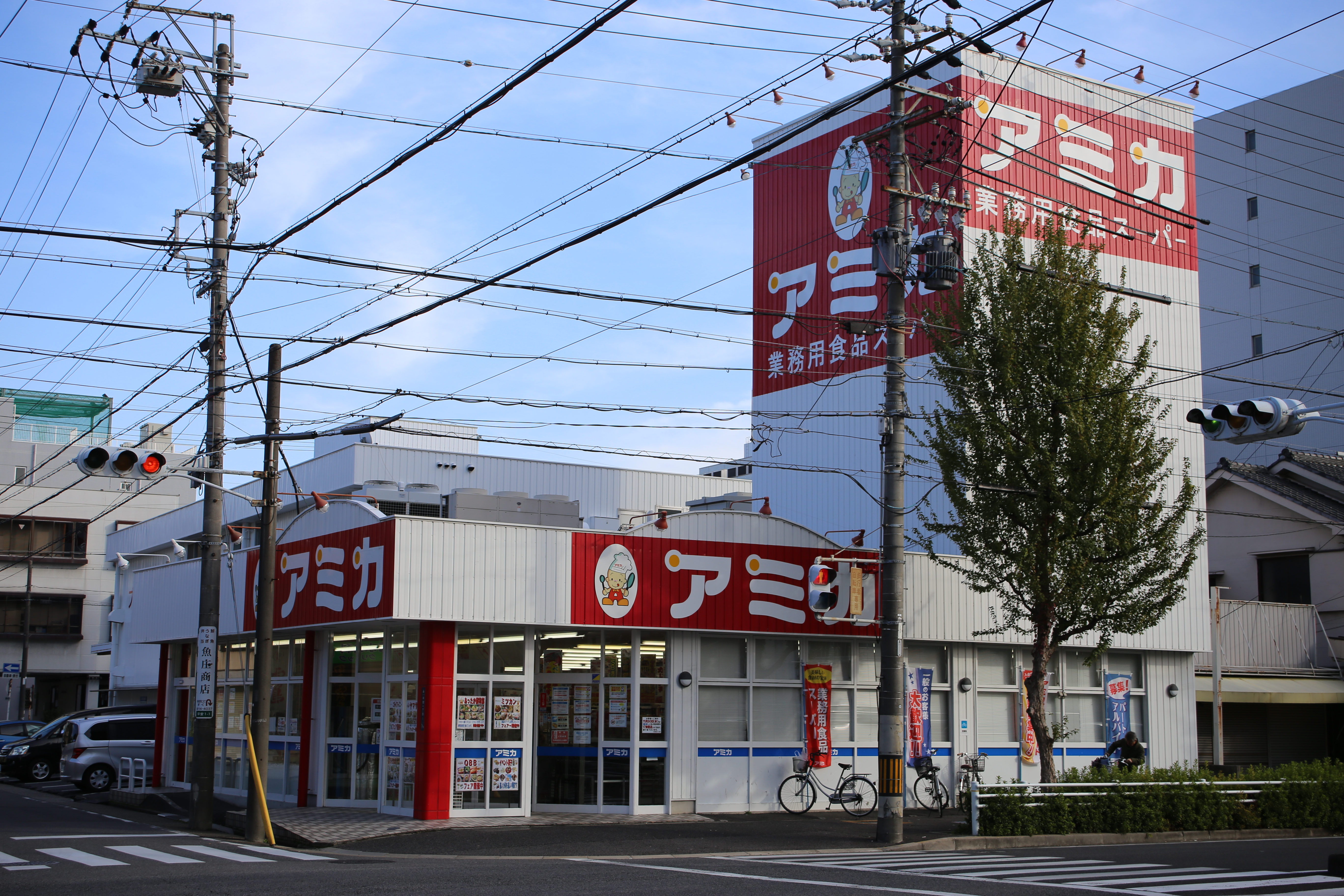
アミカ大曽根店
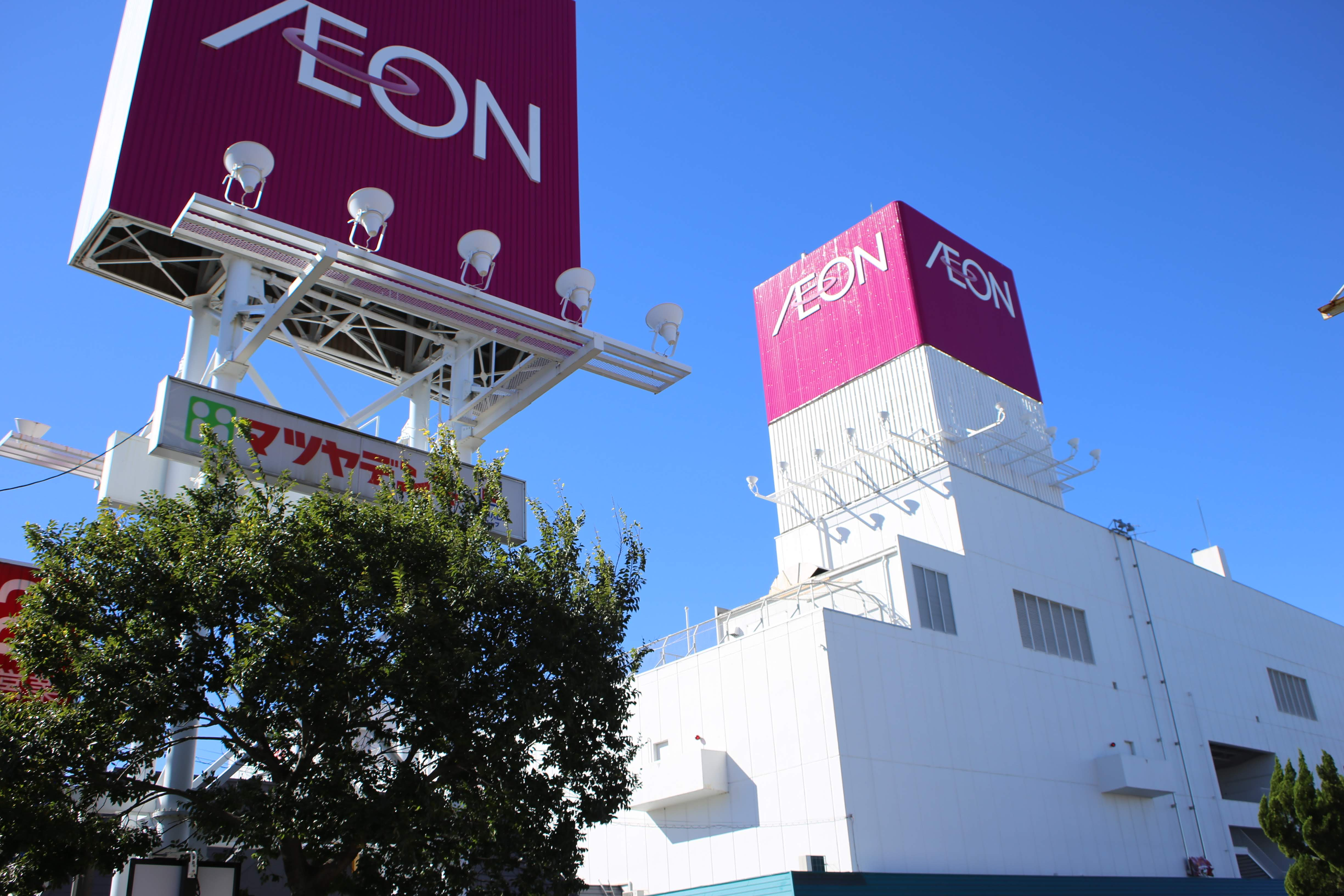
イオン上飯田店（旧：ダイエー上飯田店）
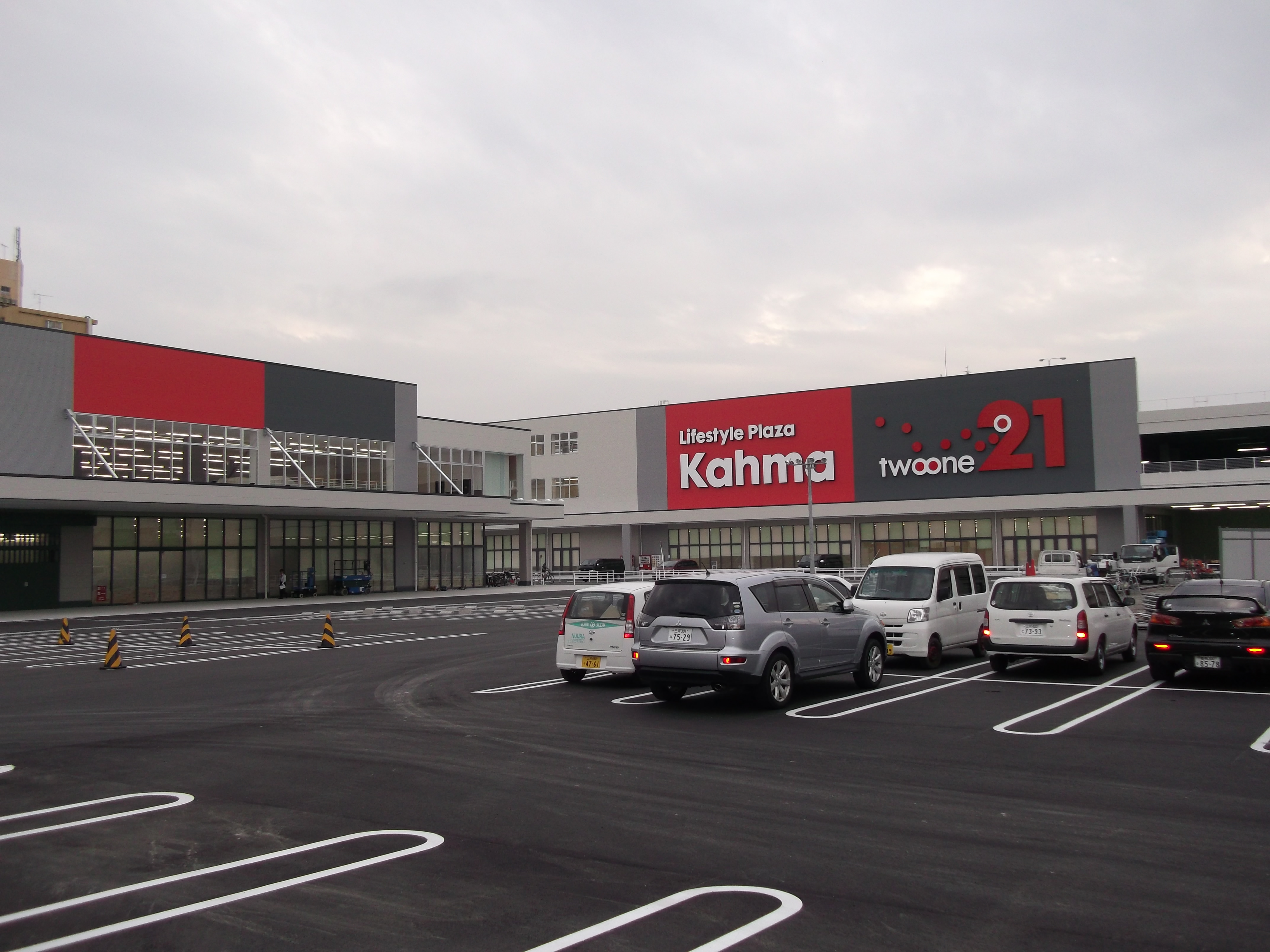
DCM21名古屋城北店
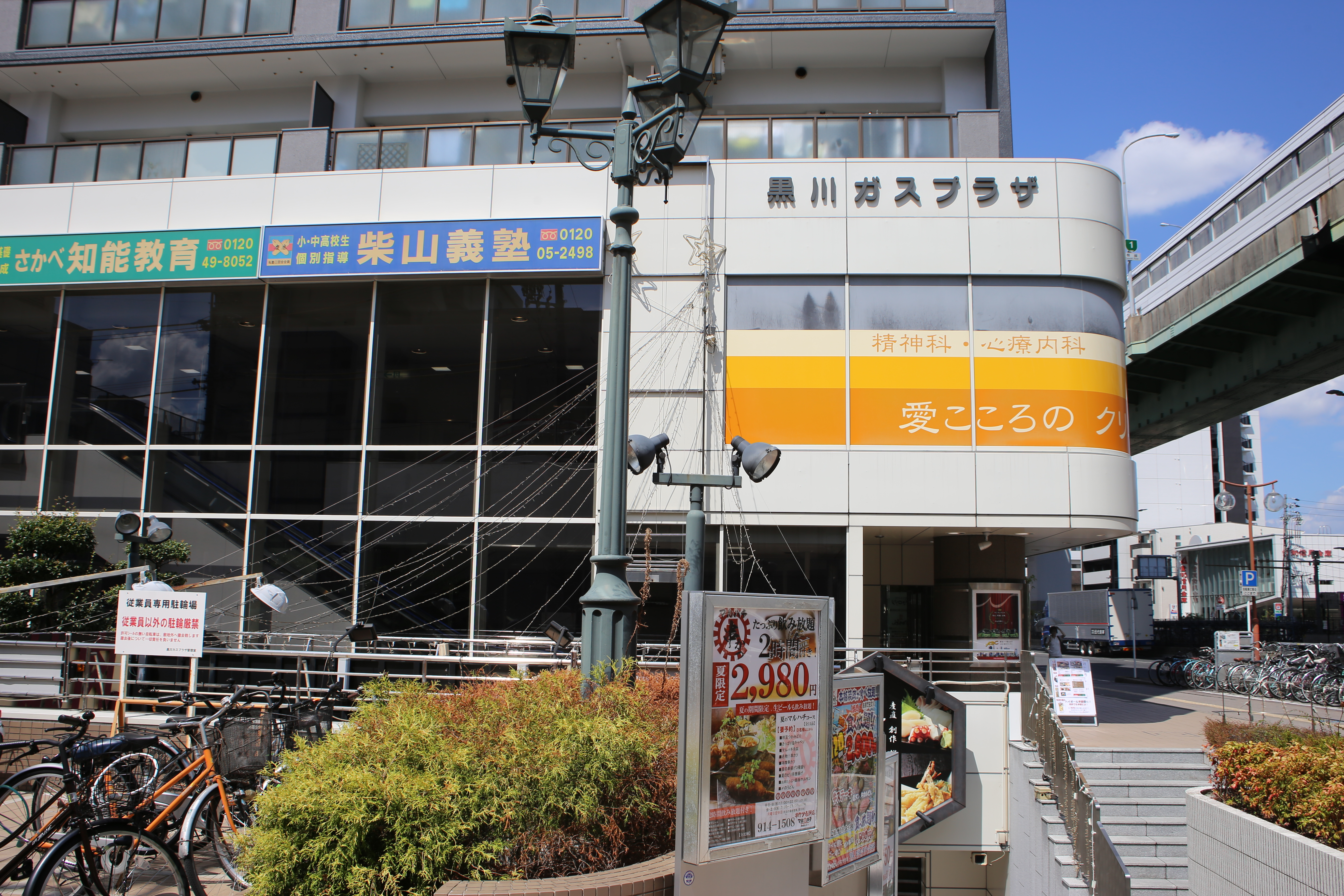
黒川ガスプラザ
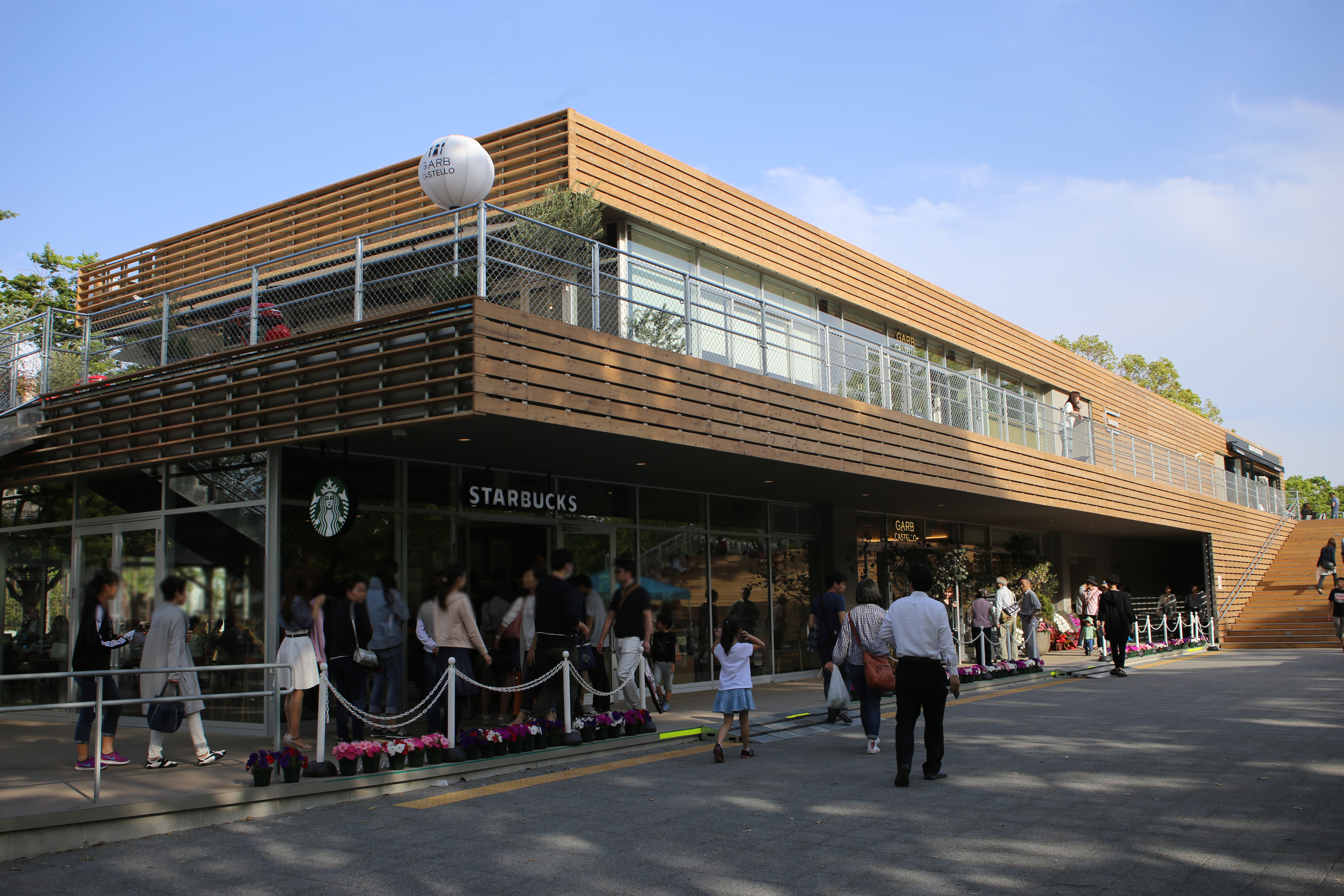
tonarino（トナリノ）
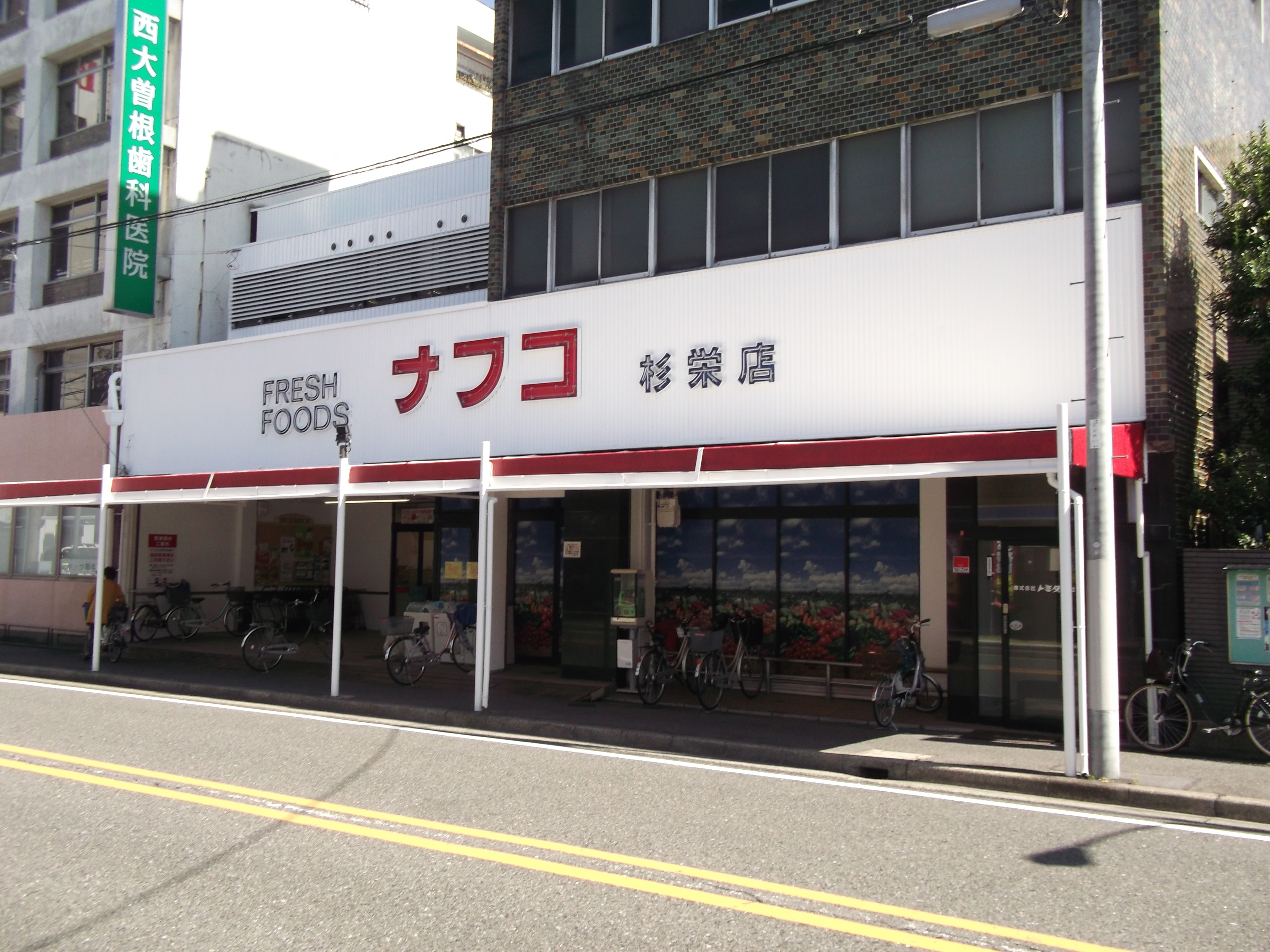
ナフコトミダ杉栄店
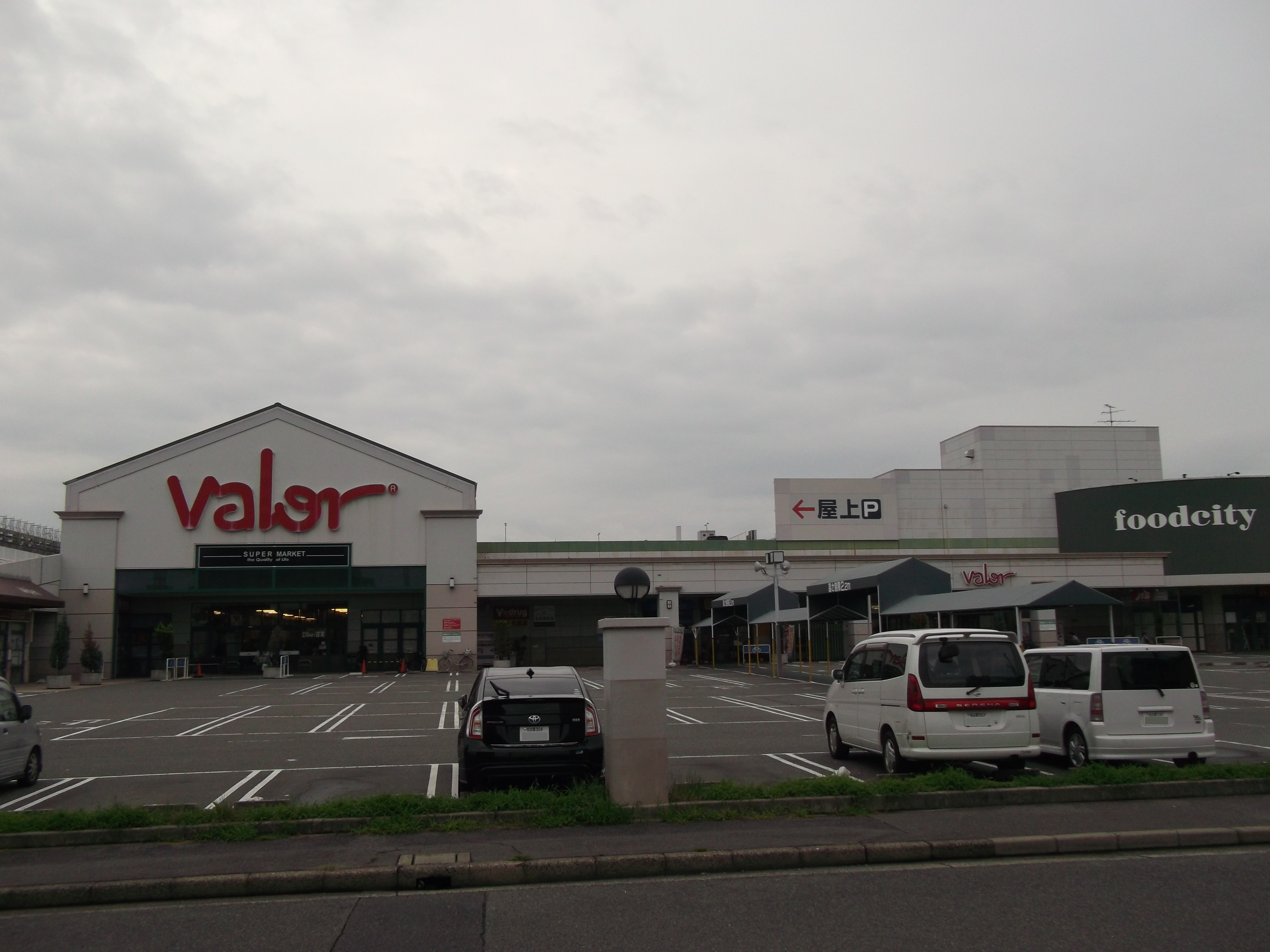
バロー光音寺店
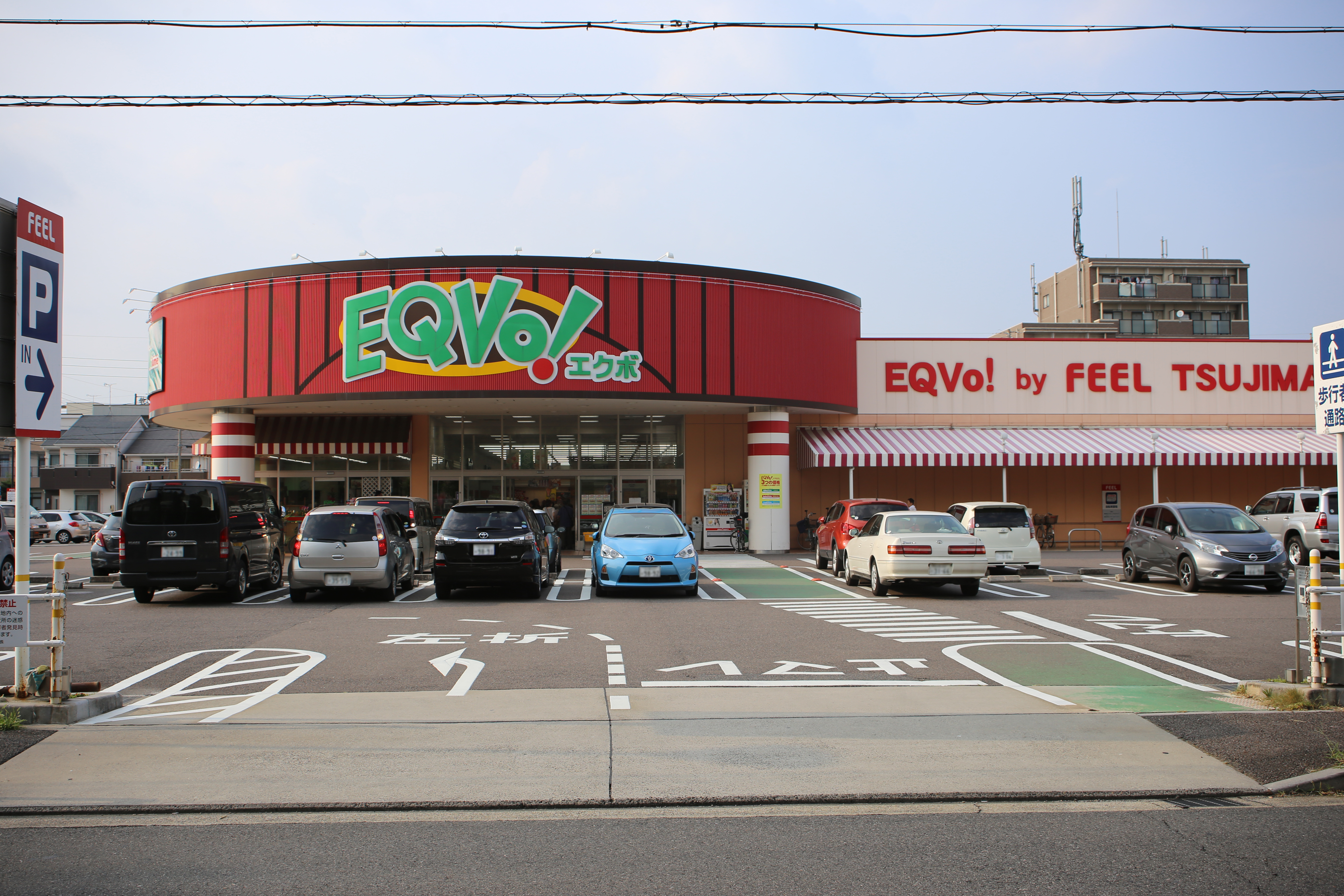
フィールEQVo!（エクボ）辻町店

### 本社を置く企業
上場企業
- 焼肉坂井ホールディングス
- ティア
- NITTOH

その他の主な企業
- 中日信用金庫
- 名古屋高速道路公社
- 名古屋スバル自動車
- ニッショー

## 情報・生活

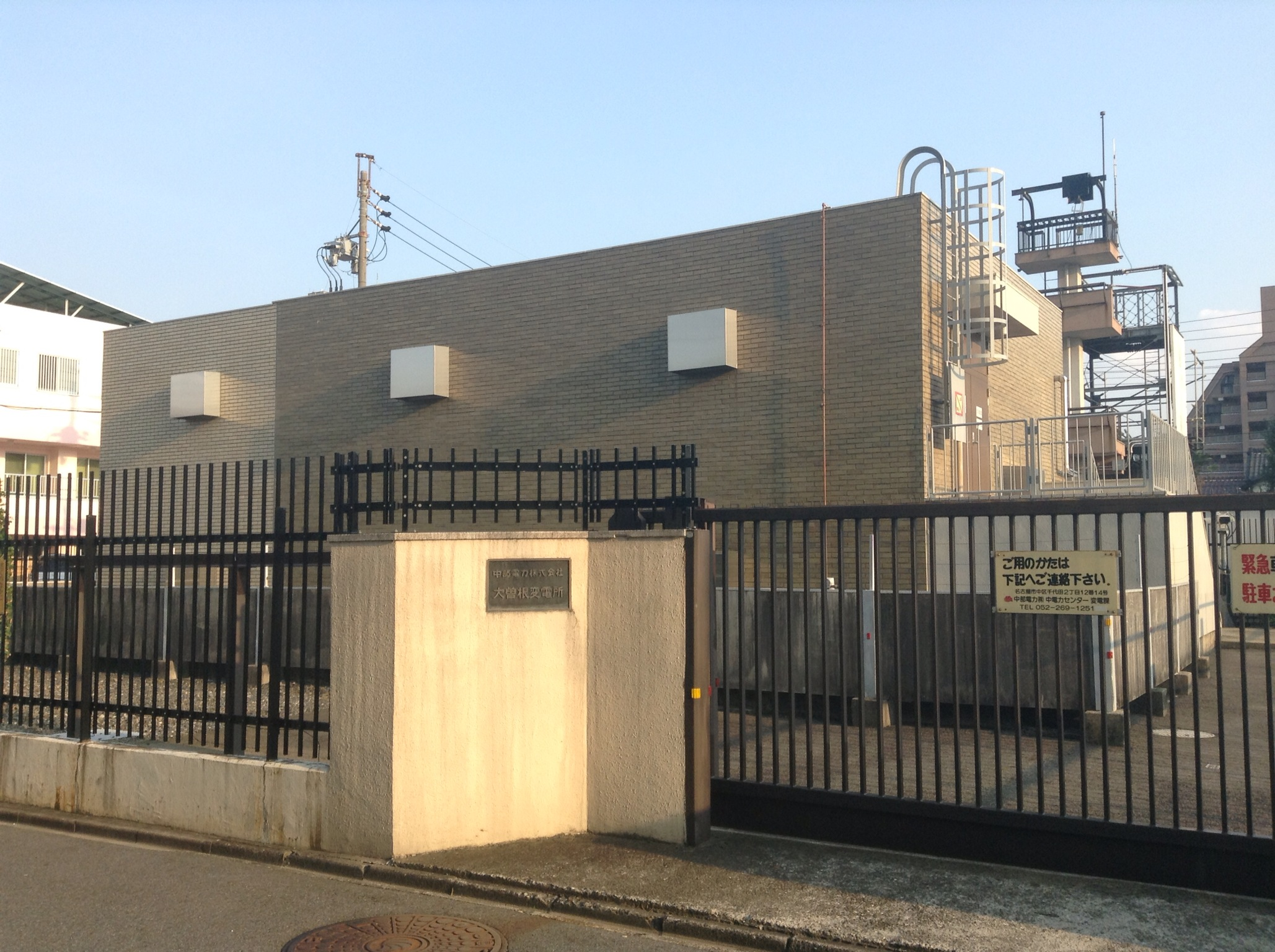
中部電力大曽根変電所

### ライフライン

#### 電力
- 中部電力
  - 大曽根変電所
  - 志賀変電所
  - 萩野変電所

#### ガス
- 東邦ガス北営業所

#### 上下水道
- 名古屋市上下水道局北営業所
  - 名城水処理センター
  - 守山水処理センター
  - 名古屋市下水道科学館

## 教育

### 大学
私立

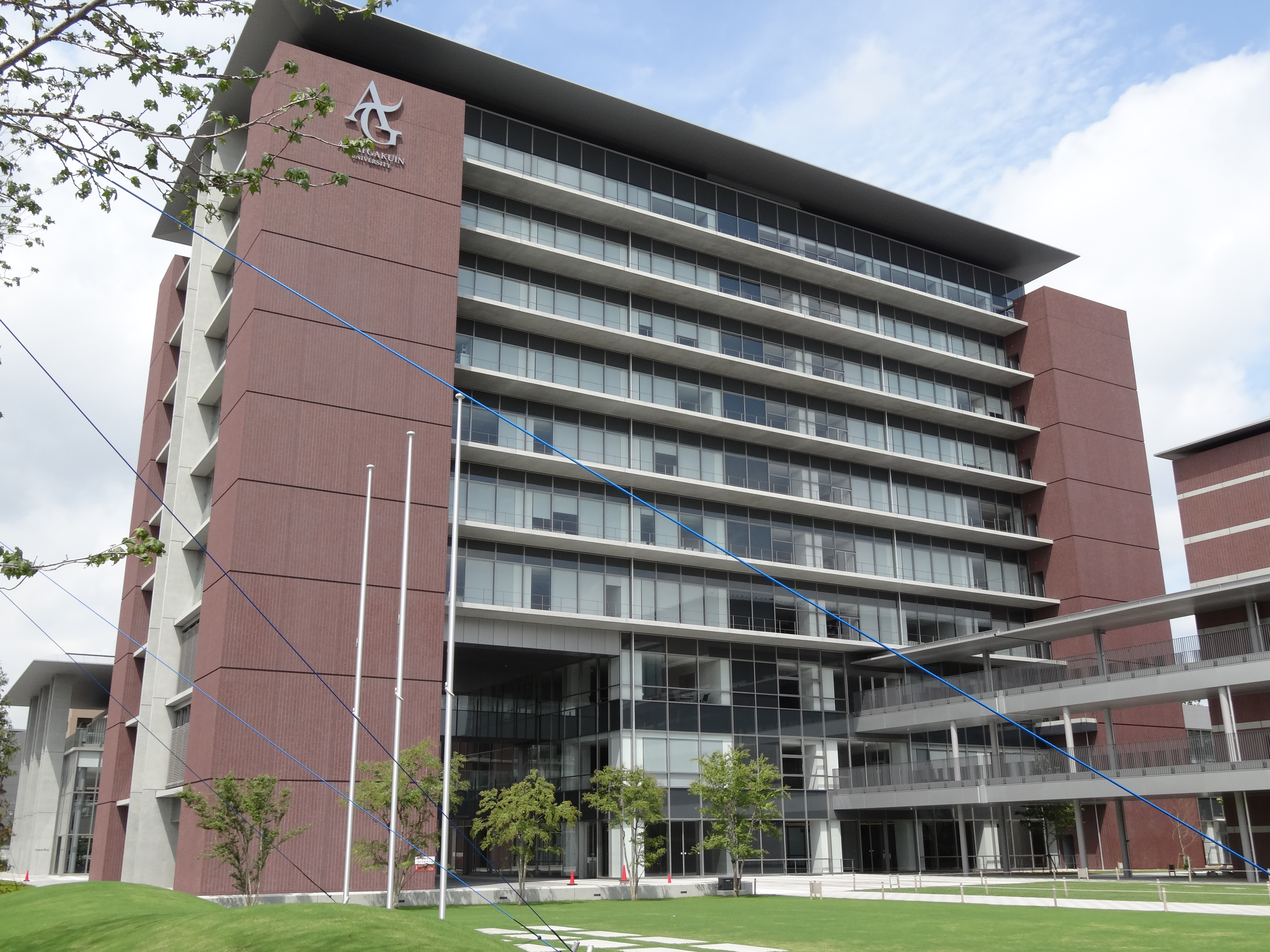
愛知学院大学名城公園キャンパス

- 愛知学院大学 名城公園キャンパス - 2014年（平成26年）4月　商学部・経営学部・経済学部の3学部により発足。
- 名古屋造形大学 - 2022年（令和4年）4月、小牧市から移転。

　その他に、名古屋産業大学のサテライトキャンパスがある。

### 専修学校
- 名古屋市歯科医師会附属歯科衛生士専門学校
- 愛生会看護専門学校
- 名古屋ウェディング&フラワー・ビューティ学院
- 愛知調理専門学校

### 高等学校
市立
- 名古屋市立北高等学校

### 中学校
市立
- 名古屋市立大曽根中学校
- 名古屋市立北中学校
- 名古屋市立楠中学校
- 名古屋市立志賀中学校
- 名古屋市立八王子中学校
- 名古屋市立北陵中学校
- 名古屋市立若葉中学校

### 小学校
1871年（明治4年）9月の名古屋県による「義校設立勧誘の達」に応じて、1872年（明治5年）・1873年（明治6年）の両年にかけて義校が開校した。このとき開校したのは、城北小学校の源流となった安井義校（明治6年10月開校、安井村字地蔵堂、現安井四丁目の清学禅寺付近）・清水小学校の源流となった杉村仮義校（明治5年9月開校、杉村久国寺境内、翌年1月に第七義校と改称）・六郷小学校の源流となった大壮義校（明治6年2月「大壮学校」と称する寺子屋より改組、大曽根村円満寺境内）・楠小学校の源流となった味鋺義校（明治6年3月開校、味鋺村天神の西方寺境内）・同じく楠小学校の源流となった如意義校（明治6年5月、如意村北浦の鶏足坊）の5校であった。
学制発布により、臨時的に設置されていた義校が新たな制度下の小学校として改組することとなった。大曽根村の大壮義校が1873年（明治6年）9月、第2中学区第47番小学大壮学校、さらに1876年（明治9年）1月に第1中学区第47番小学大曽根学校と改称。久国寺の第七義校は1874年（明治7年）、校地を寺の西に移し、第1中学区第71番小学含章学校と称し、1876年（明治9年）第1中学区第17番小学清水学校と改称した。通学区域は名古屋区清水町と杉村だったという。如意義校は1873年（明治6年）10月、瑞応寺観音堂に移り、第2中学区第55番小学琢玉学校と称したが、1876年（明治9年）1月第3中学区第74番小学如意学校と改称し、如意村字山屋敷に移った。通学区域は如意村及び大蒲新田・喜惣治新田だった。味鋺義校は1874年（明治7年）3月、味鋺原村の興進学校と合併し、味鋺原村日輪寺において第2中学区第53番小学興進学校として開校した。さらに1876年（明治9年）11月、味鋺村字伊勢山に校舎を新築し、第2中学区第53番小学興進学校味鋺分校と称し、翌年1月第3中学区第76番小学味鋺学校とした。通学区域は味鋺村・味鋺原新田だった。
さらに教育令下において、1883年（明治16年）12月、安井学校が安井・辻・光音寺・福徳・下中切・成願寺の6村から成る組合立学校となった。また、1880年（明治13年）2月に如意学校が第29番小学如意学校、味鋺学校が第28番小学味鋺学校とそれぞれ改番した。
小学校令により、各学校の名称が「西春日井郡尋常小学」を冠するようになった。第47番小学大曽根学校は1886年（明治19年）4月、西春日井郡尋常小学大曽根学校となった。1887年（明治20年）4月、如意学校が味鋺学校を併合し、西春日井郡尋常小学如意学校となった。しかし、通学が不便になったため通学児童の減少し、翌年7月に如意学校味鋺分校として復活した。1887年（明治20年）第17番小学清水学校が西春日井郡尋常小学清水学校となった。
1892年（明治25年）、組合立安井学校が萩野村立安井尋常小学校、尋常小学如意学校が如意村立如意尋常小学校、如意学校味鋺分校が味鋺村立味鋺尋常小学校にそれぞれ改称し、川中村立川中尋常小学校が新設された。翌年には尋常小学清水学校が清水尋常小学校に改称し、尋常小学大曽根学校が現校地である六郷村大字大曽根字野中に新築移転した上で六郷村立六郷尋常小学校と改称した。また、1892年（明治25年）10月、金城村字田幡の林泉寺境内に清水町・杉村・六郷村・萩野村・庄内村・川中村・味鋺村・金城村の組合立による東部高等小学校が成立し、戦前教育制度における小学校の原型がほぼ整うこととなった。
その後、1901年（明治34年）金城村田幡に金城尋常小学校が、1906年（明治39年）7月楠村成立に伴い、如意尋常小学校・味鋺尋常小学校を併せ楠村立楠尋常小学校が、1908年（明治41年）4月萩野村・川中村の組合立による城北尋常小学校が新設された。
区成立直後の1945年（昭和20年）当時、国民学校として飯田・下飯田・杉村・大杉・城北・清水・金城の7校が所在していた。加えて、1946年（昭和21年）に区境界変更に伴い、六郷学区が東区より編入された。新学制開始時には、この8校が北区の名古屋市立小学校として発足したが、下飯田小学校は1948年（昭和23年）9月、飯田小学校に統合され、同年12月に名北小学校として再度分離した。
昭和30年代に入ると第1次ベビーブーム世代が大量に入学し、1958年（昭和33年）9月、城北小学校より光城小学校が、1961年（昭和36年）4月、金城小学校より東志賀小学校、同年9月、楠小学校より味鋺小学校がそれぞれ独立した。
昭和40年代には1972年（昭和47年）4月、味鋺小学校から西味鋺小学校が、翌年4月には楠小学校から楠西小学校が、昭和50年代には1978年（昭和53年）4月、楠小学校から如意小学校が、1979年（昭和54年）4月、飯田小学校より宮前小学校が、1980年（昭和55年）4月、光城小学校より川中小学校が、1981年（昭和56年）4月、六郷小学校より六郷北小学校が、1983年（昭和58年）4月、名北・城北・東志賀小学校より辻小学校がそれぞれ毎年のごとく独立した。
以上の経緯により、現在は区内に以下の19校の小学校が所在する。
市立
- 名古屋市立六郷小学校
- 名古屋市立六郷北小学校
- 名古屋市立飯田小学校
- 名古屋市立宮前小学校
- 名古屋市立名北小学校
- 名古屋市立辻小学校
- 名古屋市立杉村小学校
- 名古屋市立大杉小学校
- 名古屋市立清水小学校
- 名古屋市立金城小学校
- 名古屋市立東志賀小学校
- 名古屋市立城北小学校
- 名古屋市立光城小学校
- 名古屋市立川中小学校
- 名古屋市立味鋺小学校
- 名古屋市立西味鋺小学校
- 名古屋市立楠小学校
- 名古屋市立如意小学校
- 名古屋市立楠西小学校

### その他の教育施設
職業能力開発校
- 愛知県立名古屋高等技術専門校

自動車学校
- あいち自動車学校
- 城北自動車学校

### かつて存在した学校

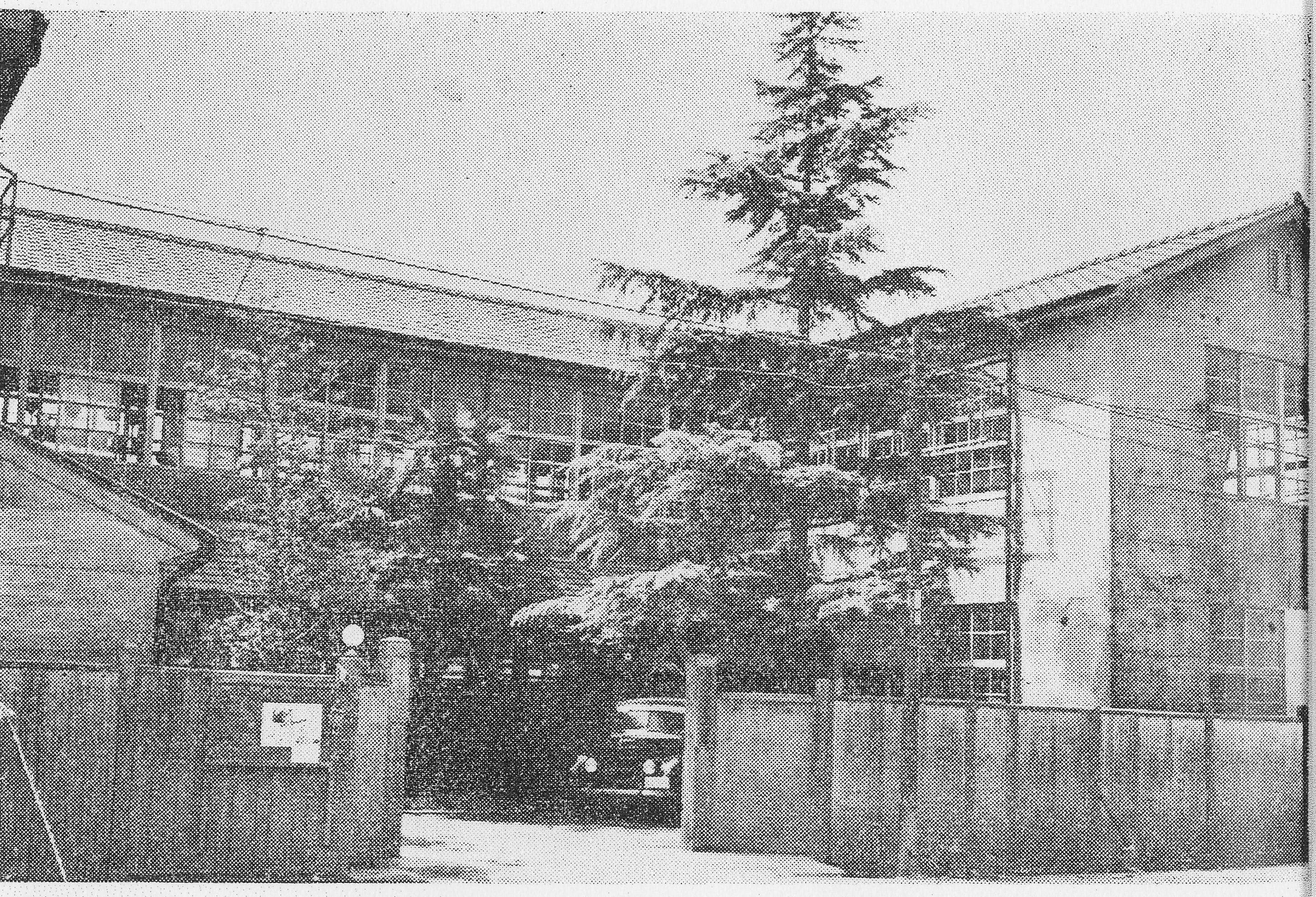
名古屋市警察訓練所（名古屋市警察学校）校舎。初代北区役所庁舎を改装して使用した。

- 名古屋市立女子短期大学
1951年志賀町に設置されるが、1963年に中区に移転する。跡地は志賀中学校分校（現在の北陵中学校）となる[18]。
- 名古屋市立第一工業学校
光音寺町にあったが、1948年に西区の名古屋市立西陵高等学校となる[18]。
- 名古屋市立工芸高等学校
名古屋市立西陵高等学校から独立した1951年3月に当時光音寺町にあった神戸製鋼所敷地内に開校。しかし、体育祭を隣接する志賀公園で実施しなければならないほど手狭な上、工場の騒音の問題もあり、1952年に東区へ移転した[18]。
- 曹洞宗関西尼僧学林
東春日井郡高蔵寺村にあったものが、1908年4月に柳原町に移転開校[19]。1945年に空襲で焼失[20]。その後、愛知専門僧尼堂として千種区城山町に存在している[21]。
- 愛知県警察学校[22]
1942年3月21日、光音寺町字野方1919番地の5に愛知県警察練習所として移転。1948年2月6日愛知県警察学校に改称[23]。
- 名古屋市警察学校（名古屋市警察訓練所）
1949年3月1日、萩野通1丁目の旧北区役所庁舎（初代）を改装し設置された名古屋市警察の研修機関[24]。設置当初は名古屋市警察訓練所を名乗っていたが、同年7月1日、名古屋市警察学校と改称[24]。1955年の名古屋市警察廃止に伴い廃止[24]。
- 名古屋市消防学校[22]
1952年4月、城見通3丁目2番地に設置され、1968年8月に守山区下志段味字長廻間2280－12に移転[25]。
- 愛知朝鮮中高級学校
1956年9月に中部朝鮮中高等学校が現在の柳原三丁目6番地[26] に移転し、同時に愛知朝鮮中高等級学校と改称[27]。1961年5月、愛知県豊明市栄町南舘55に移転した[27]。

## 交通

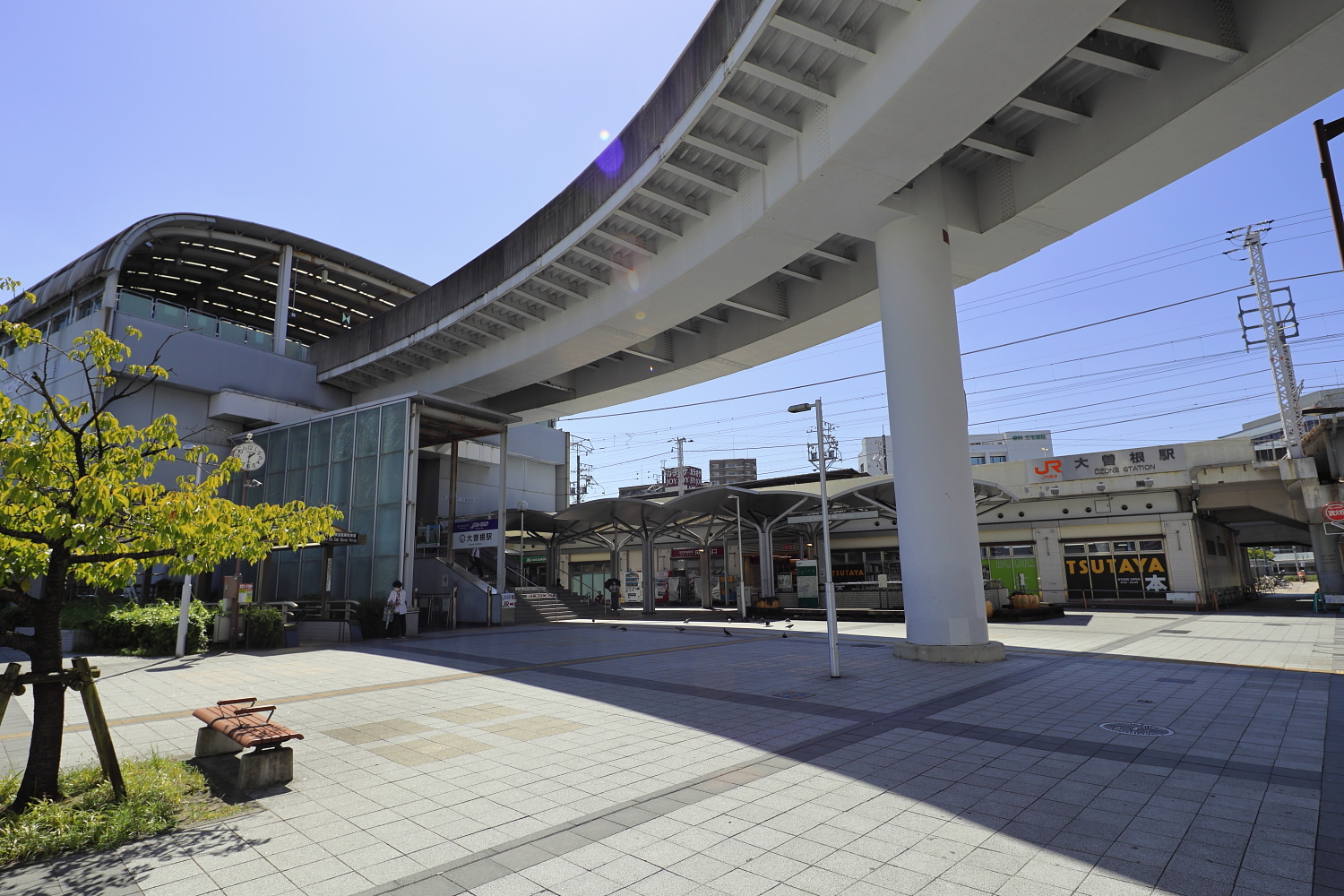
名古屋市の北部副都心となる大曽根駅

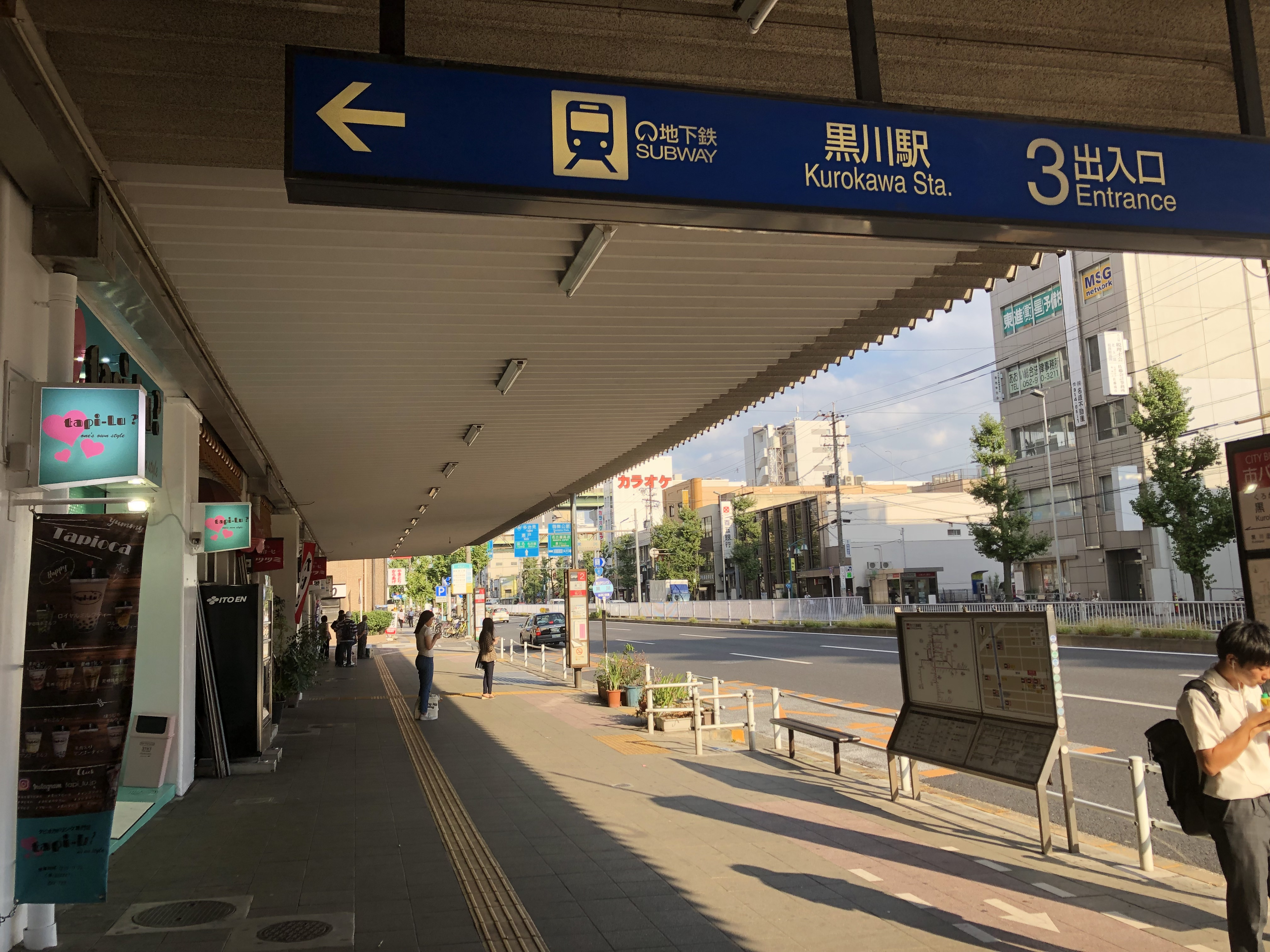
黒川バスターミナル

### 空港

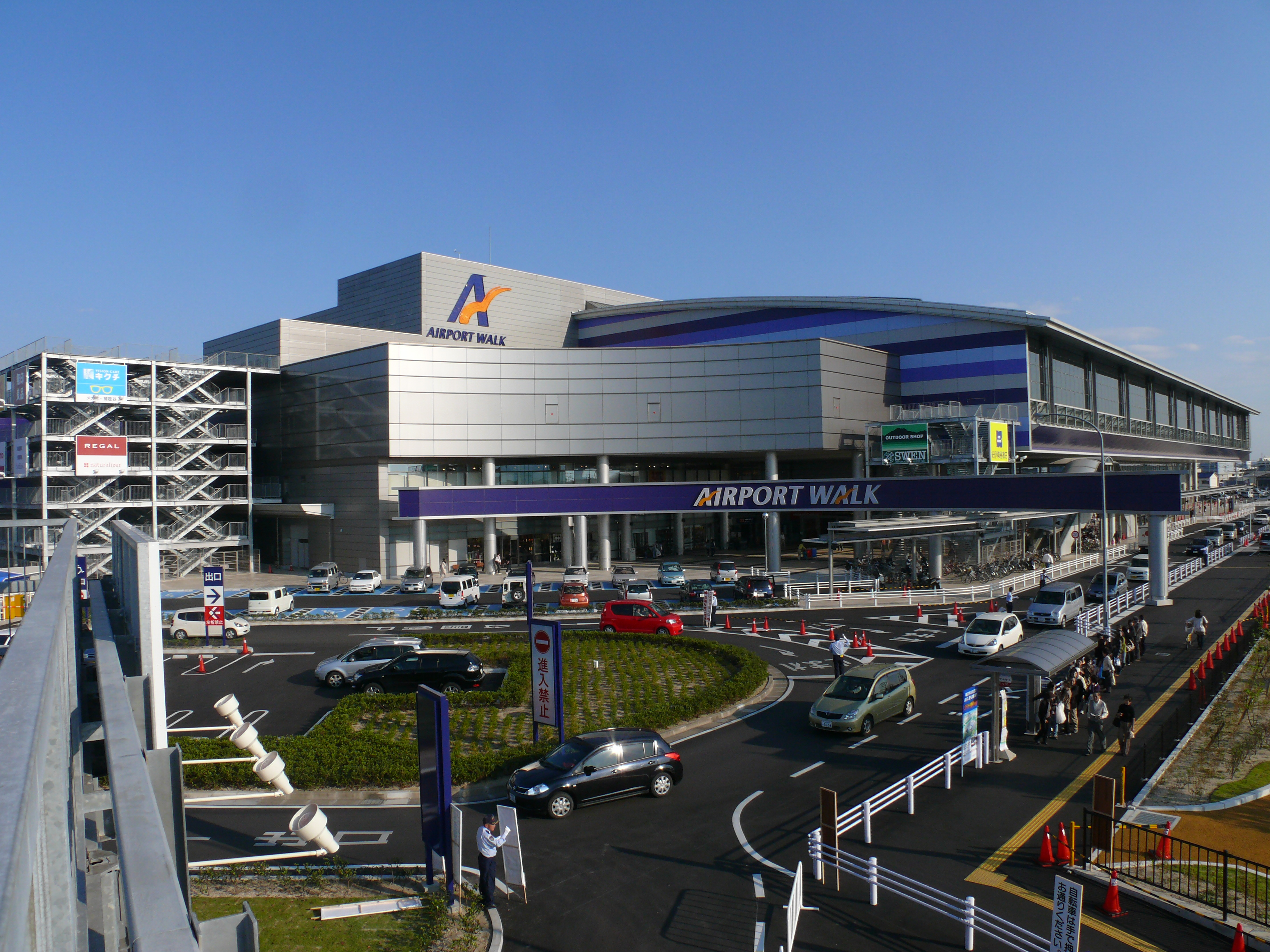
県営名古屋空港
- 搭乗口を含めた空港敷地の大部分は西春日井郡豊山町にあるが、行政区分上では西春日井郡豊山町、小牧市、春日井市、名古屋市（北区）の3市1町にまたがっている。

### 鉄道
東海旅客鉄道（JR東海）
■中央本線：（名古屋市守山区）- 大曽根駅※1 -（名古屋市千種区）
名古屋鉄道（名鉄）
■瀬戸線：（名古屋市中区）- 清水駅 - 尼ヶ坂駅 - 大曽根駅 ※1 -（名古屋市守山区）
■小牧線：（平安通駅 - 上飯田駅：地下鉄上飯田線と直通運行） - 味鋺駅 -（春日井市）
名古屋市交通局（名古屋市営地下鉄）
■名城線：（名古屋市中区）- 名城公園駅 - 黒川駅 - 志賀本通駅 - 平安通駅 - 大曽根駅※1 -（名古屋市東区）
■上飯田線：平安通駅 - 上飯田駅 - （全線区内）
※1.地下鉄名城線の大曽根駅の東半分および瀬戸線大曽根駅、JR大曽根駅の所在地は東区だが、区界付近に所在している。
※JR東海交通事業城北線が国道302号・名古屋第二環状自動車道に沿って東西方向に横断しているが、駅はない。（最寄りは比良駅）

### バス

#### 路線バス

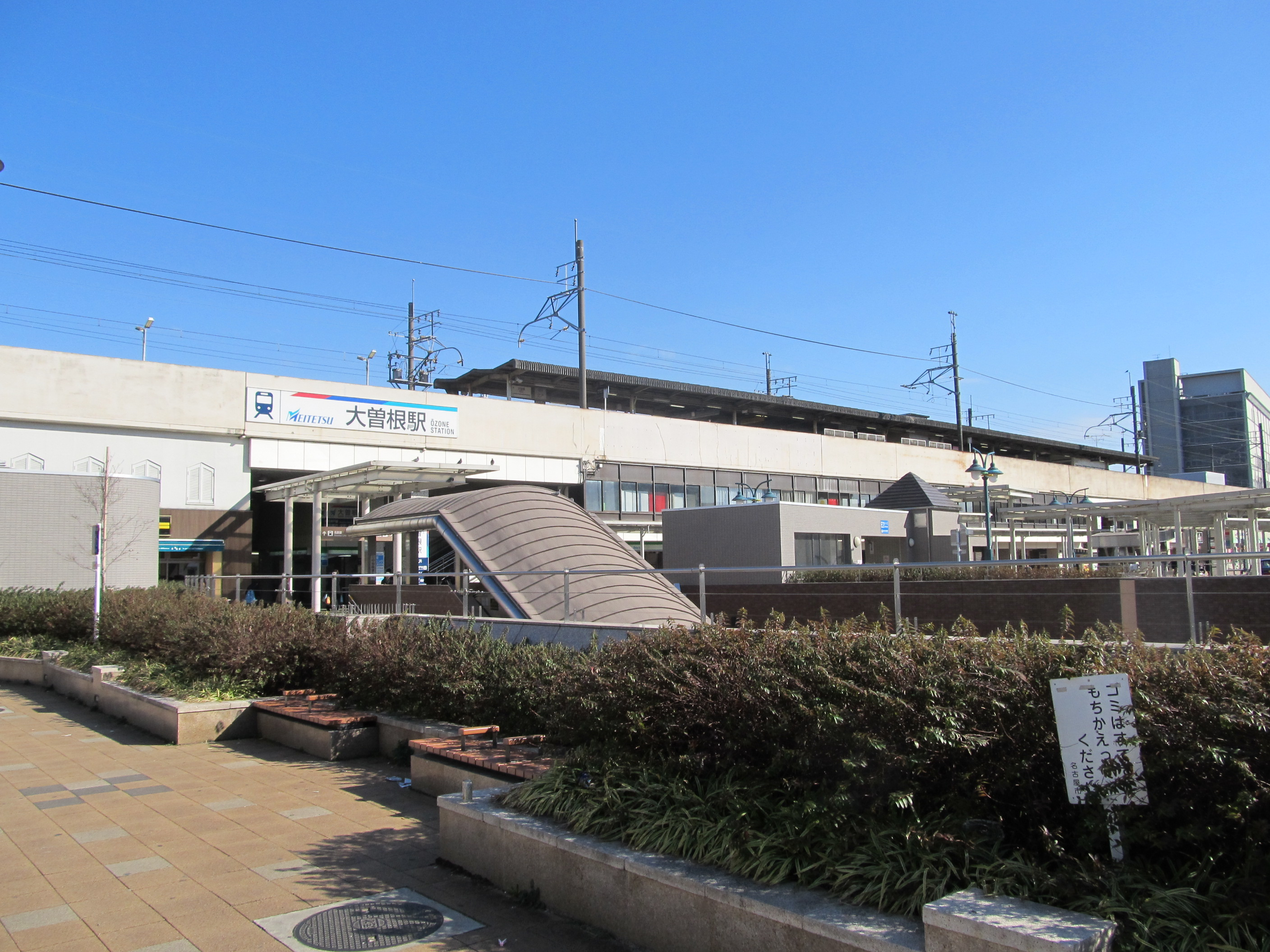
大曽根交通広場
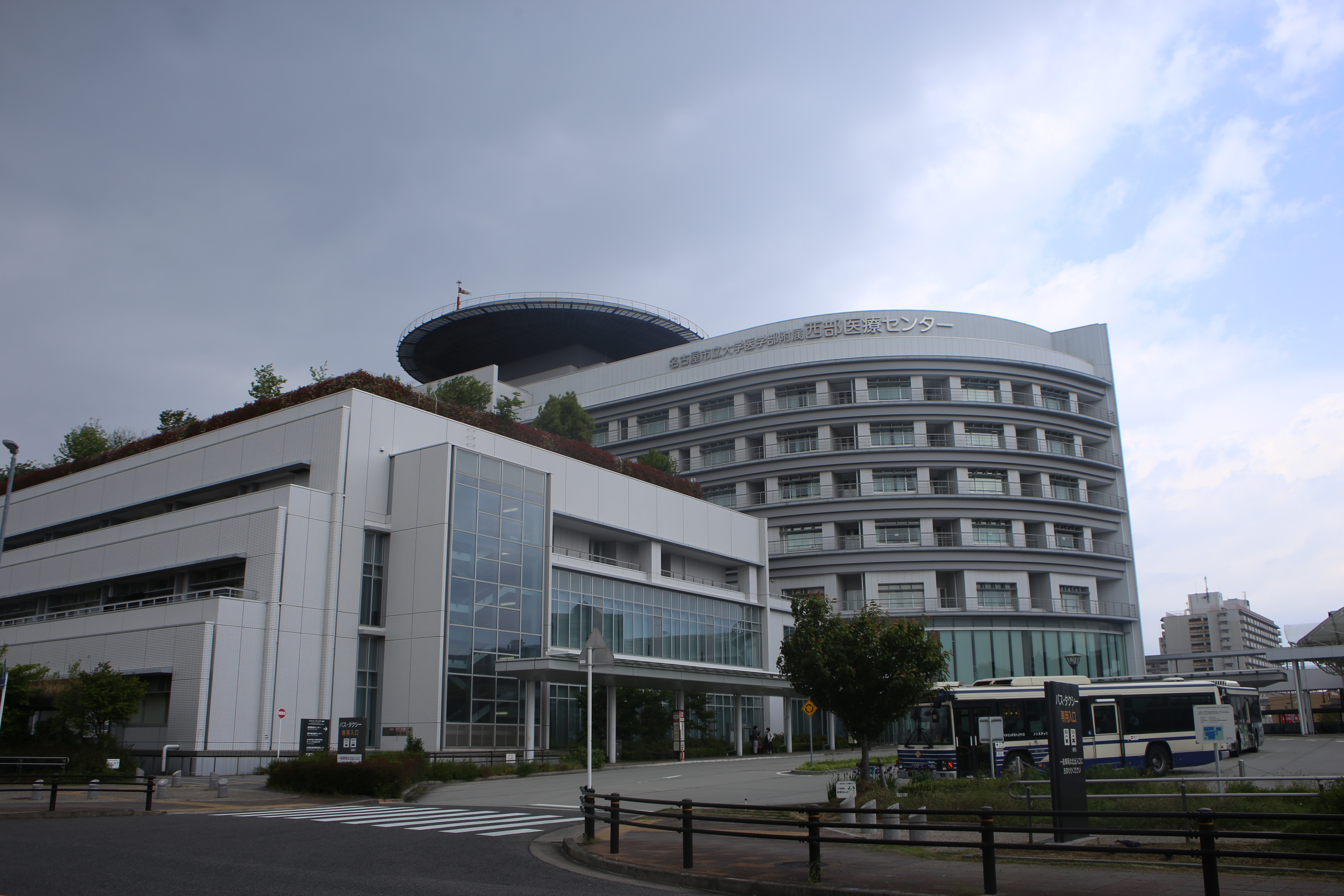
西部医療センター交通広場

- あおい交通（豊山町コミュニティバス）
- 名古屋市営バス
- 三重交通

バスターミナル

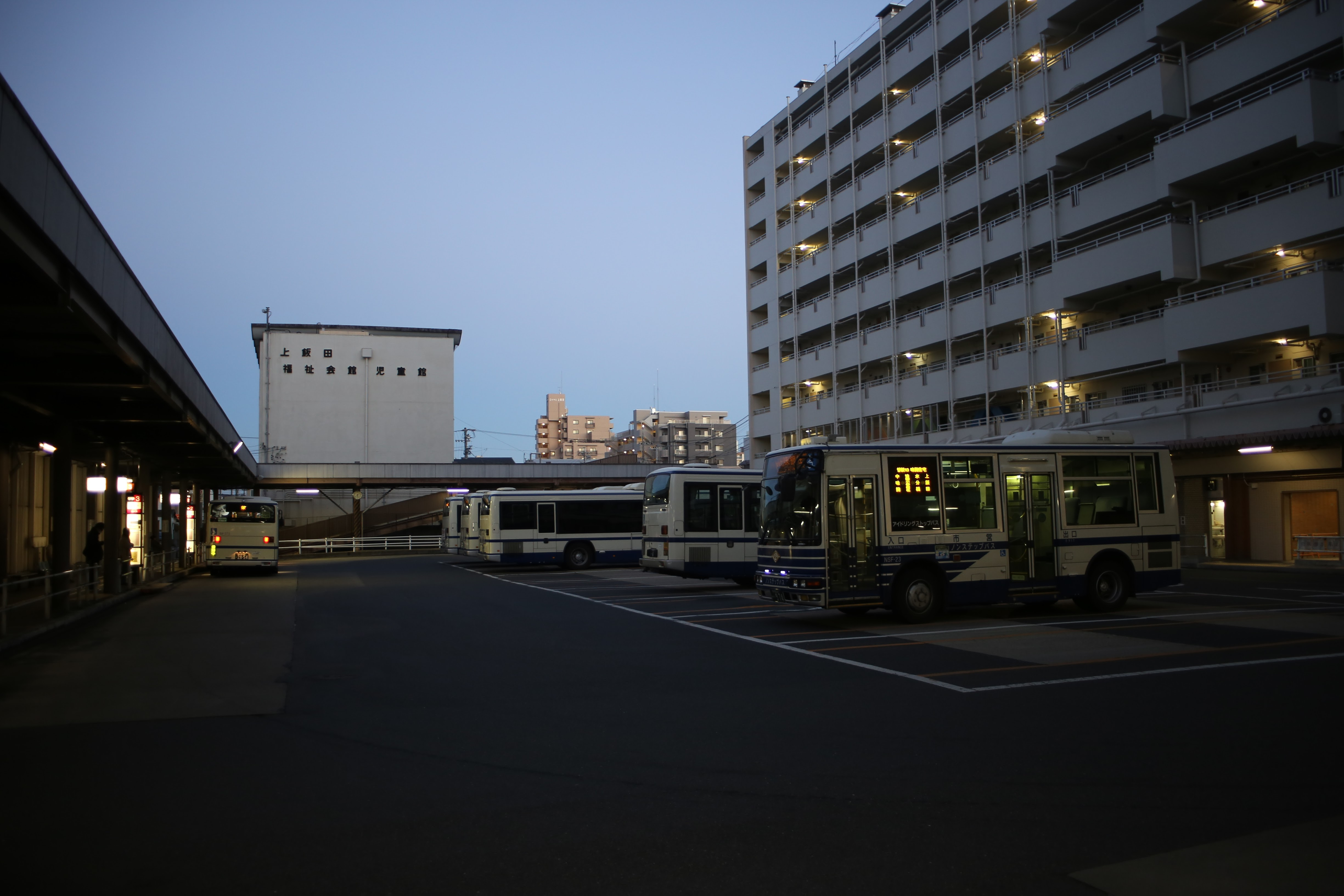
上飯田バスターミナル
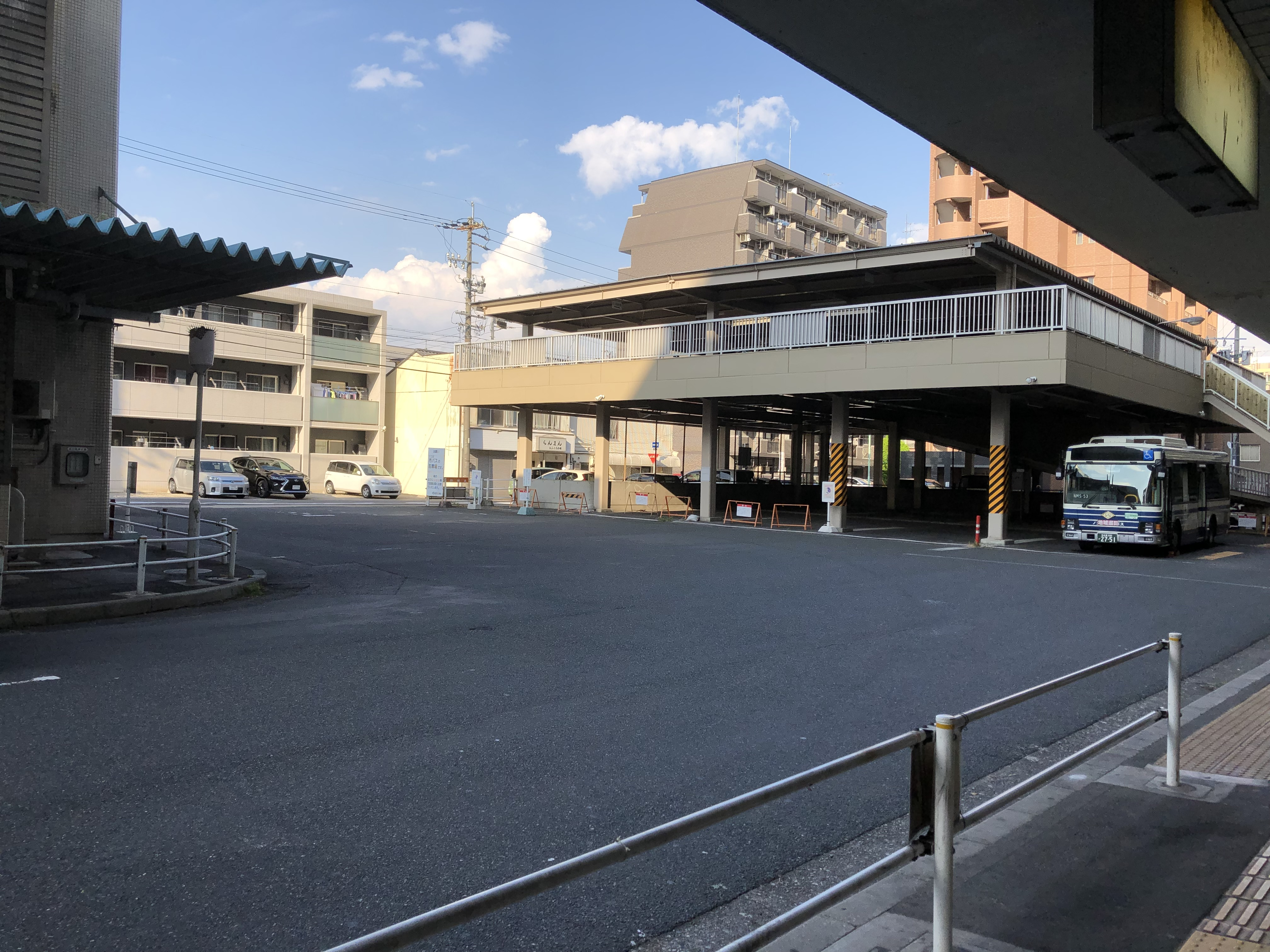
黒川バスターミナル

- 上飯田バスターミナル
- 黒川バスターミナル

交通広場
- 大曽根交通広場
- 西部医療交センター交通広場

- 大曽根交通広場
- 西部医療センター交通広場

営業所
- 名古屋市営バス楠営業所
- 名古屋市営バス如意営業所
- 三重交通名古屋営業所

### 道路

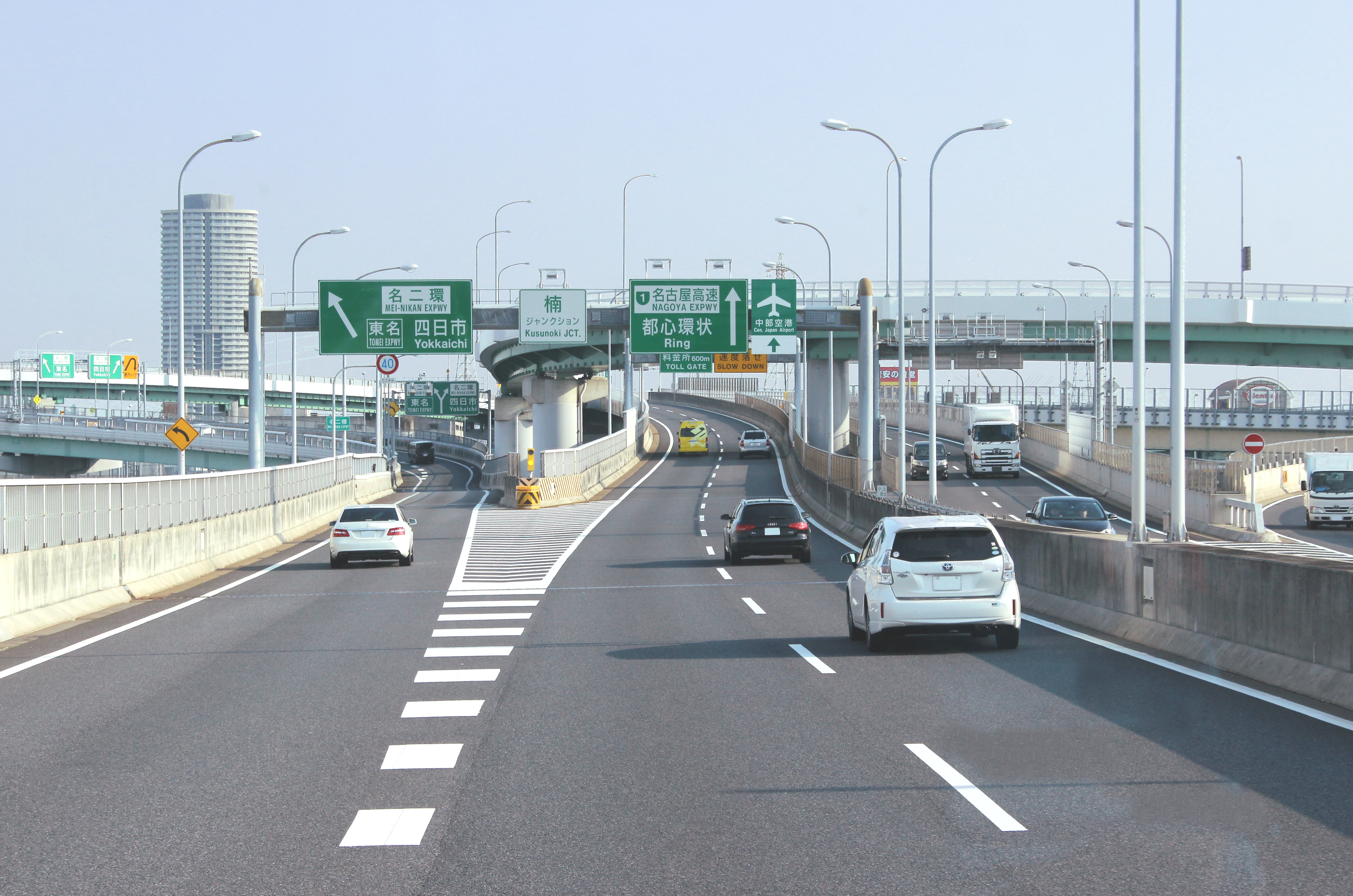
名古屋第二環状自動車道･名古屋高速道路 楠JCT

凡例 : IC - インターチェンジ、JCT - ジャンクション、TB - 本線料金所。なお、番号は各施設の管理者により振られているもの。

#### 高速道路
中日本高速道路（NEXCO中日本）
- 名古屋第二環状自動車道：（春日井市）- (12) 楠IC - (13) 楠JCT - （名古屋市西区）

名古屋高速道路
- 1号楠線 : （名古屋市東区） - (112/102,113/103) 黒川出入口 - 萩野出入口（廃止） - 楠TB - (114/104) 楠出入口 - 楠JCT
- 11号小牧線 : 楠JCT - (1111/1101) 豊山南出口 - （西春日井郡豊山町）
- 都心環状線 : 丸の内入口・出口、東別院入口 - 鶴舞JCT - 丸田町JCT

#### 国道
- 国道19号
- 国道41号（空港線）
- 国道302号（名古屋環状2号線）

#### 県道
- 愛知県道15号名古屋多治見線
- 愛知県道59号名古屋中環状線
- 愛知県道62号春日井稲沢線
- 愛知県道102号名古屋犬山線
- 愛知県道161号名古屋豊山稲沢線
- 愛知県道162号松河戸西枇杷島線
- 愛知県道202号守山西線
- 愛知県道216号大曽根停車場線
- 愛知県道515号高速名古屋小牧線（名古屋高速11号小牧線）

#### 市道
- 名古屋市道名古屋環状線（環状線）

#### 幹線道路の道路通称名
＜南北の道路＞
- 大津通
- 空港線

＜東西の道路＞
- 環状2号
- 環状線

## 観光

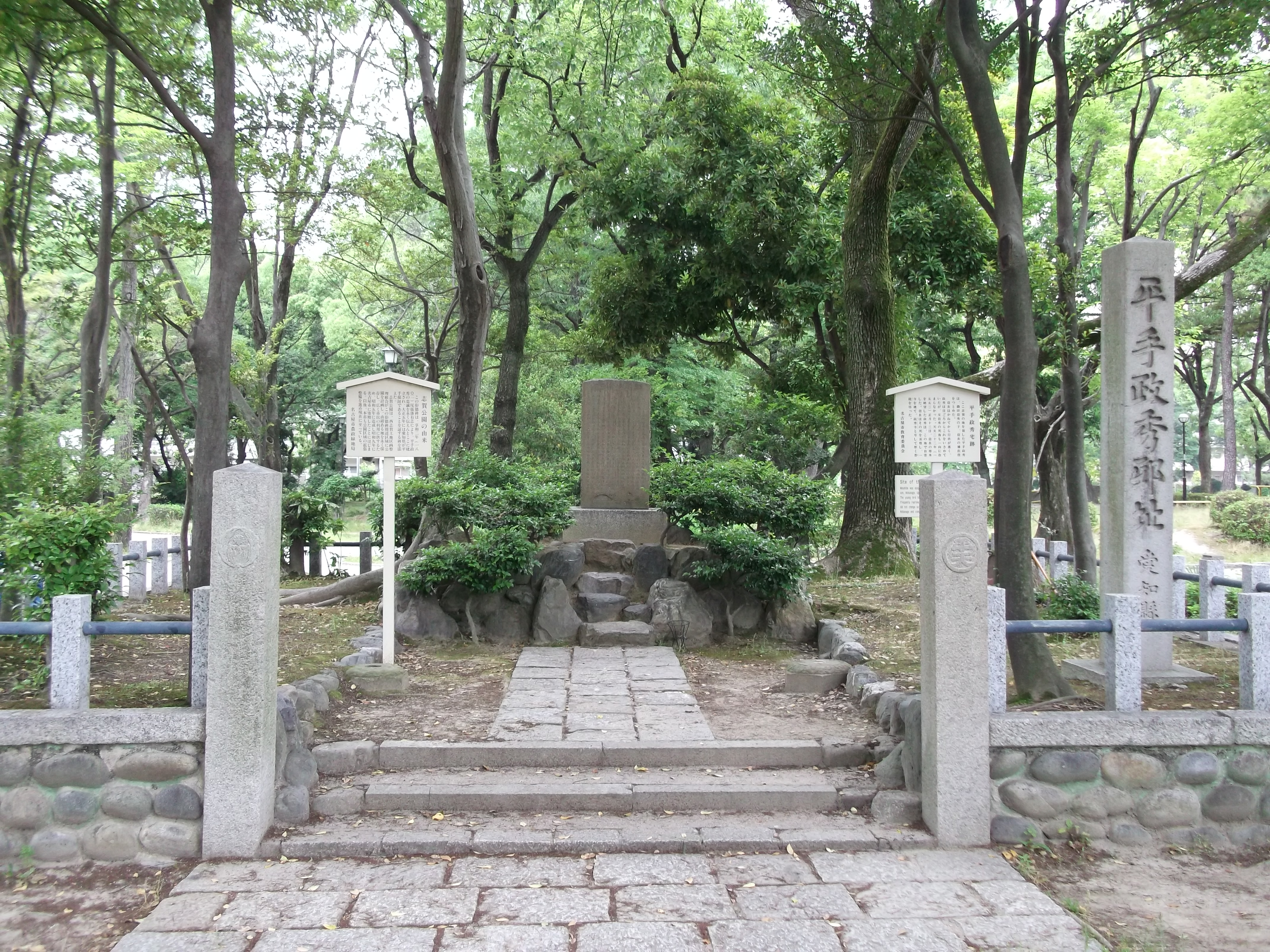
平手政秀邸址

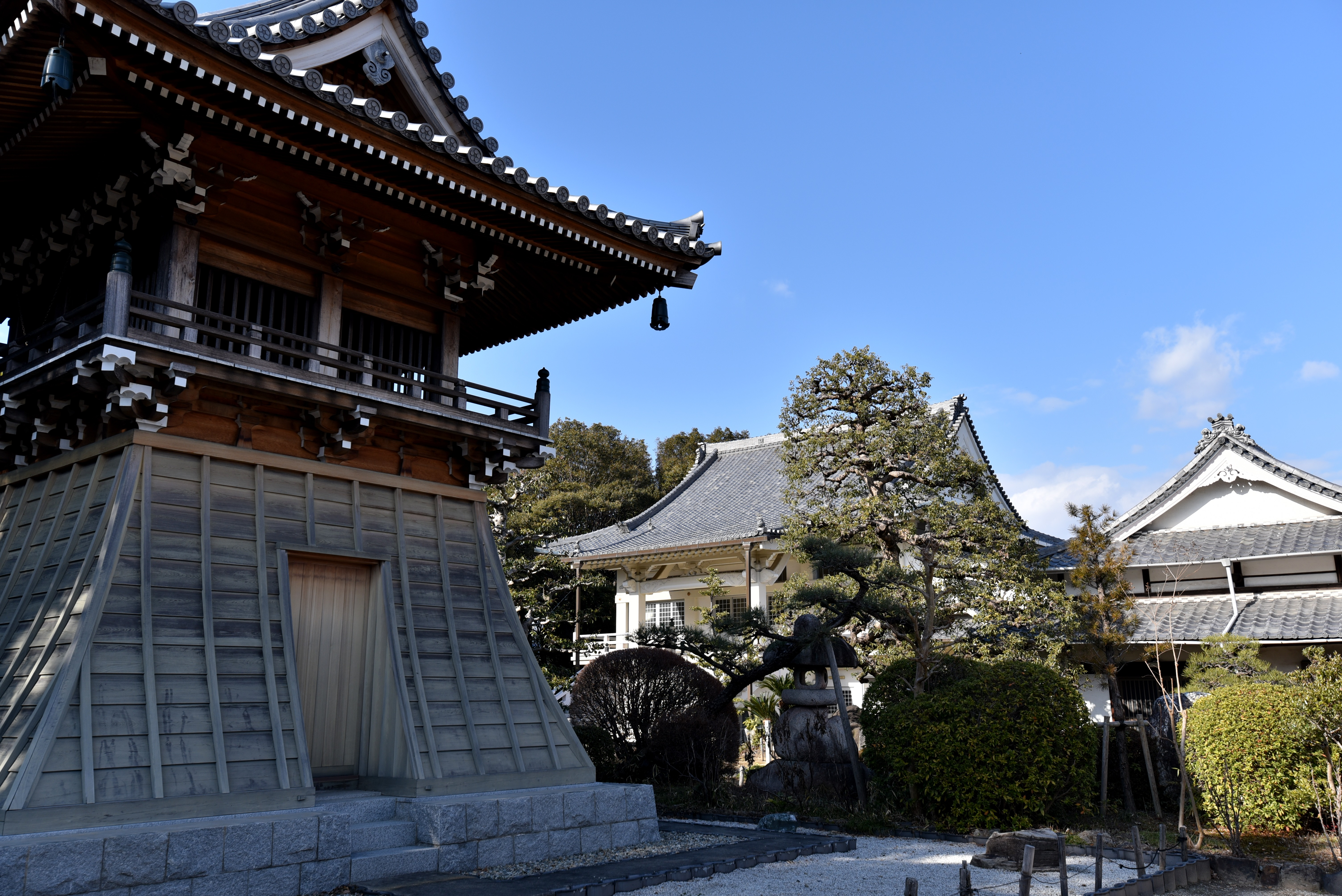
瑞応寺

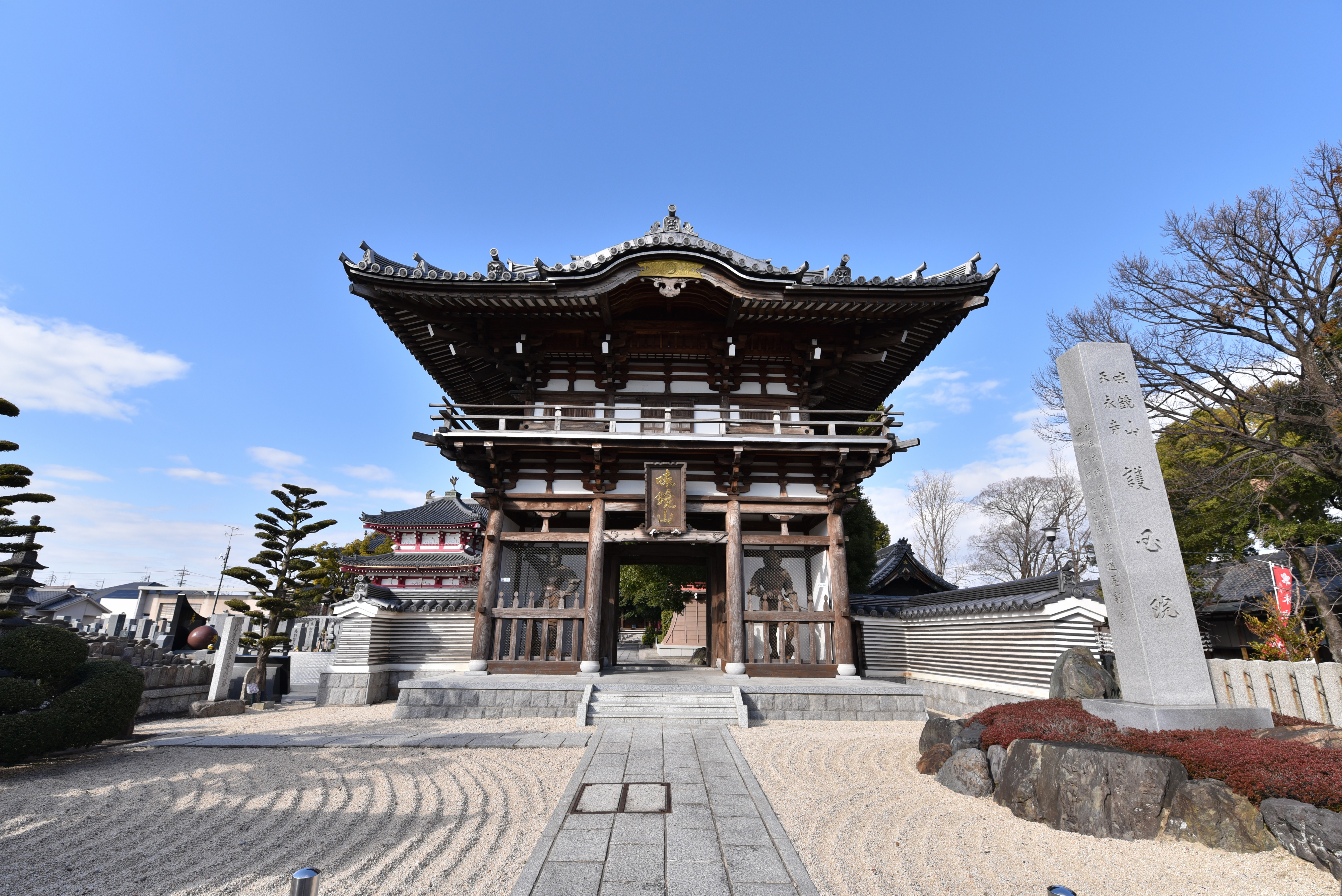
護国院

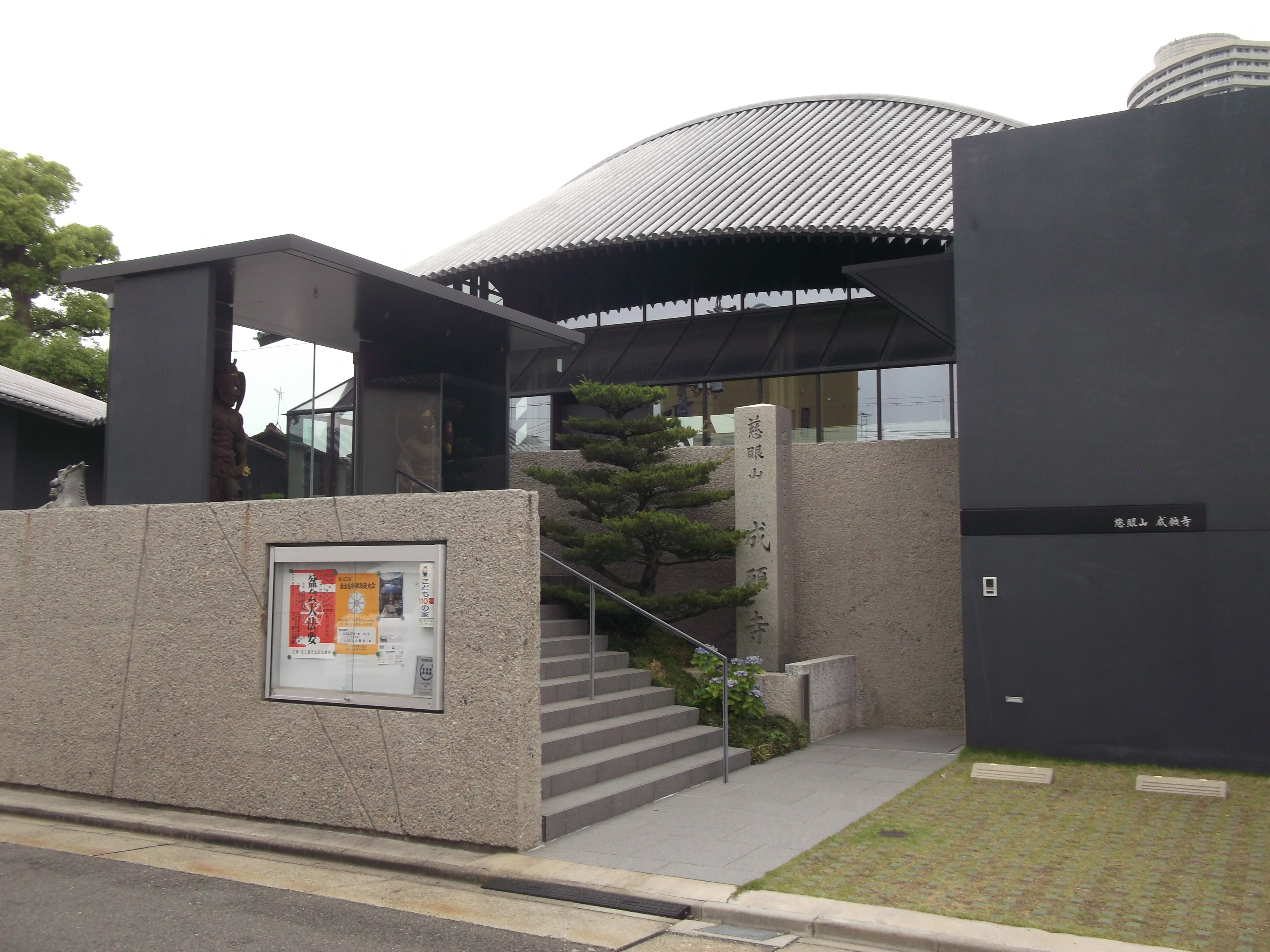
成願寺

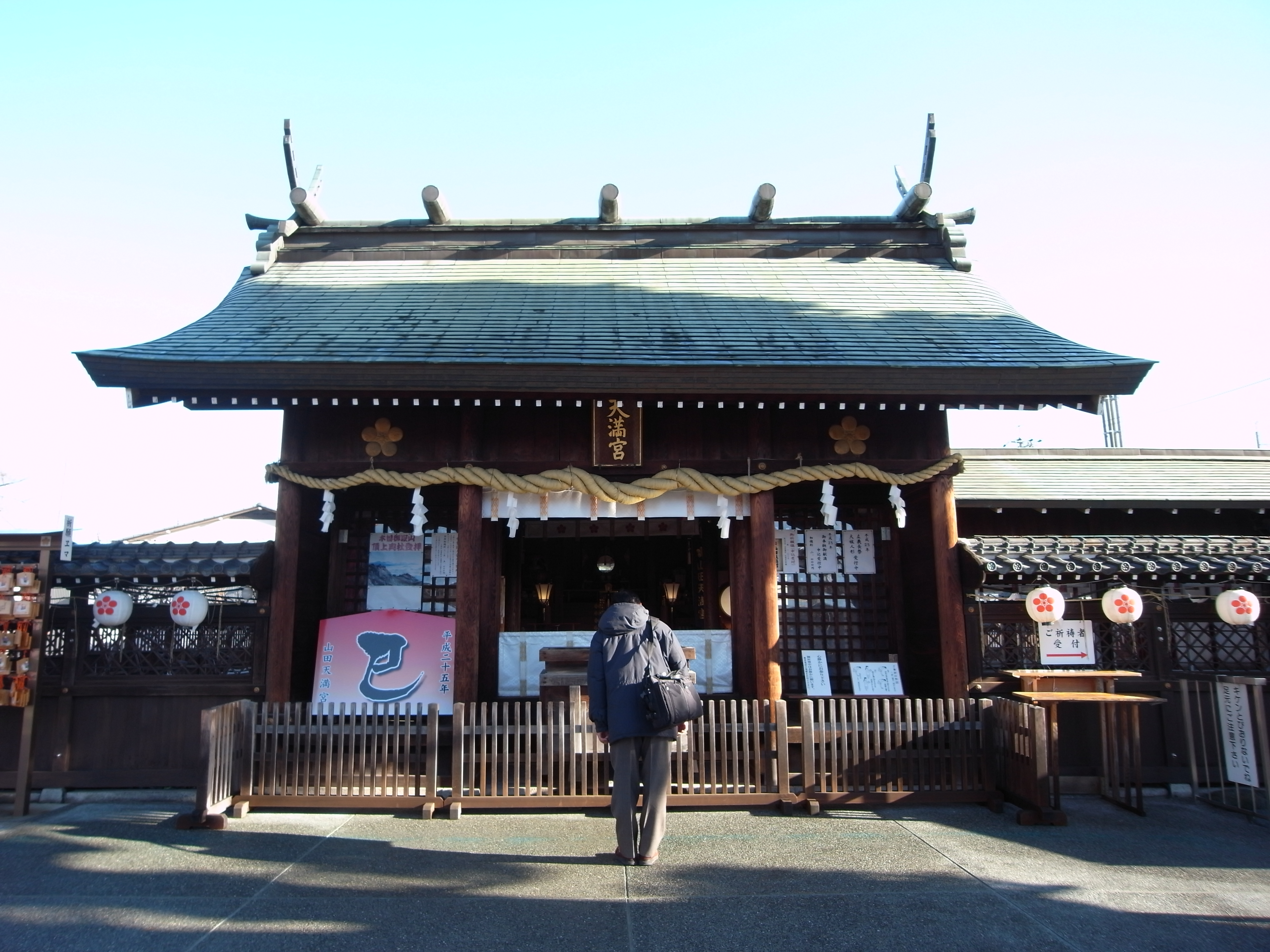
山田天満宮

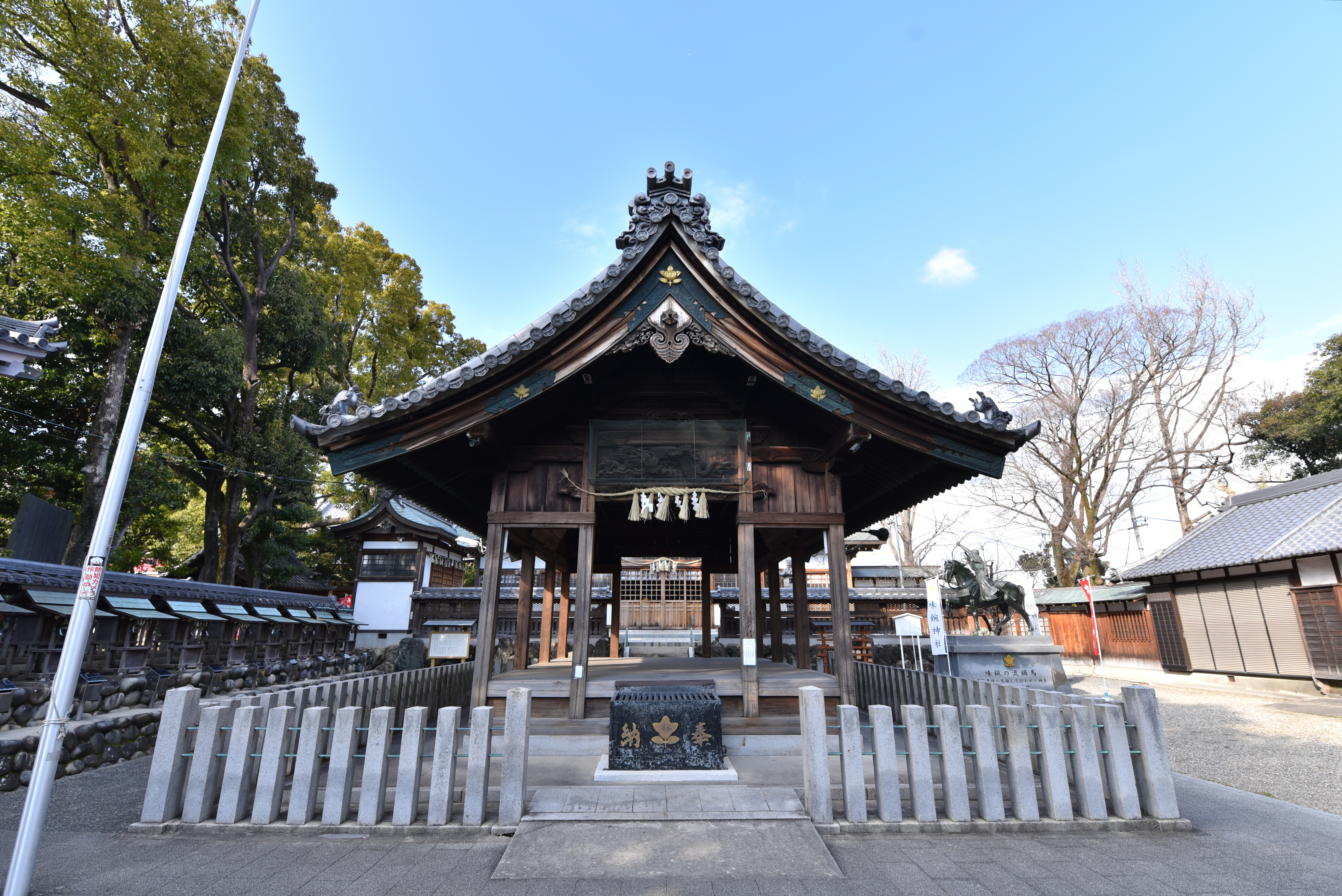
味鋺神社

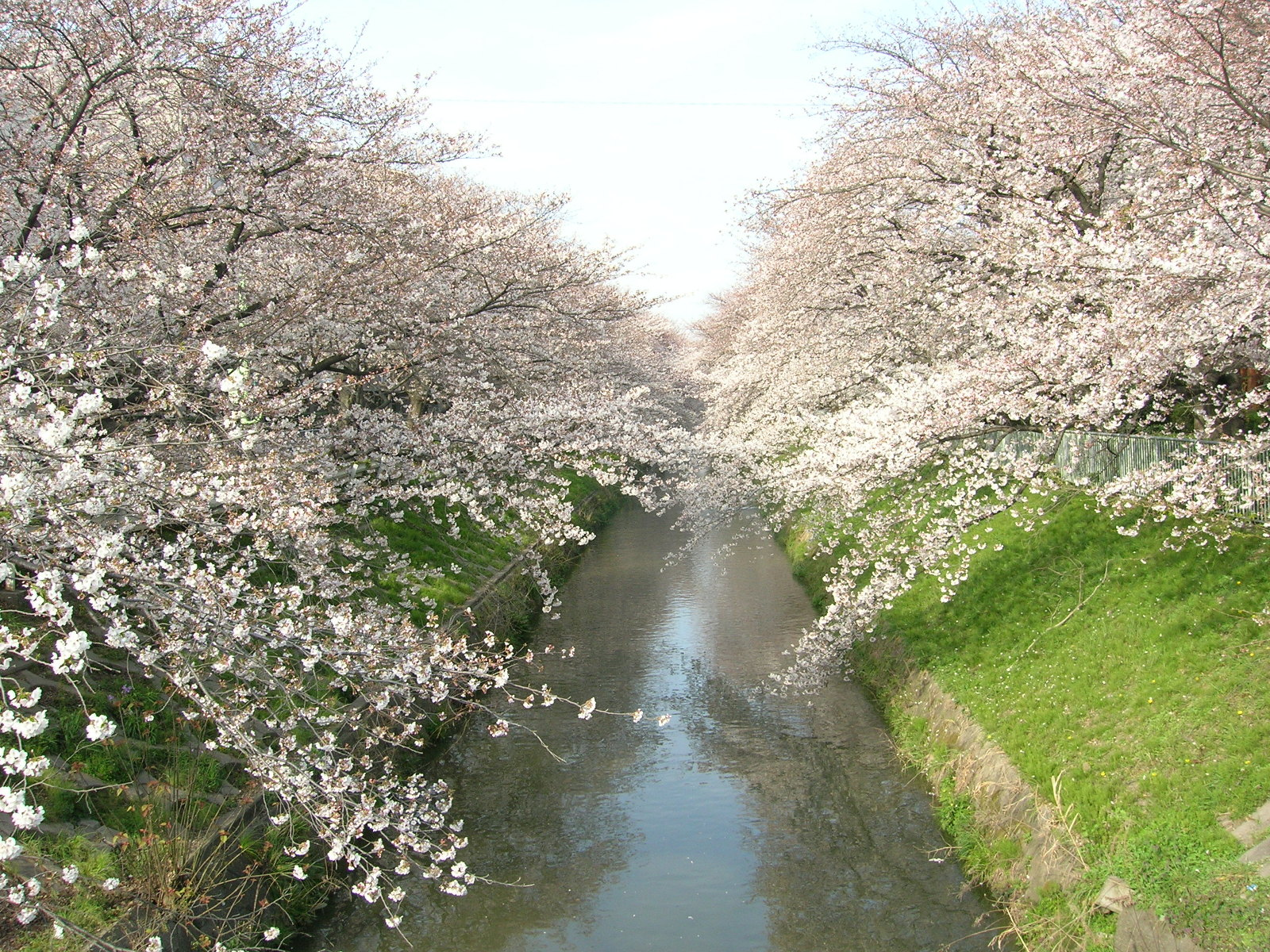
御用水跡街園

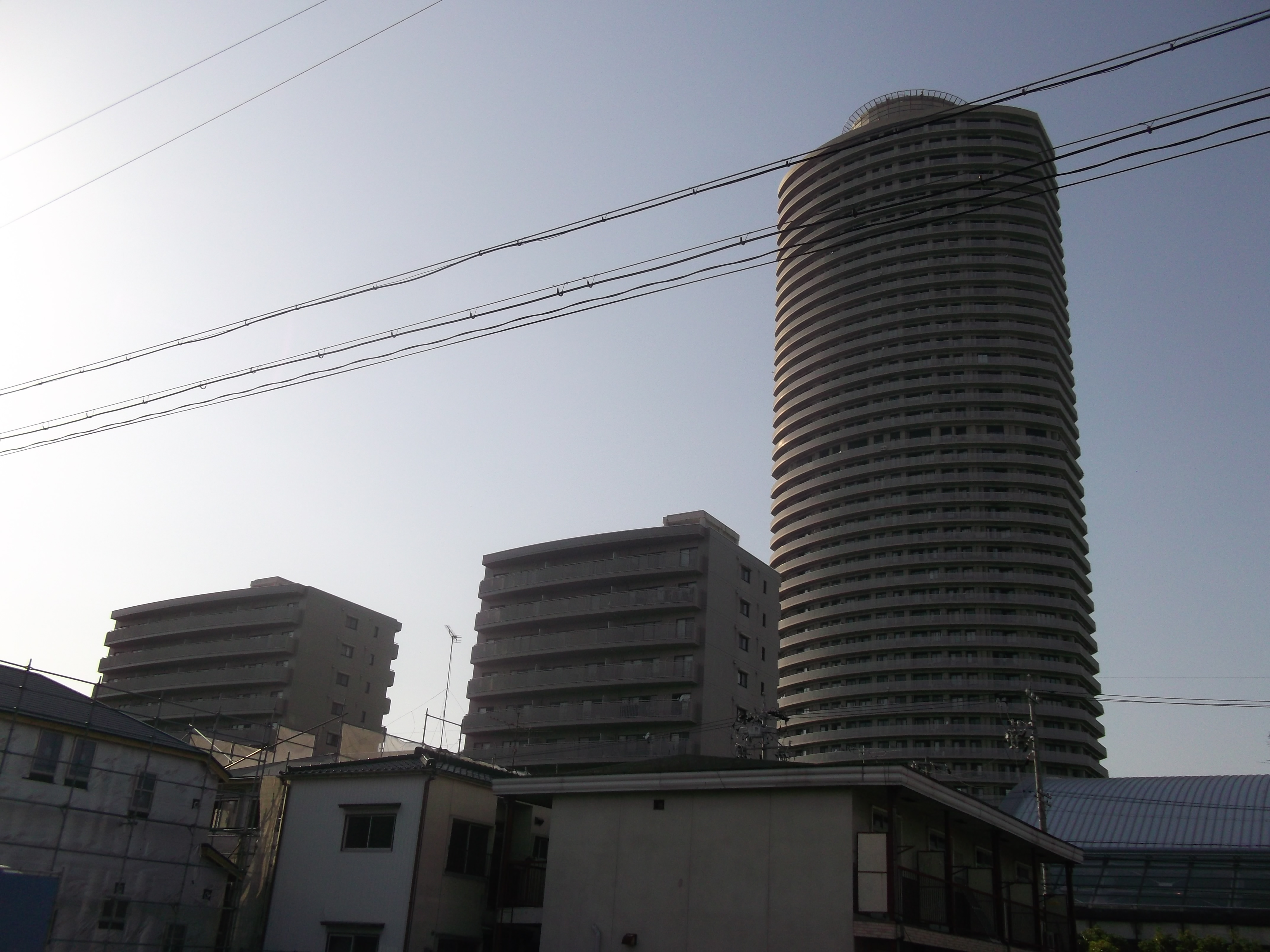
ザ・シーン城北

### 名所・旧跡
城郭･屋敷
- 志賀城（平手政秀邸址）
- 田幡城
- 如意城
- 安井城
- 山田重忠館

主な寺院
- 天台宗
  - 長栄寺（柳原町）[28]
  - 成願寺（成願寺）[28]
  - 聖徳寺（福徳町）[28]
- 真言宗（高野山真言宗）
  - 六通寺（東大曽根町上）[29]
- 真言宗醍醐派
  - 大龍院（光音寺町）[29]
- 真言宗智山派
  - 常光院（山田町）[29]
  - 観音寺（下飯田町）[29]
  - 鶏足寺（如意）[29]
  - 西方寺（楠町大字味鋺）[29]
  - 護国院（楠味鋺）[29]
- 金峯山修験本宗
  - 名古屋教会（山田）[29]
- 浄土宗
  - 観音寺（生駒町）[29]
  - 阿弥陀院（大曽根）[29]
- 真宗大谷派
  - 有隣寺（辻町）[29]
  - 専念寺（川中町）[29]
  - 西光寺（駒止町）[29]
  - 開闢寺（清水）[29]
  - 顕宗寺（杉栄町）[29]
  - 法徳寺（平安）[29]
  - 浄明寺（金城）[29]
  - 法輪寺（城東町）[29]
  - 横超寺（楠）[29]
- 真宗誠照寺院
  - 専光寺（中味鋺）[29]
- 臨済宗妙心寺派
  - 解脱寺（清水）[29]
  - 霊光院（上飯田東町）[29]
  - 圓文寺（杉村）[29]
  - 瑞応寺（如意）[29]
- 曹洞宗
  - 修善寺（辻町）[29]
  - 光音寺（光音寺町）[29]
  - 西来寺（金城）[29]
  - 成福寺（瑠璃光町）[29]
  - 老松寺（清水）[29]
  - 安栄寺（志賀町）[29]
  - 松音寺（光音寺町）[29]
  - 霊源寺（元志賀町）[29]
  - 林泉寺（田幡）[29]
  - 東高寺（金城町）[29]
  - 普光寺（大杉）[29]
  - 清学寺（安井）[30]
  - 乗圓寺（中切町）[30]
  - 長昌寺（山田北町）[30]
  - 久國寺（大杉）[30]
  - 西光寺（清水）[30]
  - 岳桂院（如意）[30]
  - 長全寺（上飯田東町）[30]
  - 松徳院（東味鋺）[30]
  - 地蔵院（大杉）[30]
- 黄檗宗
  - 廣福寺（山田町）[30]
  - 清蓮寺（下飯田町）[30]
- 法華宗陣門流
  - 日観寺（中切町）[30]
- 仏教系単立寺院
  - 一願山不動院（大杉）[30]
  - 盛泉寺（神明町）[30]
  - 信徳寺（大曽根）[30]

主な神社
- 神社本庁所管
  - 六所社（安井）[28]
  - 綿神社（元志賀町）[28]
  - 羊神社（辻町）[28]
  - 別小江神社（安井）[28]
  - 多奈波太神社（金城）[28]
  - 六所社（金城町）[28]
  - 神明社（中切町）[28]
  - 天神社（中切町）[28]
  - 山田天満宮（山田町）[28]
  - 六所宮（上飯田南町）[28]
  - 神明社八幡社合殿（中杉町）[28]
  - 八竜社（福徳町）[28]
  - 深島神社（柳原）[28]
  - 八幡社（志賀町）[28]
  - 六所社（下飯田町）[28]
  - 大我麻神社（楠町大字大蒲新田）[28]
  - 神明社（楠町大字喜惣治新田）[28]
  - 味鋺神社（楠味鋺）[28]
  - 西八竜社（中味鋺）[28]
  - 大井神社（如意）[28]
  - 山神社（安井）[28]
  - 八王子神社春日神社（清水）[28]

- 神道大教
  - 神道大教愛知御嶽永壽小教会（大杉）[28]
- 扶桑教
  - 扶桑教真心教会（深田町）[28]
- 御嶽教
  - 御嶽教覚明教会（柳原）[28]
  - 御嶽教中山教会（神明町）[28]
- 金光教
  - 金光教名城教会（敷島町）[28]
  - 金光教田幡教会（柳原）[28]
- 神道系単立教会
  - 宗教法人御山本部（東味鋺）[28]
  - 世界大和陽明教会（長喜町）[28]

### キリスト教会
- 日本基督教団名古屋北教会（杉村）[30]
- 日本長老教会志賀キリスト教会（西志賀町）[30]
- カトリック名古屋教区城北橋カトリック教会（金城）
- 日本ホーリネス教団名古屋城北教会（東水切町）

遺跡
- 西志賀遺跡
- 平手町遺跡
- 味鋺古墳群
  - 白山薮古墳

### 観光スポット
公園
- 洗堰緑地
- 大我麻公園
- 北清水親水広場
- 楠公園
- 黒川樋門
- 御用水跡街園（堀川始点）
- 志賀公園
- 清水街園
- 富士塚公園
- 名城公園
- 夫婦橋街園
- 山田緑地

文化施設
- 名古屋市下水道科学館
- ネックス・プラザ

建築
- ザ・シーン城北（1996年5月竣工の日本初の超高層マンション。高さ160m、地上45階地下2階。建築当初は日本一高いマンションであったが、現在では全国で40位以下となっている。）
- 名古屋空港
  - エアポートウォーク名古屋（所在地は豊山町）

温泉
- 庄内温泉「喜多の湯」

## 文化・名物

### 祭事・催事
主な催事
全国選抜名古屋大花火（矢田川花火大会）
東海ラジオ放送が1964年8月1日に開始した花火大会。1989年8月5日に開催されたものは「東海ラジオ放送創立30周年記念事業」の一環として行われた。2004年を最後に開催されていない。

KITA JAZZ!
- 2018年（平成30年）、北区をジャズで盛り上げるプロジェクトとして始動。
- 名古屋市北区は、名古屋市内中学校で最も歴史が古いジャズアンサンブル部をもつ名古屋市立若葉中学校、2013年から毎年名古屋最大級のジャズフェスティバル「名古屋ジャズストリート」を開催している大曽根商店街、2015年に公募で結成されたジャズの市民ビッグバンド「The Polar Star Jazz Orchestra」を有することから、こうした北区ならではの魅力「ジャズ」を通じて、さらに区の魅力を育てたいという想いで始まる。
- ほぼ毎月、プロのジャズミュージシャンによるミニコンサートを名古屋市北区内で開催。

## 出身関連著名人
五十音順
- 赤田龍一郎（プロ野球選手）
- 葦敷重頼（鎌倉武将）
- 葦敷重隆（鎌倉武将）
- 平手政秀（戦国武将）
- 太田牛一（戦国武将） - 信長公記著者
- 中田清秀（オウム真理教幹部）
- いしいすぐる（俳優）
- 金田正一（元プロ野球選手・元プロ野球ロッテ監督。出生は稲沢市。金田高義、金田留広、金田星雄の兄）
- 金田高義（元プロ野球選手）
- 金田留広（元プロ野球選手）
- 金田星雄（元プロ野球選手）
- 河野良太（ラグビー選手）
- 小島一宏（フリーアナウンサー、大同大学准教授）
- 杉浦未幸（タレント、モデル）
- 相馬裕子（シンガーソングライター）
- 松原敬生（フリーアナウンサー） - 出生は東京都
- 丸山貴史（元プロ野球選手）